# Storia di Vicenza

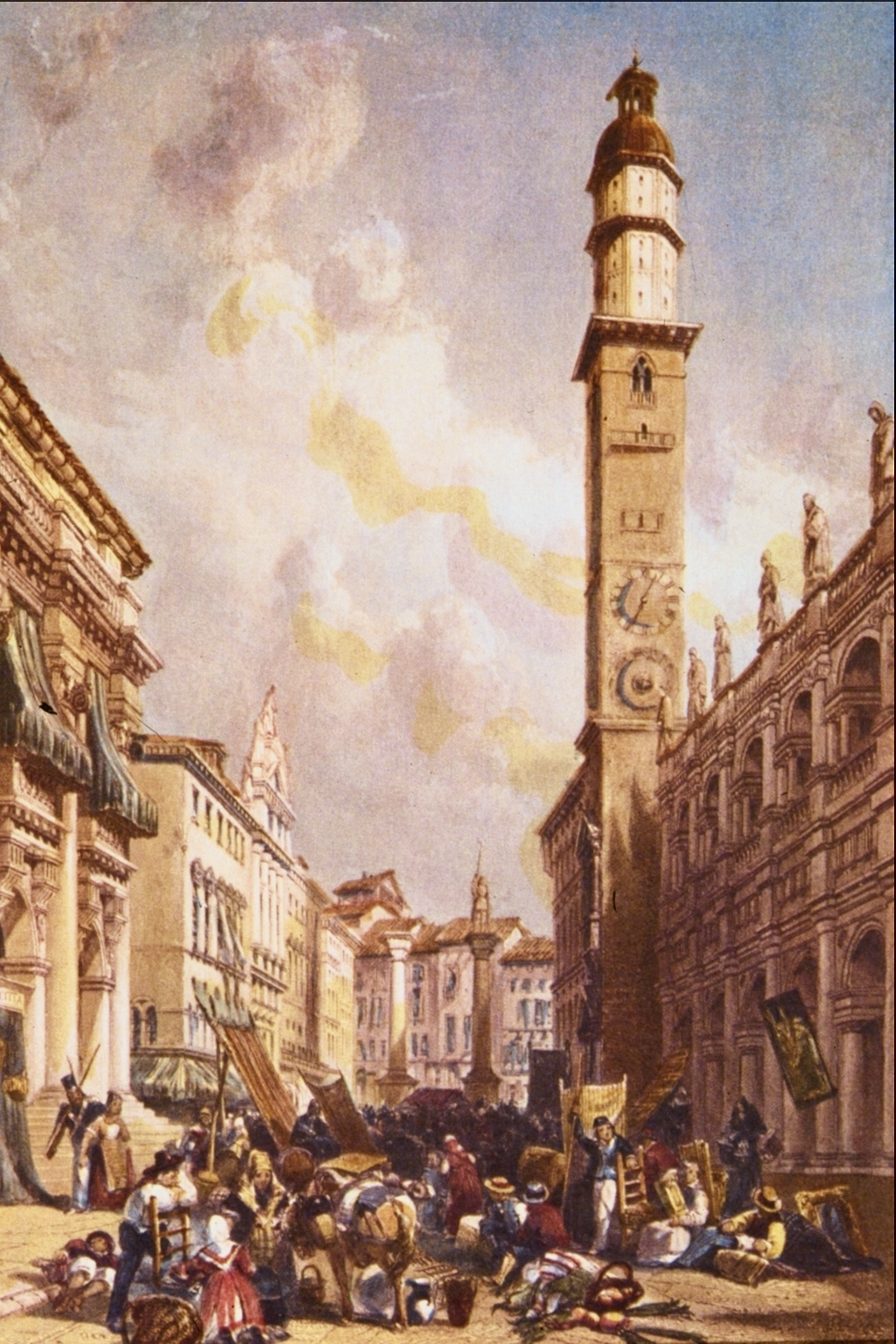
Piazza dei Signori a Vicenza ritratta dal pittore inglese James Duffield Harding (entro il 1863)

La città di Vicenza possiede una storia di oltre 2000 anni.

## Documentazione e storiografia
La documentazione scritta in nostro possesso - riguardante la città di Vicenza - relativa all'epoca antica e al primo millennio, è praticamente nulla. Negli archivi cittadini ecclesiastici e civili sono presenti solo la copia di un documento, chiaramente falso, proveniente dall'abbazia di Nonantola e un'altra che riporta il privilegio concesso dal vescovo Rodolfo al monastero benedettino dei santi Felice e Fortunato. Altre scarne informazioni le possiamo ricavare dal racconto di Paolo Diacono e sporadiche notizie relative al territorio vicentino ritrovate in documenti padovani o veronesi. Scarsi sono anche i reperti archeologici - eccezion fatta per quelli relativi alla città durante l'Impero romano - sufficienti comunque ad attestare, anche nell'alto Medioevo, la presenza e la continuità di una media città della pianura veneta.
Il secondo millennio, invece, offre abbondanza di documenti e di strutture monumentali, da cui si evince la vita di una città, salvo brevissimi periodi sempre soggetta a poteri esterni ma ricca di storia, di arte, di cultura e di personaggi illustri.
A partire dal XII secolo preziosi documenti sono stati rinvenuti nell'Archivio capitolare diocesano e presso i monasteri benedettini dei Santi Felice e Fortunato e di San Pietro, quasi sempre riguardanti privilegi, diritti ed esenzioni, dispute sulle proprietà o sulle rendite, atti di cessione. Essi hanno consentito di ricostruire molti aspetti della vita politica, sociale, religiosa e mappe del territorio.
Durante il Basso Medioevo cominciano anche i racconti dei cronisti, il primo dei quali è Gerardo Maurisio che descrisse in modo particolareggiato i fatti capitati a Vicenza tra il 1183 e il 1237. Seguirono la cronaca di Nicolò Smereglo relativa a quanto avvenne tra il 1200 e il 1312, quella di Ferreto dei Ferreti che descrisse gli avvenimenti relativi a Vicenza e a Padova tra il 1250 e il 1318, quelle di Antonio Godi e di Conforto da Costozza, di cui resta una cronaca relativa ad un arco di tempo di 17 anni. Il primo che compilò una cronaca completa della città di Vicenza fu Giambattista Pagliarino, vissuto nella seconda metà del secolo XV, il quale attinse a molti documenti precedenti.
Con il XVI secolo cominciarono i tentativi di dare una storia a Vicenza. Il primo - seppure modesto - storico fu Giacomo Marzari che pubblicò un piccolo compendio di storia vicentina civile ed ecclesiastica; dopo di lui vennero Silvestro Castellini, che compilò un'opera più seria e completa, e Francesco Barbarano, vissuto nel XVII secolo. Scrittori vissuti in un periodo in cui non era ancora maturata la critica storica, le loro opere sono spesso imprecise ed è difficile distinguere tra storia e leggenda.
Con il grande risveglio degli studi storici del Settecento Vicenza ebbe la notevole opera in 13 volumi di Fortunato Vigna, che per scriverla aveva attinto a migliaia di documenti tratti dagli archivi civili ed ecclesiastici. Altri raccoglitori di documenti e scrittori furono Paolo Calvi, Giambattista Verci, Tomaso Faccioli e Gaetano Maccà, che scrisse la Storia del territorio vicentino.

## Epoca antica

### L'insediamento pre-romano
Sembra probabile che il primo insediamento sul piccolo gruppo di alture - formato da detriti e sedimenti alluvionali che emergeva dalla pianura acquitrinosa alla confluenza dei fiumi Astico e Retrone - sia originato già nel VI secolo a.C..
Strabone ritiene che gli abitanti del sito appartenessero alla popolazione degli Euganei, ma oggi gli studiosi sono abbastanza concordi che essi fossero Veneti, fatto attestato dal ritrovamento di oltre 200 laminette votive dedicate al culto della venetica dea Reitia e di un'iscrizione in lingua venetica, rinvenute nel 1959 durante i lavori di costruzione di un edificio di fronte alla sede municipale di Palazzo Trissino. Viene esclusa anche l'appartenenza a stirpi galliche o celtiche.
Plinio il Vecchio nel I secolo d.C. cita anche Vicenza nella sua Naturalis historia, come centro di fondazione veneta, una popolazione alloctona di origine indoeuropea.

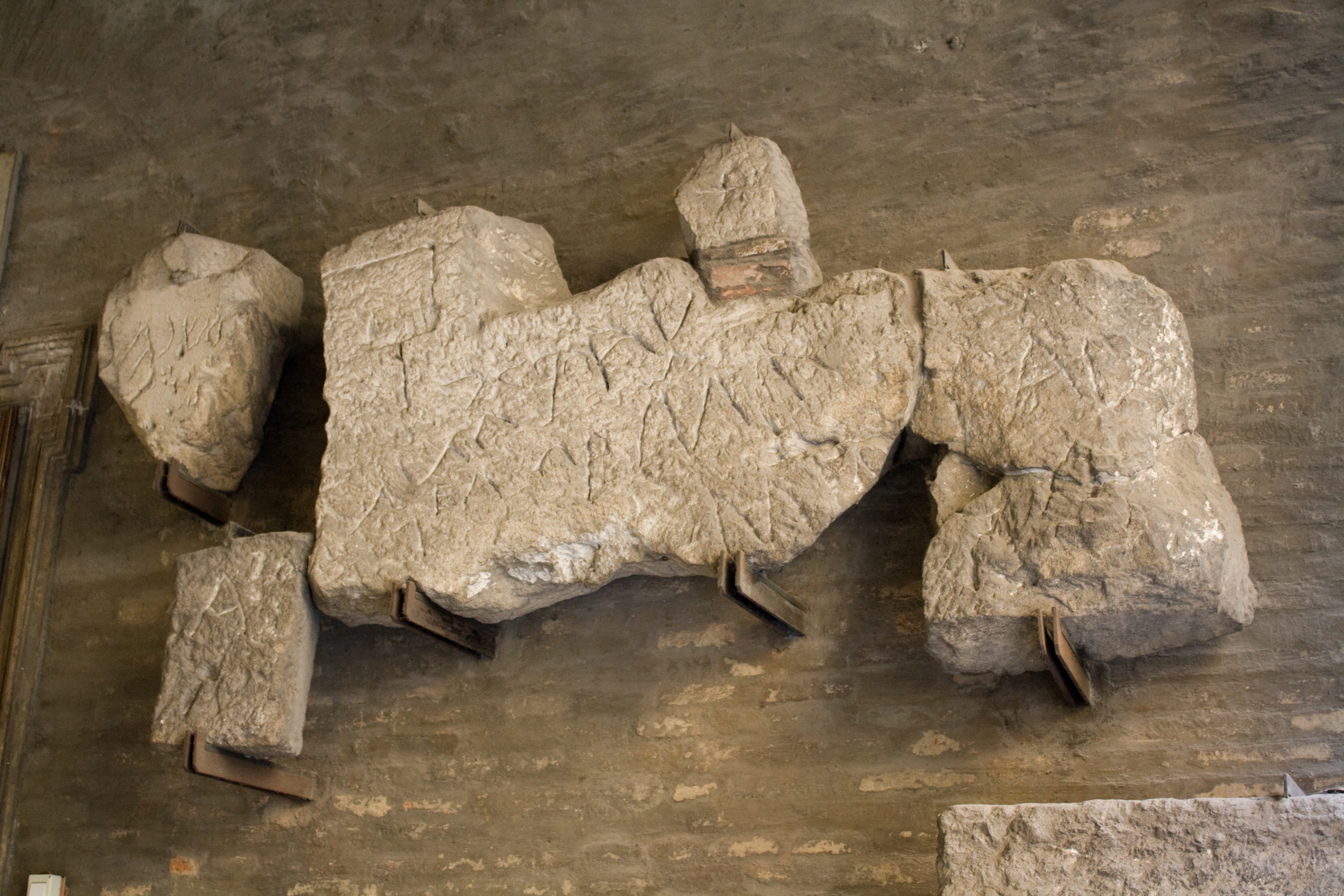
Iscrizione veneta su pietra, esposta nell'atrio del Palazzo da Schio (Ca' d'Oro)

Quasi nulla si conosce di fatti o vicende politiche che abbiano interessato la città in epoca preromana o anche romana, se non che l'insediamento ci fu e si sviluppò, lasciando un evidente impianto urbanistico. Non molti sono invece i reperti in nostro possesso: da venti secoli la città è cresciuta su se stessa, senza soluzione di continuità, ed ogni epoca ha distrutto quanto realizzato in precedenza, per utilizzarne gli spazi e spesso i materiali. Oltre a ciò, il fatto che la città sia attualmente abitata impedisce di effettuare scavi e ricerche in modo estensivo.
Dalla storia di Roma si può supporre che, come gli altri Veneti, anche gli abitanti di quella che poi fu chiamata Vicetia (probabilmente da vicus) abbiano dapprima subito l'influenza culturale dei popoli circostanti: anzitutto gli Etruschi, dai quali i Veneti acquisirono mode, forme d'arte e scrittura, poi i Galli Cenomani e i Cimbri, ma senza soggiacere loro.
Quando i Romani si affacciarono sulle pianure padana e veneta - che chiamarono Gallia Cisalpina - i Veneti ne divennero alleati fedeli, combattendo insieme con loro contro i Galli, che sconfissero nel 222 a.C. nella battaglia di Clastidium. Ne furono alleati fedeli anche nel corso delle guerre sociali, ed in premio ottennero dapprima la cittadinanza di diritto latino secondo la Lex Pompeia de Transpadanis nell'89 a.C., poi quella romana.
L'influenza e l'autorità di Roma si fece comunque sentire nella pianura veneta almeno dalla metà del II secolo a.C. Nel 148 a.C. fu costruita la via Postumia che andava da Genua ad Aquileia permettendo i traffici ma anche il rapido transito delle legioni. Per quanto riguarda Vicenza, abbiamo la testimonianza di un cippo, conservato a Verona, che ricorda come un magistrato romano fosse stato chiamato a dirimere una questione di confini tra Vicenza ed Este.

### Vicetiaromana

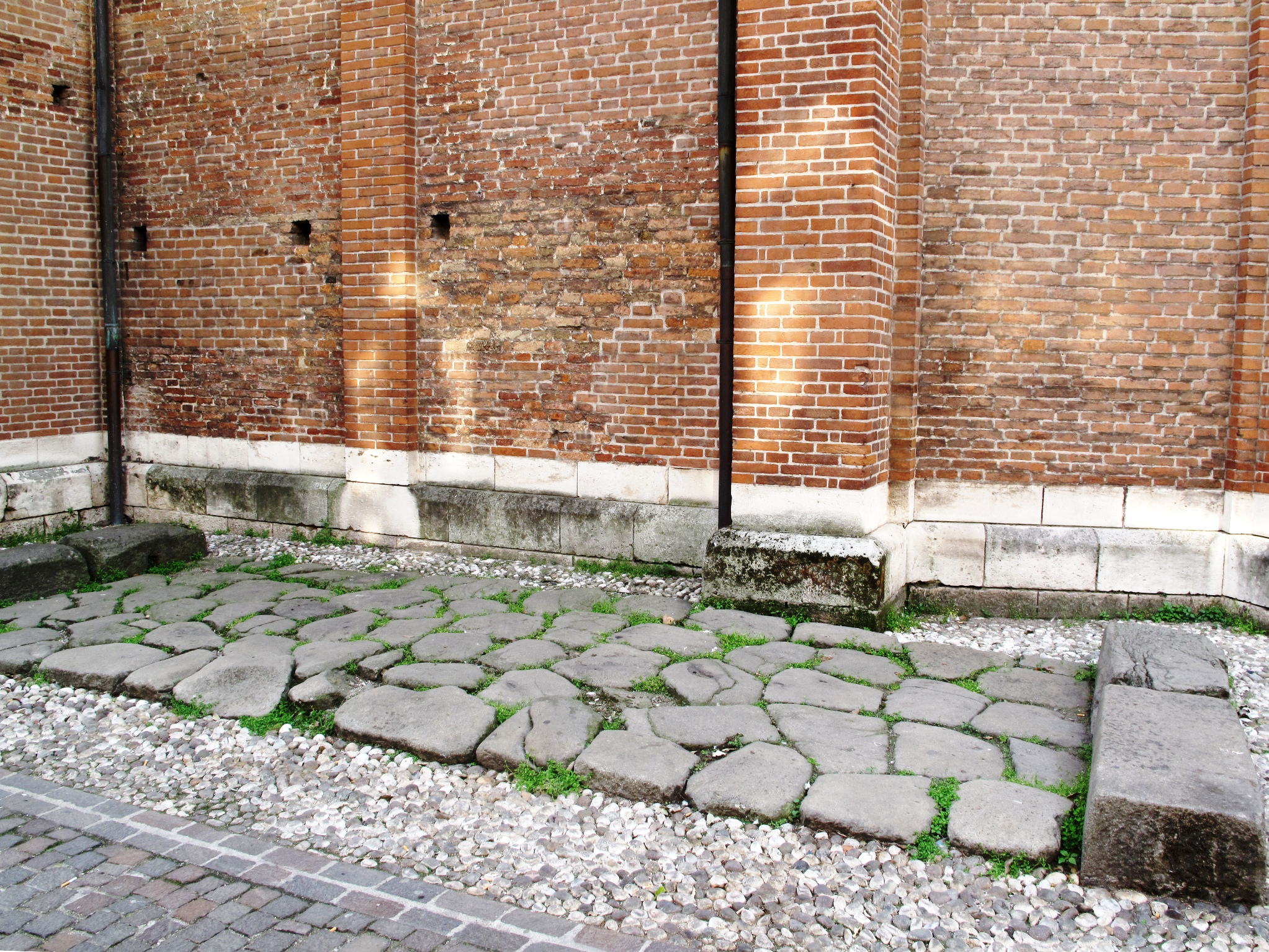
Tratto di strada romana (uno dei cardini minori) rinvenuto in corso Fogazzaro. Lastricato in basoli poligonali di trachite, con tracce del transito di carri.

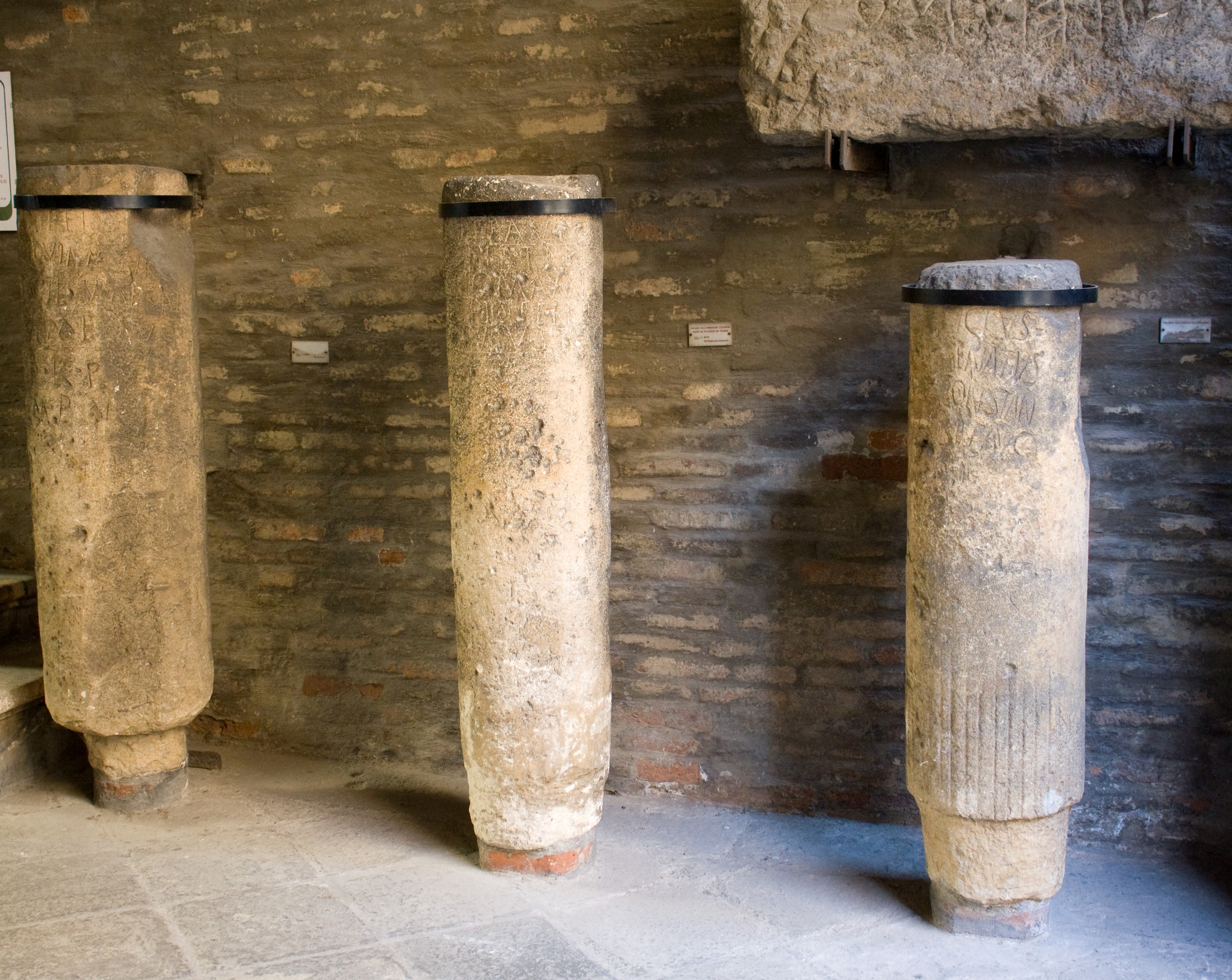
Cippi miliari romani, ritrovati sulle strade fuori città, esposti nell'atrio del Palazzo da Schio (Ca' d'Oro)

Come altre città venete, al tempo della Guerra civile romana (49-45 a.C.) probabilmente Vicenza parteggiò per Cesare e, in premio, tra il 49 e il 42 a.C. divenne municipium romano optimo iure, cioè con pienezza di diritti civili e politici: non essendo una città conquistata ebbe la possibilità di mantenere le proprie magistrature.
A questi anni risalgono la ristrutturazione dell'abitato secondo un tracciato urbanistico ad assi relativamente ortogonali, la sostituzione di abitazioni in legno con costruzioni in pietra o laterizio e l'edificazione delle prime mura.
Queste furono erette, come avvenne per altre città consimili, per delimitare lo spazio urbano da quello rurale e conferire prestigio al nuovo status di città romana, in un tempo in cui tutta la regione era pacificata e apparentemente non erano necessarie: dalla vittoria contro i Cimbri del II secolo a.C. e fino al II secolo d.C. il Veneto non fu più territorio di incursioni barbariche. In assenza di reperti significativi, si presume che le mura fossero costruite solo parzialmente, in particolare a ovest della città, che invece negli altri lati era naturalmente difesa dai fiumi.
Come le altre città venete Vicenza fu inserita da Augusto nella X Regio (Venetia et Histria secondo la denominazione di Diocleziano).
Rispetto all'estensione dell'attuale città, quella dell'insediamento romano era piuttosto modesta e corrispondeva, grosso modo, al centro storico in senso stretto: a ovest, iniziava presso l'odierna porta Castello; a nord presso l'incrocio delle contrade Porti-Apolloni-Pedemuro San Biagio; a est, all'inizio di corso Palladio movendo da piazza Matteotti; a sud, là dove si incontrano le contrade della Pescheria e di San Paolo. Era delimitato su tre lati dai fiumi, l'Astico (ora Bacchiglione) e il Retrone, varcati da due ponti con arcate in pietra- descritti e disegnati anche dal Palladio - che corrispondevano agli attuali ponte degli Angeli e di San Paolo, sostituiti da manufatti moderni nella seconda metà dell'Ottocento.
L'impianto urbanistico delle città romane si basava su un fascio di strade parallele con orientamento est-ovest, i decumani, che si intersecavano in senso ortogonale con un fascio di altre, i cardines, ad orientamento nord-sud. La ristrutturazione urbanistica di Vicenza, avvenuta a metà del I secolo a.C., dovette tener conto dell'assetto preesistente, per cui questo schema fu adattato e subì delle variazioni: le intersecazioni tra decumani e cardines non furono infatti tracciate in senso ortogonale ma obliquo.
Al centro delle strade principali il decumanus maximus - che corrispondeva grosso modo all'attuale corso Palladio - costituiva il tratto cittadino della via Postumia che ad est, dopo aver superato l'Astico con un ponte, continuava verso Aquileia, mentre a ovest, passata la porta della cinta muraria in seguito chiamata Porta Feliciana e poi Porta Castello, continuava verso Verona. Era abbastanza ampio da permettere il doppio senso di circolazione dei carri.
Più controverso è quale fosse il cardo maximus, generalmente individuato nella via che, superato l'attuale Ponte San Paolo, passava sotto la Basilica Palladiana, proseguiva per contrà del Monte e contrà Porti fino al Ponte Pusterla, che però a quel tempo non esisteva, perché al di là dell'Astico v'era un esteso lago. Per questo motivo alcuni ritengono che il cardo maximus fosse piuttosto quello che, salendo dalle attuali contrà Cordenons e contrà Cesare Battisti, percorreva corso Fogazzaro e poi continuava, fuori città, verso le montagne dopo aver costeggiato il bordo occidentale del lacus Postierlae.
Vicino all'intersecazione delle due strade principali – sotto Palazzo Trissino Baston e la parte occidentale di Piazza dei Signori – è stata ritrovata una parte della pavimentazione del Foro, centro multifunzionale della vita cittadina che, secondo il modello romano, era dotato di strutture monumentali. Presentava un orientamento nord-sud: un'area sacra più rialzata, con i templi, a nord del decumano e un'area più abbassata, lastricata a grosse pietre rettangolari ancora visibili sotto il palazzo, destinata alla politica e ai commerci a sud della strada; concludeva il Foro una basilica civile, sul luogo in cui fu poi costruito il Palatium vetus e più tardi la Basilica - proprio per questo motivo così denominata dal Palladio.
Sotto la cattedrale sono conservati e visibili i resti di domus decorate e di strade romane e, in ottimo stato di conservazione, il criptoportico sotto la Piazza del Duomo, parte di una domus patrizia. Si ritiene che in città vi fossero anche altri criptoportici - creati per livellare il terreno formato da dossi naturali oltre che per contenere il terrazzamento dei giardini - e le terme, di cui resta qualche lacerto in contrà Pescherie vecchie.
Dalla località Villaraspa (Motta di Costabissara) partiva l'acquedotto che, passando per la località Lobia, posta 3 km a nord del centro storico, dove sussistono tuttora resti degli archi di sostegno, e transitando per gli attuali viale Ferrarin, via Brotton e corso Fogazzaro, portava in città l'acqua delle risorgive per terminare nel castellum aquae, cioè nel serbatoio presso Mure San Lorenzo.

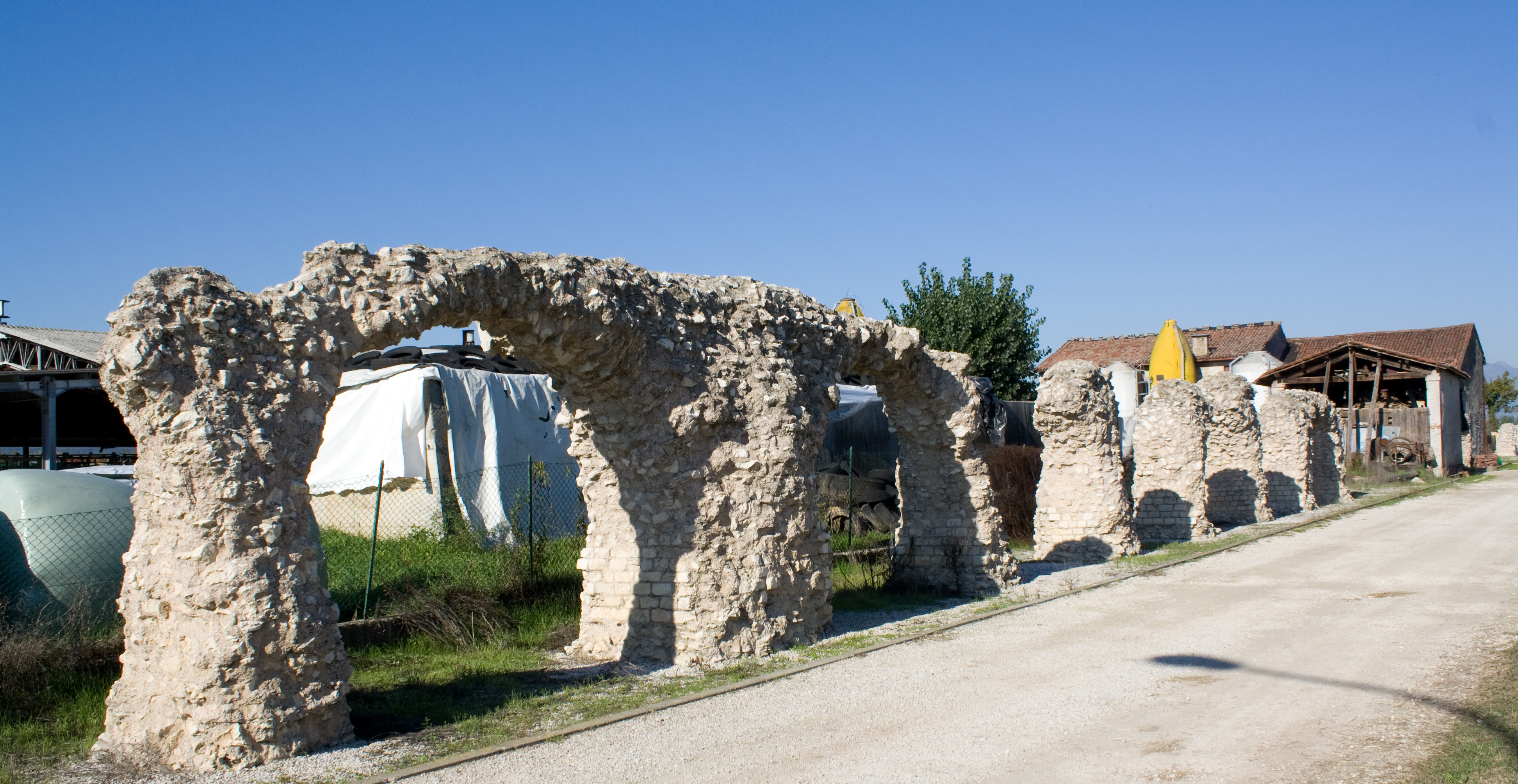
L'acquedotto romano in località Lobia

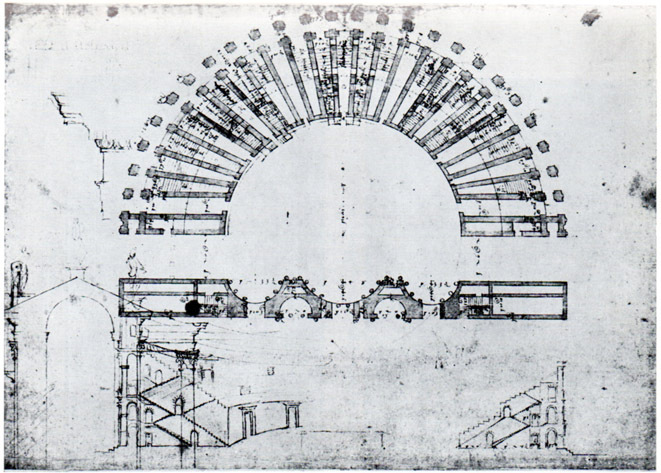
Pianta del teatro romano in Borgo Berga. Rilievo di Andrea Palladio.

Nel I secolo d.C. Vicenza aveva acquisito una certa importanza, tanto da demolire in parte le mura per consentire lo sviluppo della città e costruire il Teatro Berga, in cui si svolgevano i ludi scenici e di cui si possono ancora vedere l'esatto perimetro e la configurazione con le 24 arcate, posto al di là del Retrone e collegato al centro da un ponte, al punto di confluenza delle strade che giungevano da sud-est (da Costozza – Longare) e da sud-ovest (da Lonigo – Sant'Agostino), costeggiando le pendici dei Colli Berici, per consentire un migliore afflusso degli spettatori. Dietro il palcoscenico, sul lato nord, era costruito un vasto quadriportico che arrivava sino al fiume, nel quale potevano intrattenersi gli spettatori. Il teatro venne utilizzato per le rappresentazioni almeno fino al III secolo d.C.
Città di scarsa rilevanza strategica, diede i natali ad alcuni personaggi importanti: il grammatico Quinto Remmio Palemone, il militare Aulo Cecina Allieno, generale di Vitellio durante la guerra civile del 69 d.C. e il giurista Gaio Salonino Patriuno, pretore e console, morto a Roma nel 78 d.C. che fu marito e padre di due auguste: aveva sposato Ulpia Marciana, la sorella maggiore dell'imperatore Traiano, da cui ebbe la figlia Salonina Matidia. Da lei discendono gli imperatori Marco Aurelio e Commodo.
Nel II secolo, alla città di Vicenza fu risparmiato il saccheggio da parte dei Quadi e dei Marcomanni che avevano invaso la Regio, ma furono fermati a Opitergium. Nell'epoca costantiniana vi fu una certa ripresa dei traffici e dei commercio, dovuti al rifiorire di una delle nuove capitali dell'impero Aquileia; la manutenzione o il recupero delle vie di transito è testimoniata da un miliario rinvenuto a Montecchio Maggiore con dedica all'imperatore Costantino: "D(omino) N(ostro) Flavio Constantino Maximo Pio Felici Invicto Augusto VII (miglia da Vicenza)", ora conservato nell'atrio di palazzo da Schio. Il permesso dato con l'editto del 313 d.C. di celebrare apertamente il culto cristiano comportò l'edificazione di due basiliche: l'attuale Cattedrale (già domus ecclesiae) e la Basilica cimiteriale dei Santi Felice e Fortunato, sulla via Postumia.

### Vicetiatardo-romana
Quando ormai l'impero era entrato in piena crisi, nel IV-V secolo, le mura di Vicenza furono ricostruite e le difese rafforzate. Non risulta comunque documentato che la città sia stata saccheggiata o distrutta, neppure durante le spedizioni dei Visigoti o degli Unni nel V secolo.
Nulla rimane del breve periodo ostrogoto, dopo la caduta dell'Impero romano d'Occidente, ma nulla lascia neppure pensare a una decadenza della città, che più probabilmente divenne punto di riferimento religioso della popolazione autoctona rispetto ai Goti ariani.
Si può pensare invece che, come avvenne in tutta l'Italia, anche Vicenza abbia subito il decadimento e lo spopolamento provocati dalla guerra gotica (535-553). La fiorente economia del territorio, fondata sulla coltivazione dei cereali e della vite dei colli Berici, sullo sfruttamento dei boschi e la pastorizia, fu fortemente danneggiata con il saccheggio delle campagne, l'interruzione dei trasporti su strada e per via d'acqua, le carestie e le pestilenze che la guerra trascinò con sé.

### Il primo Cristianesimo a Vicenza
Non vi sono prove che il cristianesimo si sia diffuso in Vicenza se non dopo la fine delle persecuzioni, verso la fine del III secolo.
Alla fine del IV o agli inizi del V secolo risale la costruzione sia di una basilica fuori dalle mura, dedicata ai santi Felice e Fortunato, martiri di Aquileia, sia di una chiesa cittadina, sul sito di una precedente domus, che divenne poi la cattedrale. Anche se all'epoca la comunità cristiana doveva essere abbastanza fiorente e organizzata per permettersi di erigere contemporaneamente due edifici di culto, non sembra che la città fosse già sede episcopale, in quanto un vescovo di Vicenza viene documentato solo alla fine del VI secolo.

## Medioevo

### Secoli VI-IX: l'età longobarda e carolingia
Dopo la vittoria dei bizantini nella guerra greco-gotica, la città non rimase per molto nelle loro mani: nel 568 i Longobardi migrarono in Italia conquistando varie città, tra cui Vicenza, che secondo Paolo Diacono fu occupata dallo stesso Alboino e fu probabilmente eretta subito a sede ducale. Paolo Diacono ricorda le gesta del duca del Friuli, Vectari, originario di Vicenza.
Durante il periodo longobardo Vicenza rivestì un ruolo regionale di un certo rilievo e dal 589 al 591 ebbe il suo primo vescovo, Oronzio.
Dopo la conquista di Carlo Magno nel 774, Vicenza fu inglobata nel regno dei Franchi e il ducato divenne un Comitato che mantenne l'importanza politica e culturale a livello regionale acquisita durante il regno longobardo, dimostrata dal fatto che la città venne menzionata più volte nei diplomi imperiali. Con un capitolare Olonense, emanato nel palazzo Reale di Corteolona nell'825 Lotario I istituì in Vicenza una pubblica scuola, destinata ad accogliere i giovani studiosi di Vicenza, Treviso, Padova, Ceneda, Feltre e Asolo.

### Secoli IX-XI: la signoria vescovile
La documentazione che riguarda il territorio vicentino in epoca post-carolingia e fino al 1000 è quasi nulla, ma alla fine di questo periodo il risultato fu l'affermarsi di una signoria di fatto del vescovo di Vicenza, consistente nel possesso di estesi territori, di esenzioni e di immunità, del diritto di esigere tributi e di amministrare la giustizia. Il vescovo finì per assolvere funzioni che andavano ben oltre le mansioni religiose che gli spettavano: divenne arbitro nelle contese tra i cittadini e tra questi e le comunità rurali, assicurò la tutela dei poveri, degli orfani, delle vedove, si accollò il compito di difendere gli interessi della città, incoraggiando l'arrivo di coloni germanici per ripopolare i pascoli degli alpeggi e la coltivazone delle campagne e talvolta provvedendo anche alla sua difesa militare.
Vicenza e il Comitatus vicentinus, cioè il suo territorio, furono inseriti nel 952 nella Marca Veronese - a sua volta dipendente dal duca di Baviera e successivamente dal duca di Carinzia - e questo continuò a essere per tutto l'XI secolo il quadro di riferimento dell'amministrazione imperiale. La città era cioè ufficialmente soggetta ai poteri gerarchicamente decrescenti dell'imperatore, del marchese-duca di Carinzia e del conte locale. In realtà il potere del vescovo, pur formalmente sottoposto a questa gerarchia laica, godette sempre di larga autonomia.

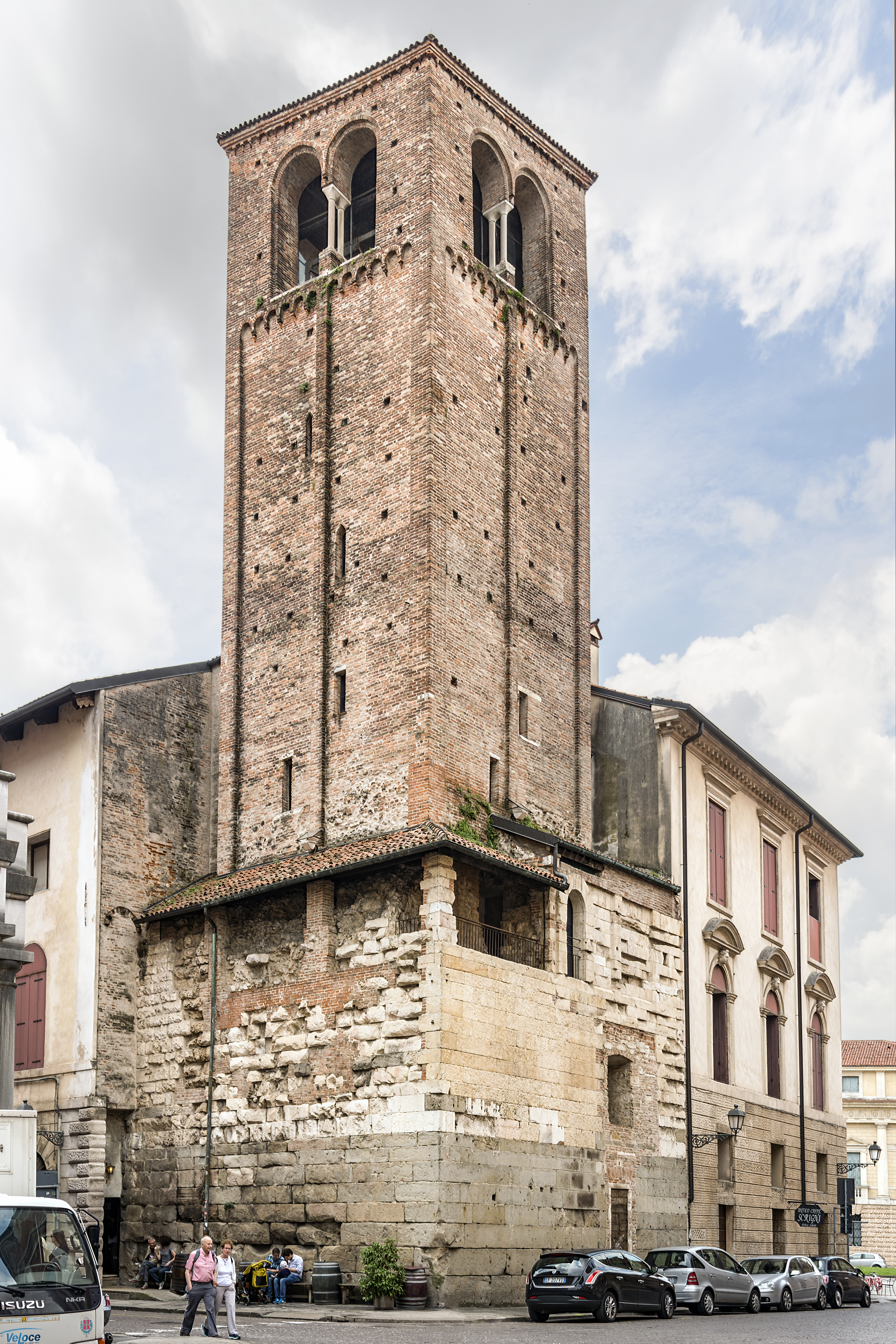
Campanile medievale della Cattedrale di Vicenza. Il basamento è parte di una fortificazione del X secolo e la sopraelevazione è del XII secolo.

Due atti significativi testimoniano di questo percorso. Il primo fu la donazione al vescovo di Vicenza, Vitale, del castello e di due curtes di Malo da parte dell'imperatore Berengario I. È probabile che donazioni come questa e la concessione di autorizzazioni a costruire e a possedere fortificazioni sia continuata anche negli anni seguenti, in un periodo di potere politico debole e motivate dalle frequenti scorrerie degli Ungari, che nell'899 saccheggiarono Vicenza e distrussero l'abbazia dei Santi Vito, Modesto e Crescenzia insieme con la basilica dei Santi Felice e Fortunato e forse anche la cattedrale.
Un diploma di Ottone III dell'anno 1000 riconobbe l'esenzione dal fodro per gli abitanti dei 19 castelli, compreso quello di Vicenza, situati sul territorio e posseduti dal vescovo Girolamo, e concesse a quest'ultimo anche il Teatro romano, dove allora si svolgevano le dispute giudiziarie, con tutti i diritti regi ad esso pertinenti. Altri documenti che ribadiscono l'estensione di questo potere sono il Privilegium del 983 con cui il vescovo Rodolfo assegnava un'ingente dotazione di beni e diritti al monastero benedettino maschile dei Santi Felice e Fortunato e quello che confermava nel 1033 i beni assegnati al monastero benedettino femminile di San Pietro. In essi si dimostra che il vescovo, oltre ad essere titolare di possessi e di diritti molto estesi sulla maggior parte del territorio vicentino, si comportava come un signore feudale. Non sembra comunque che quella vescovile si sia trasformata in vera e propria signoria territoriale in quanto, da Ottone I fino al XII secolo, le funzioni ufficiali furono attribuite al conte (a Vicenza cioè non vi fu mai un vescovo-conte).
Il rapporto privilegiato tra i vescovi di Vicenza e gli imperatori, che li ricambiarono con la concessione di privilegi, continuò per tutto l'XI secolo: anche durante il primo periodo della lotta per le investiture tra papato e impero, i vescovi vicentini stettero dalla parte di quest'ultimo, così come la maggior parte di quelli che gravitavano intorno al Patriarcato di Aquileia.
Questa posizione non fu senza contrasti: spesso le grandi famiglie signorili - talora gli stessi 'avvocati' del vescovo, cioè coloro che, in cambio di adeguati compensi fondiari e pecuniari, avevano l'incarico di tutelare gli interessi vescovili - e i conti si trovarono su posizioni opposte. Fu il vescovo Enrico, dopo il 1122, il primo a schierarsi dalla parte del papato.
Tutto il periodo fu anche caratterizzato dall'attività degli insediamenti benedettini sul territorio vicentino, sia per lo svolgimento delle funzioni pastorali loro affidate dai vescovi che per la bonifica di estese zone, in precedenza acquitrinose, tutt'intorno alla città. Ne resta traccia in numerose chiese dedicate ai Santi Vito, Modesto e Crescenzia, tipici di quest'ordine monastico.

#### L'aspetto urbano nell'Alto Medioevo
Del periodo altomedievale quasi nulla resta nell'attuale aspetto urbano della città, a parte la torre-campanile della cattedrale. È d'altronde improbabile che, durante i periodi di sovranità ostrogota, longobarda e franca, Vicenza si sia allontanata dai limiti della città romana. Di certo vi saranno sussistiti gli elementi determinanti della “maglia urbana”, la “impronta indelebile” della romanità, ribadita dalle ultime, più accreditate indagini archeologiche.
"Semmai, saranno andati via via scomparendo, qui come altrove, i monumenti, ... i centri della vita sociale, politica, artistica antica, causa distruzione, abbandono o riconversione; con essi veniva meno tutta una pratica sociale e una cultura, insieme a elementi essenziali dell'immagine, della coscienza, dell'ideologia cittadina".
La città medievale era, all'opposto di quella precedente di estrazione greco-romana, non solo dimora dei vivi, bensì, in stretta vicinanza, dei vivi e dei loro morti: sepolti sotto i pavimenti delle chiese o lungo le navate o raccolti più semplicemente nelle zone adiacenti ai luoghi di culto.
Nel X secolo iniziarono dei lavori che, in seguito, caratterizzarono fortemente l'aspetto della città: la costruzione di una cerchia di mura, iniziata plausibilmente sulle basi e sul tracciato delle precedenti romane e proseguita fino a tutto il secolo XIII, infine completata, per racchiudere anche i nuovi borghi, nel XIV e XV secolo. Innestandosi sullo schema romano ad assi ortogonali si affermava così la tipica tendenza “radiocentrica” medievale, racchiudendo la città in un perimetro circolare, entro termini pressoché equidistanti da un punto intermedio tra la cattedrale e la sede del potere comunale.

### Secoli XII-inizi XIII: il Comune cittadino
Con il XII secolo cominciò a emergere in area veneta il peso politico dei gruppi sociali cittadini e furono istituiti i Comuni. Gli storici considerano come un indicatore di questa nascita la presenza dei consoli, che a Vicenza vengono ricordati per la prima volta nel 1147 - cioè una decina d'anni dopo quelli di Verona e di Padova - nel documento che ratifica la Pace di Fontaniva.
Molto presto i Comuni veneti arrivarono allo scontro con Federico Barbarossa (1152-1190), che mirava a un consolidamento dell'autorità imperiale, in pratica che fossero riaffermate le prerogative regali, tra cui quelle fiscali. Le città della Marca a partire dal 1158, anno della seconda discesa dell'imperatore in Italia, furono tutte sottoposte alla sua tutela ma, insofferenti della pressione fiscale dei funzionari imperiali e con la ferma volontà di tutelare la propria autonomia, esse misero momentaneamente da parte gli interessi particolari e i motivi di scontro e nel 1164 si allearono nella Lega Veronese, che aveva lo scopo di affrontare militarmente l'imperatore e che nel 1167 confluì nella più vasta Lega Lombarda.
Dopo la vittoria della Lega nella battaglia di Legnano, con gli accordi della pace di Costanza del 1183 alle città fu concesso di continuare a riscuotere tributi, amministrare la giustizia (ma ai funzionari imperiali competeva l'eventuale appello), eleggere i propri magistrati (anche se poi dovevano essere confermati dall'imperatore), mantenere e costruire fortificazioni. Quindi, tenuto conto dei poteri concorrenti, alla fine del XII secolo Vicenza, così come le altre città venete, era contemporaneamente una città imperiale, una città vescovile e una città comunale.

#### Il declino del potere vescovile

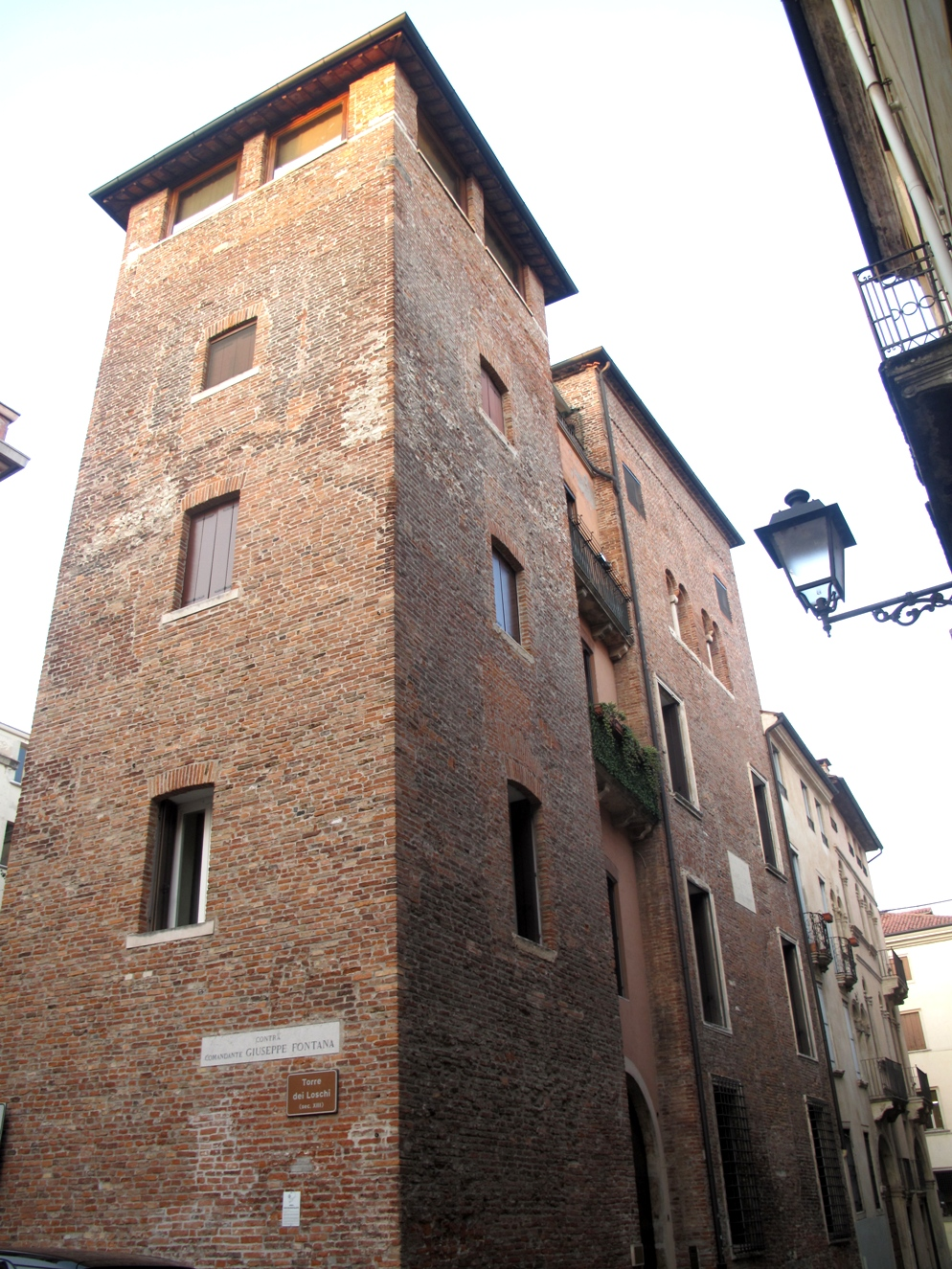
Torri dei Loschi, in contrà S. Antonio, probabilmente della fine dell'XI secolo. Secondo la tradizione furono risparmiate da Federico II nel sacco di Vicenza del 1236, perché vicine alla cattedrale.

In realtà l'imperatore era un'autorità lontana e il potere del vescovo da tempo era in declino, insidiato proprio dai suoi stessi vassalli e dai signori rurali, che sempre più si stabilivano in città e si davano a violenze e usurpazioni; si appoggiavano al tradizionale antagonista del vescovo, il conte della città, che aveva formato un partito antivescovile, la pars Comitis, mentre il vescovo aveva a sua volta organizzato la pars Ecclesiae, alla cui guida fu posto il suo advocatus, appartenente alla potente famiglia da Vivaro. Ad un certo punto però anche questi cominciò ad agire in maniera autonoma perseguendo i propri interessi e il vescovo si trovò isolato, militarmente indifeso, economicamente senza mezzi, privo di forza e quindi di autorità politica. Anche se, costretto dalle pressioni o dalle necessità, per tutto il Medioevo continuò a distribuire feudi e benefici, in realtà fu incapace di esercitare un reale controllo sui beni della Chiesa.
Negli ultimi decenni del XII secolo l'impegno dei vescovi fu volto a difendere il potere e i possessi che la Chiesa aveva in città e nel territorio. Cacciafronte e Pistore vennero uccisi per questo motivo, Uberto fu destituito nel 1212, Niccolò Maltraversi e Zilberto si distinsero per la gestione fallimentare dei beni ecclesiastici e per l'indebitamento con gli usurai, che li costrinsero a procedere alla vendita di proprietà e giurisdizioni. Lo stesso accadde ai canonici della cattedrale, rovinati dall'incapacità di riscuotere le decime che loro competevano in città e nelle colture. Anche sui monasteri e sulle pievi si scatenò l'avidità delle famiglie e dello stesso Comune.

#### Le famiglie emergenti

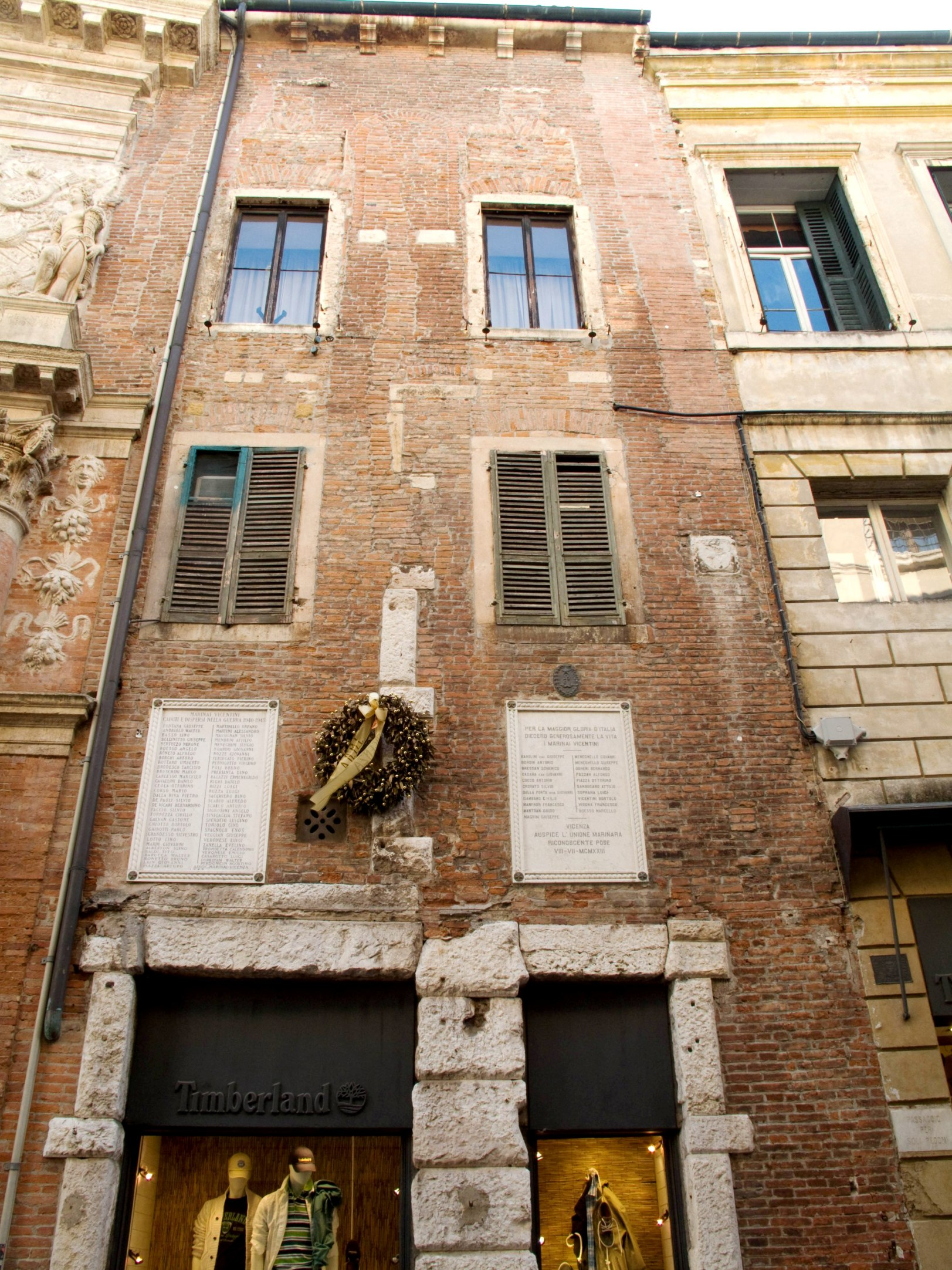
Torre dei Verlato in contrà del Monte. La sua esistenza è ricordata dal XII secolo, nel 1312 fu confiscata dal Comune alla famiglia dei Verlato, nel 1404 divenne residenza del capitano veneto.

Nella seconda metà del XII e per tutto il XIII secolo furono le famiglie le vere protagoniste della storia della città e del territorio circostante. Di poche si conosce l'origine, si ritiene che spesso i loro capostipiti siano stati uomini d'arme discesi in Italia al seguito degli imperatori e da essi remunerati con possessi e privilegi - è il caso dei da Romano e forse dei da Trissino - oppure di famiglie che abbiano gradualmente accresciuto il loro potere a scapito di altri proprietari locali, come avvenne per i da Sossano o i da Sarego. Molte famiglie divennero feudatarie ponendosi al servizio dei vescovi - la prima investitura conosciuta in favore dei da Breganze venne dal vescovo di Padova - e ricevendo da essi poderi e ville. In tempi di razzie e di violenze, quando la prima necessità era quella della difesa, esse riuscirono ad affermarsi garantendo questo bene primario con i loro castelli, le fortificazioni e gli armati a protezione dei transiti e degli abitati. A questo scopo strutturarono il proprio territorio come un piccolo regno, dotato di un'amministrazione autonoma e di un sistema fiscale che raggiungeva capillarmente gli abitanti e dal quale traevano le risorse per gestire ed aumentare il proprio potere. Entro i propri confini i feudatari locali, così come il conte e il vescovo, erano padroni assoluti delle persone e delle cose.
Tra le famiglie, una delle più potenti fu quella dei conti Maltraversi, che detenevano nel territorio vicentino e padovano vari feudi e castelli e una quantità di beni e diritti avuti in concessione dai vescovi di cui erano vassalli, insieme con il controllo di alcune abbazie.
Nell'ultimo ventennio del XII secolo forte fu la contrapposizione tra la famiglia e i vescovi di Vicenza per il possesso dei feudi sulla destra della Val Leogra - tra cui quello di Malo - che culminò con l'uccisione nel 1184 del vescovo Giovanni de Surdis Cacciafronte da parte di un sicario di nome Pietro, probabilmente su mandato del conte Uguccione Maltraversi.
Gli succedette il vescovo Pistore, che scomunicò il conte e lo spogliò del feudo affidandolo alla famiglia dell'advocatus vescovile, i da Vivaro. Il Maltraversi non si rassegnò alla perdita delle terre e nel 1200 con un improvviso assalto notturno riuscì a strappare ai vivaresi il castello di Pieve. Il vescovo Pistore in persona accorse da Vicenza per riconquistare il castello, ma restò ucciso durante il tentativo. I da Vivaro successivamente ritornarono in possesso del castello e conservarono il feudo a destra del Leogra per quasi 150 anni ancora.
Sempre in questo periodo i Maltraversi si imparentarono con potenti famiglie che rafforzarono i collegamenti politici con l'area estense. Dovettero però spartire il potere in città con altre famiglie. Appartenne alla famiglia anche Niccolò Maltraversi, imposto nel 1213 da papa Innocenzo III come amministratore apostolico e poi vescovo di Vicenza, il quale tentò di sospendere la svendita dei beni ecclesiastici e di ridurre, senza però riuscirvi, il grosso debito accumulato dai predecessori.
Altra famiglia potente fu quella dei Trissino, il cui capostipite Olderico Trissino arrivò in Italia al seguito del Barbarossa, che gli attribuì una signoria nell'alta valle dell'Agno; il loro primo castello fu probabilmente quello di Trissino e da qui estesero i loro possessi a Quargnenta, Cornedo e Valdagno, in un'area in via di bonifica fondiaria che si avvalse dell'immigrazione di contadini germanici. Fondarono altri due castelli, quello di Valdagno e quello di Paninsacco; dalla zona sotto il loro controllo traevano le decime, il raccolto delle castagne - i pendii dei monti erano infatti ricoperti di castagneti - e la tassa sulla macina, per i numerosi mulini che possedevano soprattutto lungo il corso dell'Agno.
I da Breganze erano ancora più potenti dei da Trissino: possedevano parecchi castelli, come quello di Piovene, anche se vivevano abitualmente nella loro dimora, il castrum di Breganze, collocato in posizione cruciale per i transiti verso Bassano e Trento e perciò fortificato con più torri. Nel corso del primo Duecento contarono almeno 86 vassalli e 125 tra servi e ancillae. I loro possessi, che erano disseminati su un esteso territorio a nord-est di Vicenza - nella valle dell'Astico, sull'altopiano di Asiago, nella zona di Marostica e di Bassano, costituivano tanto unità economiche quanto unità giurisdizionali, chiamate comitatus.
Tra le famiglie più importanti anche i da Sossano, i da Sarego, i da Vivaro, i da Arzignano e soprattutto i da Romano, che esercitarono un'egemonia di fatto su Bassano almeno fin dagli anni ottanta del XII secolo.

#### Il Comune

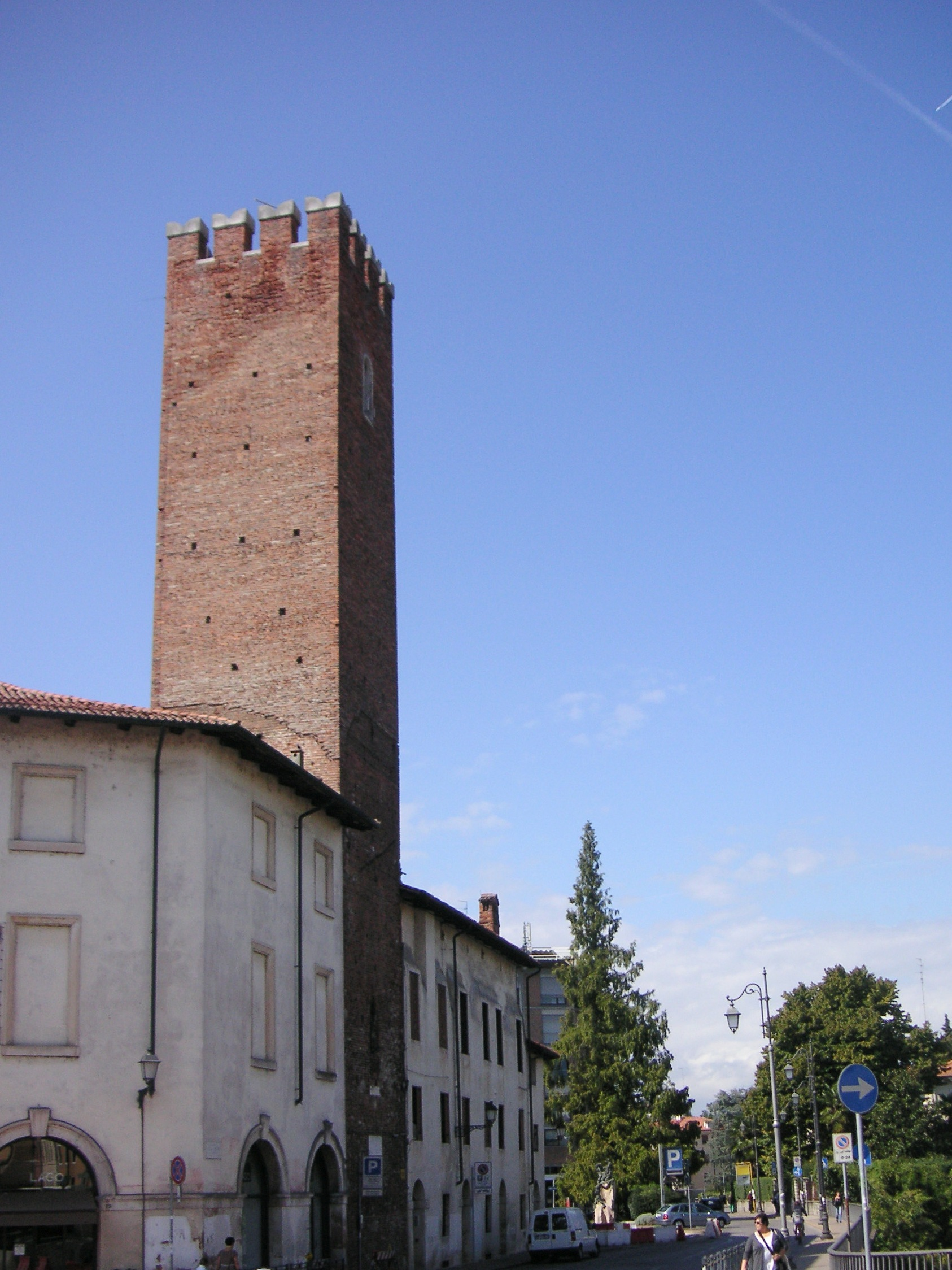
La Torre Coxina, del Duecento, inserita nel Palazzo del Territorio

A differenza di Verona e di Padova, città situate al crocevia di importanti vie di traffico dove, al sorgere del Comune medievale, i mercanti e gli artigiani costituivano i gruppi sociali di maggior rilievo, Vicenza fu dominata dai signori rurali che, pur mantenendo il loro feudo, si insediarono in città per partecipare più agevolmente alle alleanze e alle lotte regionali e vi costruirono case fortificate e torri. Mentre, in precedenza, la loro vita nei possedimenti di campagna si basava soprattutto sulle rendite corrisposte in natura, in città le famiglie necessitavano di una maggiore disponibilità di denaro liquido. Così la classe media che si venne creando e diventò sempre più potente era costituita dagli usurai, dai giudici (Pilio, Alberto, Losco, Pellegrino, Adamo) e dai notai (Spinello, Bergullo).
Quanto alle istituzioni, agli inizi - cioè a metà del XII secolo - vennero creati dei consoli che affiancavano il vescovo e che in seguito, aumentati di numero, divennero i collaboratori dei podestà, locali o stranieri, che si alternarono alla guida del Comune.
I podestà della prima metà del XIII secolo si avvalevano di collaboratori amministrativi e giudiziari: consoli, giudici, assessori, caniparii (conservatori dei beni comunali), notai, extimatores (addetti alla liquidazione dei beni dei debitori insolventi), saltari (custodi dei possessi comunali). Essi erano direttamente responsabili della raccolta dei tributi, della difesa della città e del distretto, che veniva attuata sia con la custodia permanente delle mura e delle fortificazioni che con la mobilitazione di uomini in caso di bisogno.
Al momento di entrare in carica il podestà giurava di osservare lo statuto della città. Insieme con lui, con potere decisionale assoluto, operavano il Consilium plenarium (alcune decine di persone) e il Consiglio di Credenza. Il potere di fatto sul comune fu però detenuto dalle grandi famiglie che controllarono sempre, direttamente o per interposta persona, l'ufficio del podestà e quello dei consoli. Gli stessi notai e giudici, pur dipendendo formalmente dal conte e dall'imperatore, erano collusi con le famiglie o provenivano addirittura da esse.

#### Le fraglie
Erano chiamate fraglie a Vicenza e in Veneto le corporazioni di arti e mestieri nel Comune medievale. Vi si accedeva attraverso il pagamento di sostanziosi oneri pecuniari e presentando un certificato, rilasciato dalla parrocchia di appartenenza, da cui risultassero, oltre alle origini, anche le qualità morali dell'aspirante. Altro certificato doveva attestare il tirocinio compiuto nell'arte. Se si richiedeva l'ammissione con il titolo di maestro bisognava superare un rigorosissimo esame di idoneità.
La direzione dell'arte era affidata alla cosiddetta banca, eletta dall'assemblea (capitolo) di tutti gli iscritti come maestri. Il gastaldo era la carica più elevata e tutelava gli interessi della fraglia. Inoltre c'erano il sindaco o amministratore-contabile, i bancali confratelli con diverse cariche. Il contradicente esaminava le proposte da sottoporre al capitolo. Altre cariche erano quelle del notaio e dell'anziano, quest'ultimo dotato di alte qualità morali, con il compito di far valere i diritti della fraglia.
Sono documentate varie fraglie presenti nel Comune cittadino nel XIII secolo: medicorum (medici), mercatorum (mercanti), notariorum, iudicum (giudici), cerdonum (calzolai) e zavattari (ciabattini), merzariorum (merciai), sartorum, carnificum (macellai), tabernariorum (osti e tavernieri). Sono ricordate anche altre corporazioni: mercanti di materie tessili, orefici, pellicciai, conciatori, muratori, fornaciai, lapicidi, fabbri, speziali e aromatori, barcaioli, ceramisti, casolini (pizzicagnoli), cappellai, falegnami, rigattieri, mugnai, facchini, muschiari (profumieri), librai, campsores (cambiavalute), precones (banditori), barbieri, pifferai (presenti alle pubbliche cerimonie, civili e religiose).
In città le corporazioni intervenivano alle maggiori solennità religiose, come la festa del Corpus Domini, quella di Santa Corona, quella dei Santi patroni Felice e Fortunato. Nella processione, davanti a ciascuna fraglia veniva fatto sfilare il gonfalone su cui era il nome e l'immagine del santo protettore; seguivano i confratelli e i componenti la banca.
Oltre alle fraglie dei mestieri ve n'erano altre a contenuto devozionale, mutualistico o caritativo.

#### L'aspetto urbano nel XIII secolo

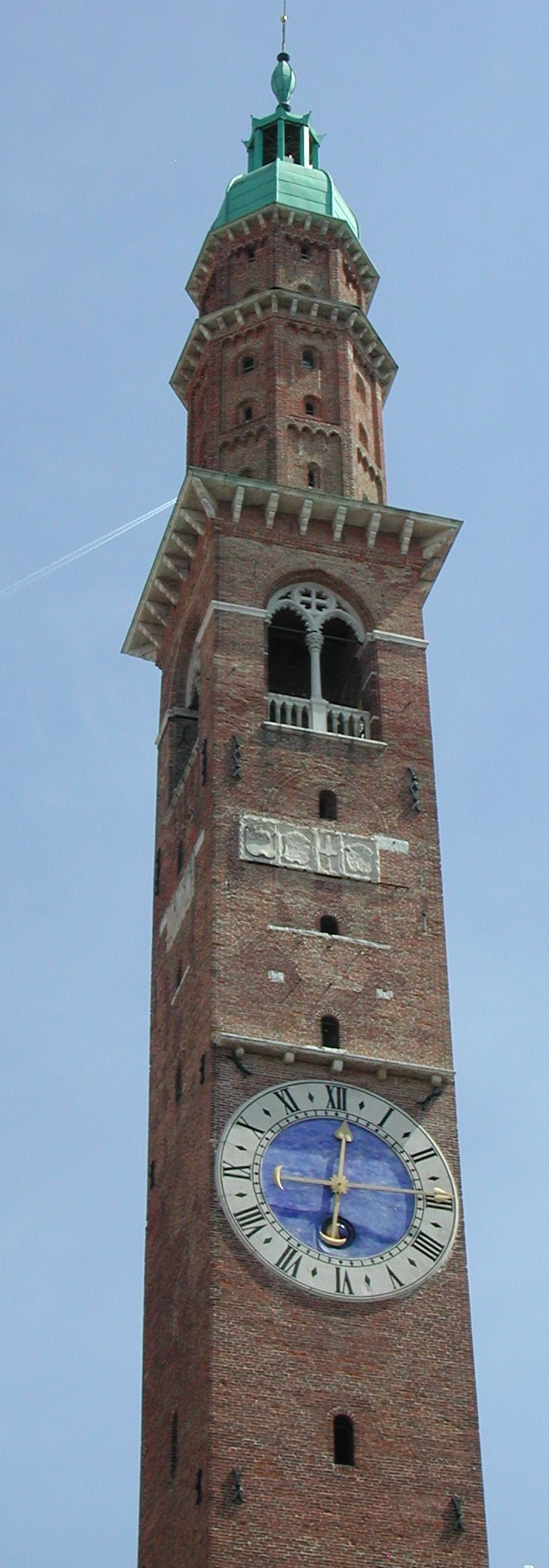
La Torre Bissara nell'aspetto odierno

L'arrivo in città delle famiglie feudali ne cambiò l'aspetto, arricchendola di edifici privati e pubblici. Secondo il cronista Giambattista Pagliarino che scrive qualche secolo più tardi, le torri sarebbero state più di cento. Può trattarsi di un'esagerazione, ma è documentato che il podestà Guglielmo di Pusterla nel 1208 dovette emanare un praeceptum, una sorta di regolamento edilizio, per dare ordine al moltiplicarsi di edifici e di mura e all'occupazione delle aree pubbliche.
Nel Duecento la struttura urbanistica della città era simile a quella di altre città venete. Al centro dell'insediamento più antico – vicino a dove si presume fosse il Foro romano – il Palatium vetus, prima sede del Comune nella seconda metà del XII secolo, il Salone dei Quattrocento sostenuto da archivolti sotto il quale passava l'antico cardo maximus e dove si riuniva il Consiglio di Credenza e, più ad est, il Palazzo del Podestà, affiancato a nord dalla Torre dei Bissari e a sud da quella del Tormento, rappresentavano la sede del potere pubblico. Tutt'intorno le piazze dei mercati di vendita al minuto: la piazza delle Biave, cioè del foraggio e delle sementi, la piazza del Vino, la piazza delle Erbe, le Pescherie vecchie e quelle Nuove, contrà Muscheria dove si vendevano guanti e oggetti in pelle e le strade occupate dalle professioni giuridiche, come i Nodari, e finanziarie come la contrà dei Giudei.
A poca distanza la cittadella, ancora in parte fortificata, degli edifici religiosi: la cattedrale, il palazzo del vescovo e le abitazioni dei canonici.

#### La formazione del distretto vicentino
Come le altre città venete, anche Vicenza cercò di assumere il controllo politico del territorio circostante, costituito da grandi proprietà fondiarie e castelli distribuiti nelle campagne, in origine appartenenti al vescovo, al capitolo della cattedrale, ai grandi monasteri urbani e a signori laici.
La città allargò a macchie di leopardo i propri confini giurisdizionali, sia attraverso possessi propri - talora occupati arbitrariamente, talora confiscati - che tutelando gli interessi dei signori rurali che si erano inurbati. Di qui un quadro estremamente disomogeneo che il Comune cercava di semplificare, neutralizzando i poteri concorrenti nel controllo pieno del territorio, estendendo la propria egemonia sui punti forti del territorio e sui castelli signorili in particolare. Questo processo prende il nome di costruzione del distretto comunale o conquista del contado.
Particolare importanza rivestiva il controllo dei traffici e degli scambi e quindi delle vie di comunicazione, specialmente dei fiumi, all'epoca il mezzo più agevole ed economico per trasportare merci e persone. Così i vicentini effettuarono imponenti lavori idraulici, che portarono alla deviazione dell'Astico e alla costruzione di nuovi canali. Tra Vicenza e Padova a metà del XII secolo vi furono anche vere proprie guerre per il controllo delle vie d'acqua.
Intorno al Duecento, il Comune di Vicenza aveva sotto il proprio controllo oltre 200 villae, quasi tutto il territorio che oggi corrisponde alla Provincia, escluse alcune realtà ai margini, come i Comuni di Bassano e di Marostica e l'altopiano di Asiago.

#### La perdita dell'autonomia cittadina
Ripresero le lotte tra le fazioni della città, che però ormai - come si può dedurre dai nomi dei podestà dell'epoca, provenienti dalle città della Marca - non potevano più prescindere dalle alleanze politiche, militari e matrimoniali con le altre signorie regionali. Si cercò di contrastare con tutti i mezzi il ritorno dei da Romano, i cui castelli nel 1226 furono consegnati al Comune di Padova, ma nonostante tutto Alberico da Romano riuscì a prevalere e a ritornare a Vicenza come podestà l'anno successivo. Contro di lui, richiamata dall'opposizione interna, si mosse una coalizione delle più importanti città della Marca, della Lega Lombarda e dello stesso papato e Alberico dovette lasciare la città, sostituito dal veneziano Filippo Zulian, che era espressione dello schieramento politico vincitore e governò cum maximo vigore.
Vicenza non sarebbe più stata una città autonoma. Adesso era soggiogata da Padova che, a parte la parentesi ezzeliniana, l'avrebbe asservita ai propri interessi e dominata di fatto fino al 1311, sostituita poi, nel corso dei secoli, da Verona, da Milano e poi da Venezia.
La soggezione politica non permetteva lo sviluppo di una forte economia, con la possibilità di battere moneta propria – espressione della ricchezza e della potenza di una città - e il sorgere di una robusta classe di imprenditori commerciali. Non disponendo di capitali, la città e i proprietari fondiari non investivano in opere di bonifica importanti e grandi spazi restavano incolti. Di un'economia così depressa soffriva tutta la società, sia quella dei magnates, che comunque dovevano sopportare ingenti spese per mantenere il ruolo, che quella dei piccoli proprietari e della povera gente, che stentava ad affrontare la quotidianità.
Gli unici a prosperare in questa situazione erano gli usurai, che prestavano a grandi e a piccoli e si arricchivano con gli interessi del prestito e con le proprietà incamerate per l'insolvenza di chi non era in grado di restituire. Secondo il cronista Gerardo Maurisio, nel 1234 Vicenza dipendeva dagli usurai: nunc regitur civica consilio usurariorum. Un esempio è fornito da Vincenzo del fu Tealdino, capostipite dei Thiene, che nello spazio di un secolo divennero una delle famiglie più ricche e prestigiose di Vicenza.

#### La parabola di Giovanni da Schio

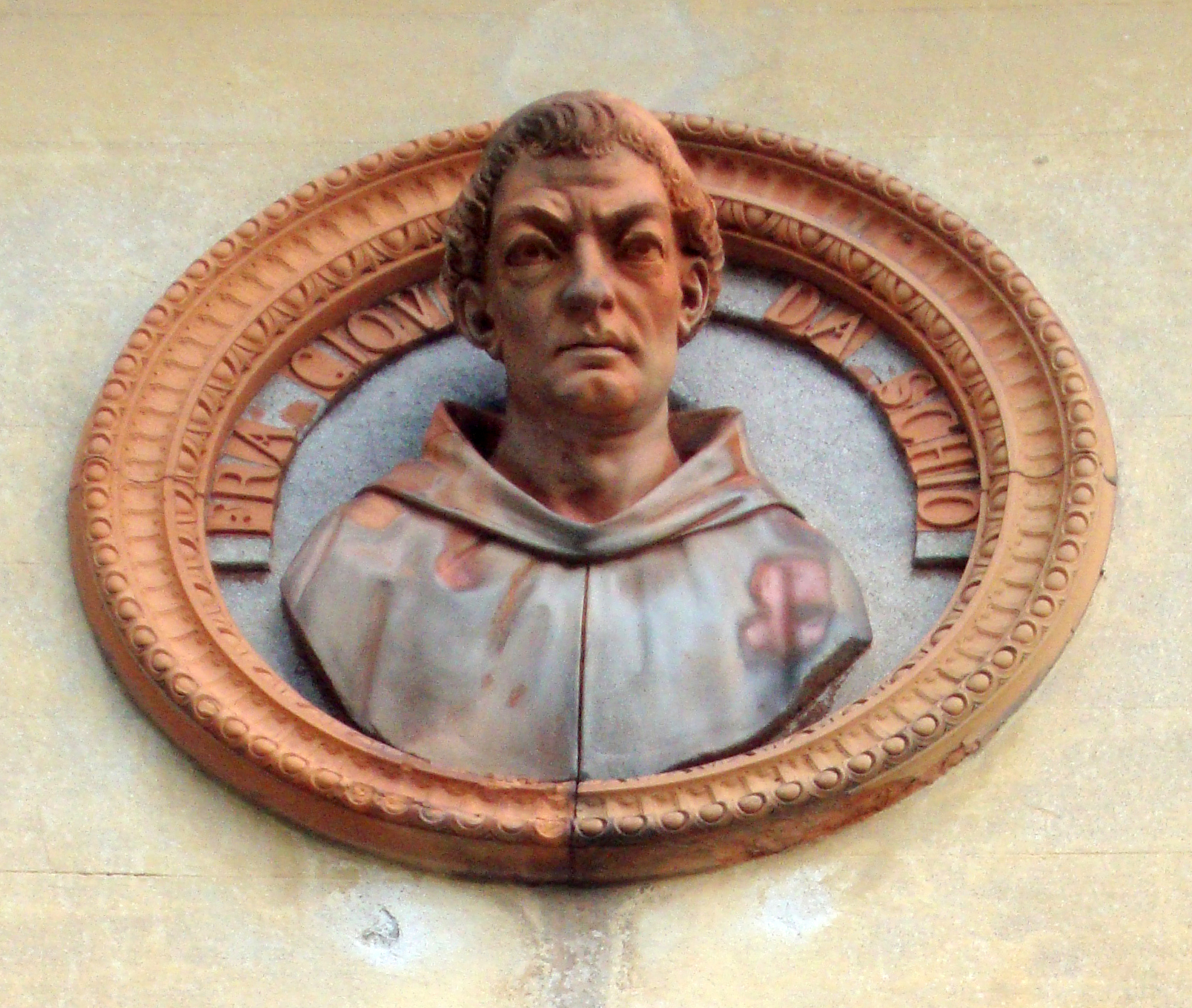
Medaglione di Fra Giovanni da Schio, particolare della facciata del Teatro Jacquard di Schio (VI)

Nel bel mezzo di questa situazione Gerardo Maurisio ricorda un episodio singolare. Nel 1233 Giovanni da Schio - uno dei promotori del cosiddetto movimento penitenziale dell'Alleluia - un domenicano dotato di un fortissimo carisma personale, infiammava le folle in campagna e in città, predicando la pace di Cristo e invitando i potenti ad abbandonare odi e rancori per vivere in concordia. Forte dei poteri di dux et comes civitatis ottenuti dal Comune, emanò decreti per far rientrare in città gli esiliati, liberare i prigionieri politici e i debitori, limitare l'usura, riuscì persino a far inserire queste norme negli statuti comunali.
Cosciente che le lotte tra le fazioni vicentine erano alimentate da forze politiche esterne alla città, cercò di coinvolgere nella sua azione pacificatrice anche gli altri potenti della Marca. Alla fine di agosto dello stesso anno convocò nella campagna di Paquara, presso Verona, un'assemblea cui parteciparono vescovi, podestà e grandi signori, insieme con una folla sterminata di gente che gridava al miracolo, mentre Giovanni invitava alla pace universale e alla giustizia sociale. I potenti intervenuti, tra cui Azzo d'Este e i fratelli Ezzelino e Alberico da Romano, si scambiarono promesse di pace, perdono e amicizia, ma il successo si dimostrò effimero. Nel giro di pochi giorni tra le famiglie riemersero le diffidenze e le ostilità, gli usurai tramarono, la chiesa prese le distanze. Egli venne rinchiuso nel palazzo vescovile di Vicenza, esautorato di tutti i poteri, poi liberato e costretto ad abbandonare per sempre la città, dove tutto ritornò come prima.

#### La cultura e la vita religiosa nel XIII secolo

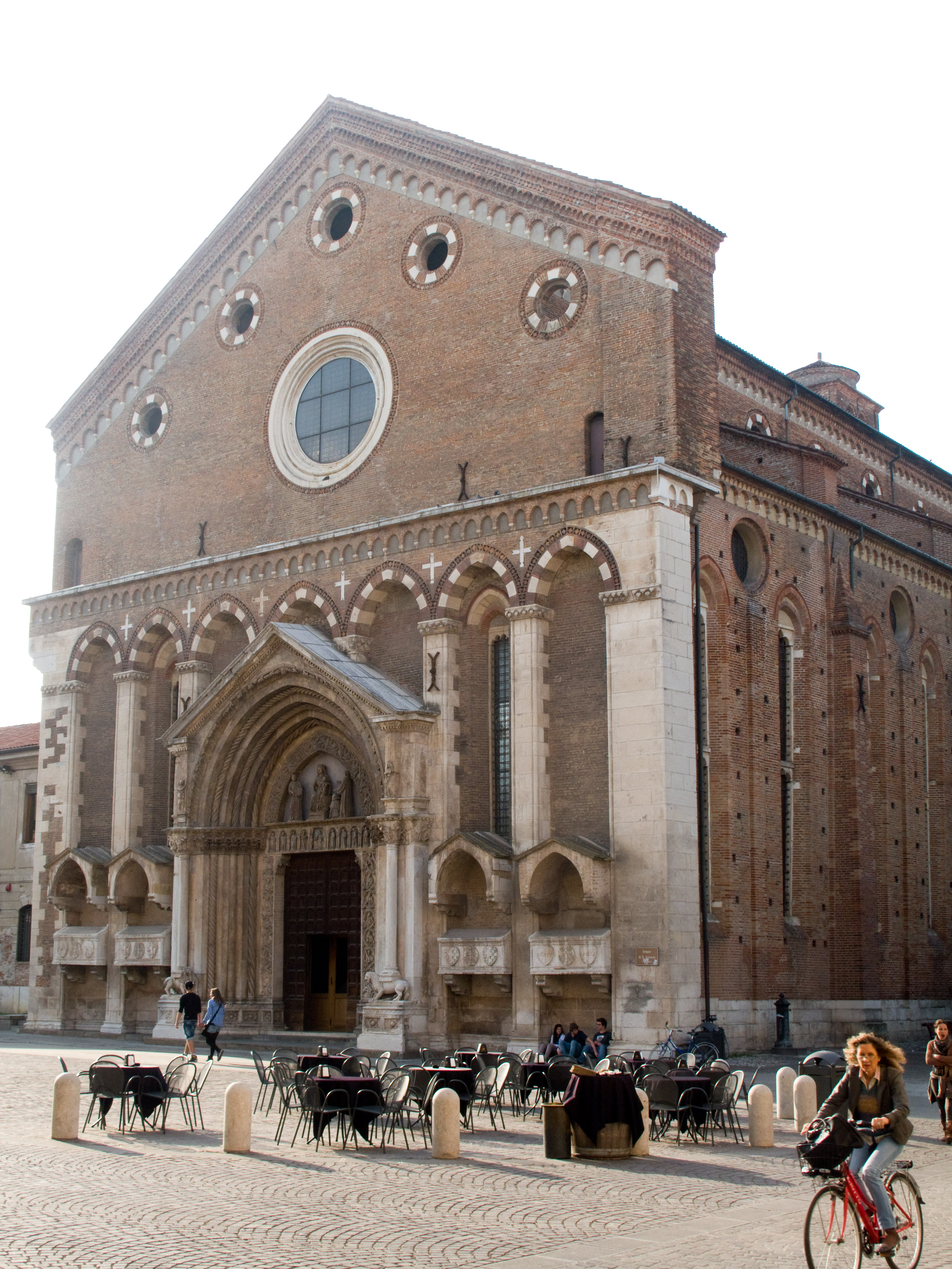
La facciata della chiesa francescana di San Lorenzo, completata verso la metà del Trecento

Vicenza non presenta una vivacità pari a quella di altre città dell'Italia centro-settentrionale durante il XIII secolo, periodo durante il quale la sua autonomia e la coesione sociale si affievolirono a tutto vantaggio delle più importanti e vicine Padova e Verona. Nel campo della cultura, dell'arte e del rinnovamento spirituale non si ricordano personalità di un certo rilievo, con l'eccezione forse di Bartolomeo da Breganze.
Restò quindi isolato l'episodio della nascita in città, ma anche del rapido declino nel volgere di pochi anni, del primo Studio universitario del Veneto.
Per quanto riguarda la vita religiosa, anche a Vicenza - così come in tutt'Italia e in Europa - nei primi decenni del Duecento si diffusero con estrema rapidità gli Ordini mendicanti, distribuendosi nella città secondo la naturale divisione in quartieri. Ciascuno di essi costruì almeno una chiesa importante ed ebbe un periodo di maggior influenza sulla vita cittadina.
Nello stesso secolo a Vicenza vi fu anche una Chiesa catara, particolarmente forte durante la signoria di Ezzelino III, che fu repressa a più riprese e infine del tutto estinta dalla locale Inquisizione.

### Secoli XIII-XIV: Le signorie

#### Federico II e il sacco di Vicenza
Nel 1226 Vicenza aveva aderito alla Seconda Lega Lombarda, per contrastare la politica di Federico II di Svevia, volta al recupero delle prerogative regie in Italia. Ma la Lega era ostile ai da Romano e questo fatto li portò ad accordarsi con l'imperatore stabilendo a Pordenone, nel 1232, un patto di reciproco sostegno anche militare.
Per tradizione i vicentini - in particolare le grandi famiglie e lo stesso vescovo - erano di fede ghibellina e non sarebbero stati del tutto ostili a Federico. Quando questi nel 1236 ritornò in Italia per combattere i Comuni ribelli, si insediò a Verona con il proprio esercito e di lì inviò dei messi all'allora podestà di Vicenza Azzo d'Este per chiedere l'obbedienza della città, ma egli si rifiutò di riceverli ed anzi intimò ai vicentini di resistere. Al mancato riconoscimento delle sue prerogative, l'imperatore ordinò, il giorno di Ognissanti, l'assalto della città da parte delle sue truppe, che la saccheggiarono e incendiarono i palazzi comunali e molte case-torri, risparmiando solo gli edifici religiosi.

#### Il 'tiranno' Ezzelino

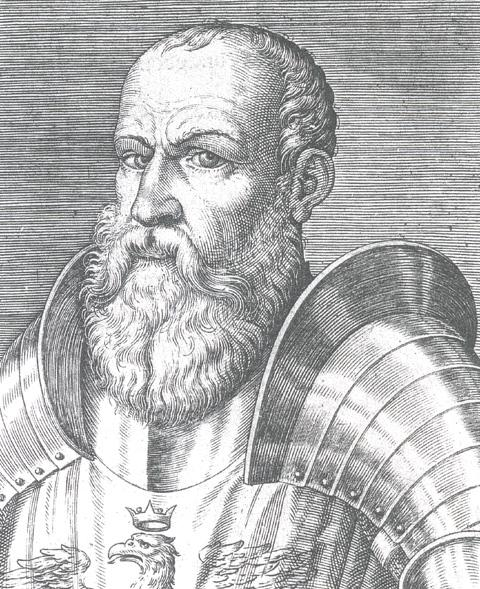
Ezzelino III da Romano

Una volta ristabilito il prestigio imperiale con questa punizione, dura ed esemplare anche per le altre città della Marca, Federico non aveva motivo di infierire ulteriormente; perdonò Vicenza e la affidò a Ezzelino III da Romano, anche se formalmente l'autorità era rappresentata da un capitaneus et rector, che governava in nome dell'imperatore.
Alberico, dominus dei feudi e dei castelli situati in territorio vicentino, riteneva di poter stabilire sulla città la propria signoria. In realtà Ezzelino, signore di Verona, era già diventato l'uomo di fiducia di Federico che contava su di lui per estendere la propria autorità su tutta la Marca, quindi anche su Vicenza. Entrò così in contrasto con il fratello, che intanto ricercava alleanze con altri magnati della città come i da Vivaro, i Pilio e il conte Uguccione, con i giudici e gli usurai, oltre che con i San Bonifacio e gli Estensi. Nel 1240 Ezzelino represse duramente la congiura e allontanò Alberico da Vicenza, restandone il solo e indiscusso signore.
La figura di Ezzelino, tradizionalmente ricordato - specialmente a Verona e a Padova - come un 'tiranno' crudele e senza scrupoli, è stata oggetto di revisione storica. A differenza di Alberico, che vedeva la signoria come l'affermazione di un potere individuale e familiare, egli si sentiva pienamente investito della funzione che l'imperatore gli aveva delegato; il suo costante obiettivo non era l'interesse di una famiglia o di una città, ma dell'impero. Pur essendosi sposato quattro volte (una delle quali con Selvaggia, figlia naturale di Federico II) non ebbe figli, ma non viene ricordato un suo interesse a creare un casato e a trasmettere un potere ereditario.
Resse Vicenza fino al 1259, anno della sua morte. Durante i primi dieci anni governò esercitando una forte autorità, ma in genere nel rispetto degli statuti comunali e della legalità e puntando ad ottenere il consenso sia degli oppositori, che in precedenza aveva sconfitto, che delle diverse fasce sociali cittadine. Lo ottenne offrendo alle grandi famiglie, il cui potere aveva smantellato, delle compensazioni, ad esempio conferendo loro incarichi anche prestigiosi. Ottenne l'appoggio dei giudici, dei notai e dei funzionari del Comune, che vedevano in lui un riscatto dalla soggezione a Padova, e come condottiero fu venerato dai suoi soldati.
Utilizzando il proprio potere per gestire i beni pubblici e nello stesso tempo per accumulare un enorme patrimonio immobiliare personale - talora acquistando a basso prezzo case e terreni, altre volte facendoseli dare in concessione, altre volte ancora confiscandoli agli oppositori - riuscì a crearsi un'estesa rete di clienti appartenenti alla fasce più modeste della popolazione, cui dava in affitto case e piccoli appezzamenti di terreno dietro corresponsione di un canone.
Questo stile di governò peggiorò notevolmente e sempre più dopo che Federico II fu scomunicato, nel 1245, nel Concilio di Lione e soprattutto dopo la sua morte nel 1250. Ezzelino si sentì portatore di un'autorità autonoma, ormai svincolata da quella dell'impero, ma che non gli fu riconosciuta. Cominciò a perdere le proprie clientele in città, dove divenne aggressivo e prepotente, imponendo gabelle sempre più pesanti e appropriandosi di beni pubblici e privati. Fu scomunicato nel 1254 dal papa Alessandro IV, che due anni dopo incaricò il marchese d'Este di condurre una crociata contro di lui, alla quale parteciparono potenti città dell'Italia settentrionale e anche alcuni signori della Marca. Morì nel 1259 a Soncino, presso Cremona, per le ferite riportate nella battaglia di Cassano d'Adda.

#### La città-stato e Bartolomeo da Breganze

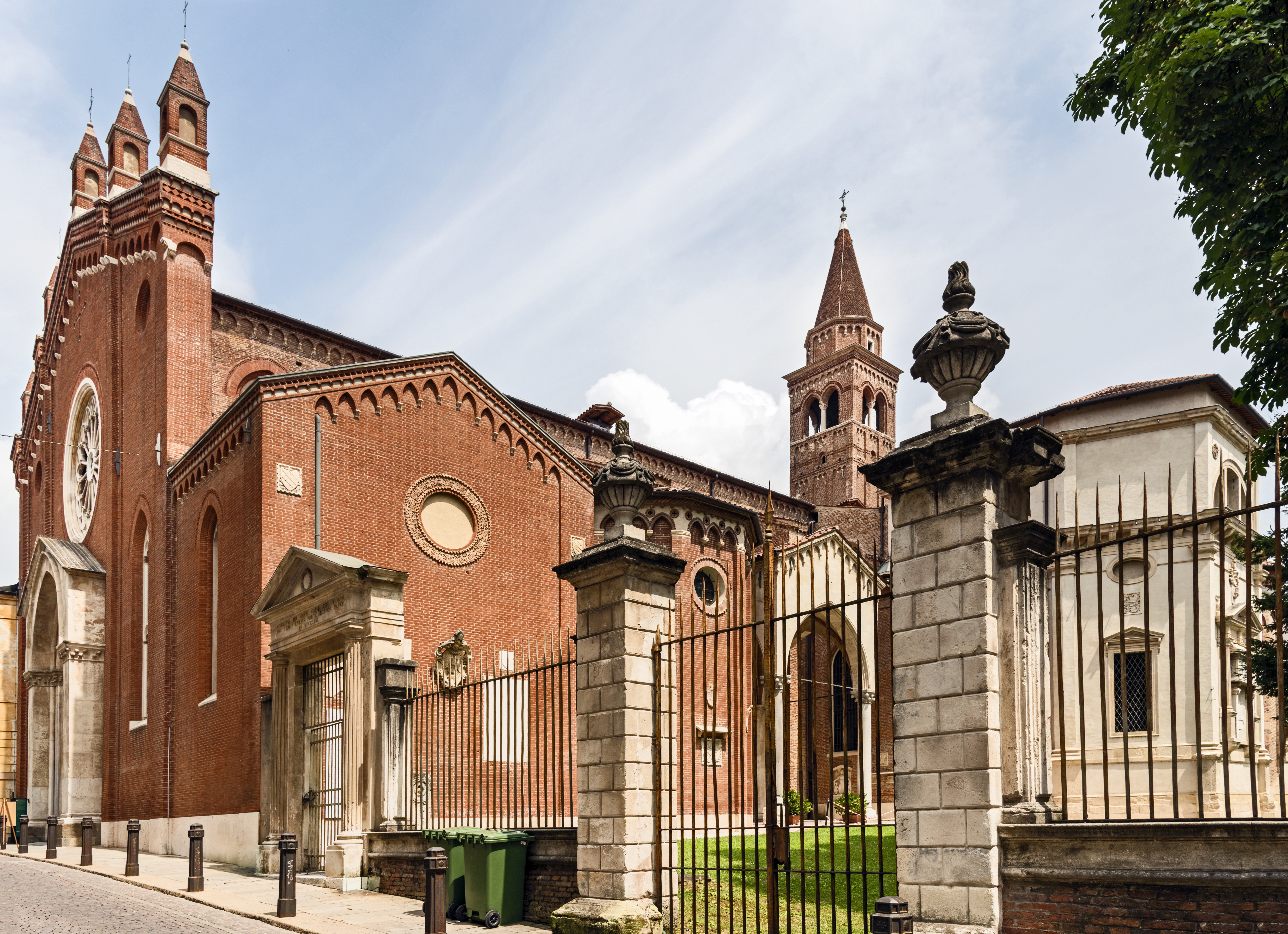
La chiesa di Santa Corona, eretta per conservare le reliquie che Luigi IX di Francia donò al vescovo Bartolomeo da Breganze

Con la morte di Ezzelino e il massacro del fratello Alberico e di tutta la sua famiglia, era stato completamente distrutto il primo potere veramente sovracittadino che, per oltre vent'anni, aveva retto la Marca.
A Vicenza risorse il Comune cittadino, dove le famiglie dei magnates – molti dei quali si erano ritirati nei loro castelli rurali - erano in minoranza nel nuovo organismo di governo - il Consiglio dei Dodici - dove i due terzi erano formati dai rappresentanti delle arti e mestieri. Il primo obiettivo del Comune fu quello di recuperare tutti i beni pubblici, ma anche privati, che erano stati confiscati o acquisiti dai da Romano e a tal fine fece compilare nel 1262 il Regestum possessionum Communis Vincenciae, prezioso documento dal quale è possibile ricostruire con molta precisione la situazione urbanistica del tempo. Esso attesta una nuova concezione del bene pubblico e dei poteri del Comune, per la prima volta concepito come un governo di popolo, che esercita la piena sovranità e giurisdizione su tutte le persone e le proprietà demaniali del territorio: un vero stato-città.
In realtà il Comune era costituito da ceti di populares molto deboli: artigiani e mercanti non avevano né le dimensioni né una tradizione di vero potere in città. Il vero uomo forte di quegli anni fu il vescovo Bartolomeo da Breganze, consacrato nel 1255 da papa Alessandro IV proprio in funzione anti-ezzeliniana, esule fino alla morte del tiranno, che si era presentato a Vicenza con un dono di grande valore simbolico affidatogli da Luigi IX di Francia, delle reliquie della croce e della corona di spine di Cristo (per le quali il vescovo fece costruire la sontuosa chiesa di Santa Corona). Forte di un immenso prestigio, esercitò un'influenza totale sulla vita della città – dov'era arbitro indiscusso di qualsiasi controversia - e della Marca stessa, giungendo nel 1262 a far incontrare le quattro città maggiori per giurarsi pace eterna.
Ben presto però ricominciarono i tentativi di creare un'egemonia a livello regionale, ripetendo in qualche modo l'esperienza politica di Ezzelino. La guelfa Padova, che aveva sofferto più di altre città della tirannia ezzeliniana e poteva vantare di essere stata tra le protagoniste della liberazione, accettò ben volentieri la proposta di alcuni cittadini di Vicenza di inviare un proprio podestà, il quale favorì accordi che penalizzavano Vicenza soprattutto per quanto riguarda la sovranità sul territorio.
Per liberarsi dell'alleanza con Padova, nel 1260, l'anno seguente, il Comune ricercò – anche per l'interessamento di Bartolomeo - l'appoggio di Venezia che inviò i due podestà successivi, ma impose patti commerciali tutti a proprio favore.
Vi furono ancora un podestà padovano, che scatenò una vera e propria guerra sanguinosa contro magnates e notabili, e uno ferrarese, che ne scatenò un'altra contro i fuorusciti finché fu costretto a dimettersi. La situazione precipitò a tal punto che nel 1264 il Comune si diede a Padova in custodia: nel febbraio 1264 un nuovo podestà padovano, Rolando da Englesco, occupava la città militarmente.

#### La soggezione a Padova
Il nuovo podestà dispose la compilazione degli statuti comunali, perché Vicenza avesse un corpus organico di leggi, che servisse a dare equilibrio ai poteri cittadini e quindi a pacificare gli animi. Gli statuti del 1264, in realtà, davano un potere quasi assoluto al podestà, che solo formalmente era limitato dal Maggior Consiglio, la maggioranza del quale era costituita da rappresentanti delle fraglie; il vescovo Bartolomeo venne del tutto esautorato e si ritirò in un silenzio pieno di delusione e di sconforto. Gli statuti recavano anche numerose disposizioni sull'assetto urbanistico e sulla tenuta del territorio, delle strade e dei fiumi, sulla difesa dell'ambiente, con l'obiettivo che la città diventasse bella e fiorente.
I vicentini però non accettarono di buon grado questo regime, che sentivano imposto da una città ‘straniera’ e tentarono ulteriori ribellioni, giungendo ad ottenere nel 1266, un podestà veneziano, Marco Querini. La sua carica ebbe però vita breve perché, intimoriti dalla minaccia di Verona, che cercava di estendere il proprio dominio ad est, tutto il Maggior Consiglio chiese nuovamente l'intervento di Padova, al cui podestà il 22 settembre 1266 furono consegnate le chiavi delle porte e le fortezze della città.
Questa volta la dominazione di Padova fu completa. Messi da parte gli statuti comunali vicentini, il podestà doveva osservare quelli di Padova, veniva nominato dal Maggior Consiglio di questa città e ad essa giurava fedeltà. Padova incamerò nel proprio territorio Bassano e la riva sinistra del Brenta, di importanza strategica; in realtà tutta Vicenza era ormai proprietà del Comune dominante. La città venne sfruttata dai padovani, dai podestà in primo luogo, che si arricchirono in ragione della loro carica, e poi dai signori, che trovarono il modo di mettere le mani su feudi, castelli e poderi vicentini, e dagli usurai che prestavano denaro a poveri e ricchi a tassi altissimi, senza che la loro attività venisse in qualche modo repressa. Non vi fu un'azione diretta contro le famiglie signorili di Vicenza, ma Padova favorì il popolo minuto della città, le comunità rurali e i Comuni del territorio per indebolirle; contro il vescovo invece la persecuzione e la spoliazione dei beni fu costante.
La dominazione si protrasse per oltre 40 anni, con qualche episodio di rivolta sempre repressa e mai riuscita, anche per l'incapacità dei vicentini di sollevarsi compatti. Cresceva intanto la potenza di Verona e verso fine del secolo Padova, temendo un attacco che avrebbe trovato il sostegno di almeno una parte dei vicentini, rafforzò le difese della città, fortificando in particolare l'Isola (l'area circondata dai fiumi, circostante all'attuale Piazza Matteotti) e aumentando la pressione sulla popolazione.
Il momento della ‘liberazione’ venne con la discesa in Italia dell'imperatore Enrico VII nell'ottobre 1310, cui i vicentini inviarono una richiesta di aiuto, mentre si trovava con la sua corte a Milano, ed egli colse l'opportunità per punire Padova che gli si opponeva. Il 15 aprile 1311 le truppe imperiali, al comando di Aimone vescovo di Aosta e con il rinforzo di un contingente veronese, entrarono in città, la occuparono e distrussero la fortezza padovana dell'Isola, che il podestà aveva precipitosamente abbandonato.

#### Il territorio vicentino, campo di battaglia
Ben presto però i vicentini compresero che la sospirata liberazione si traduceva solo nel passaggio da una dominazione all'altra. L'imperatore pretese subito un tributo e, tramite il proprio vicario, impose alla città dei nuovi statuti che modificavano quelli del 1264. Essi prevedevano, tra l'altro, l'obbligo per tutti i signori rurali di rientrare in città, dove avrebbero riguadagnato il ruolo di ceto dominante (il loro posto nel Maggior Consiglio sarebbe stato ben presto reso vitalizio ed ereditario, come fu per Venezia), a scapito degli artigiani e della piccola borghesia che era stata invece favorita da Padova; gli statuti imponevano anche la demolizione di tutti castelli e le fortificazioni del distretto (altro modo di togliere potere ai signori fondiari), questa norma non trovò concreta applicazione e i castelli restarono, presidiati da capitani generalmente veronesi.

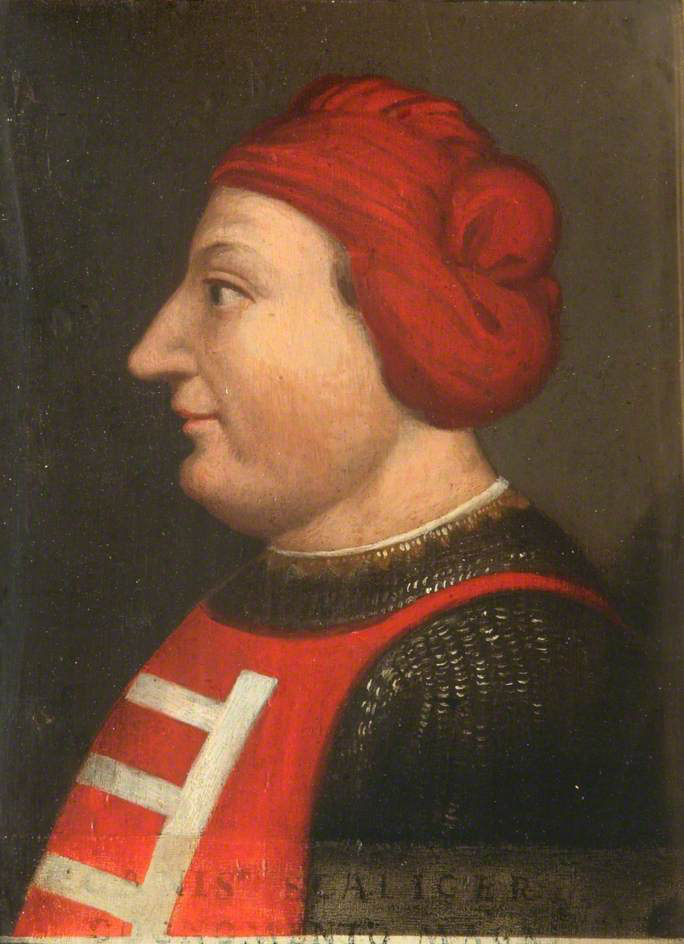
Cangrande I della Scala

Nel febbraio del 1312 il signore di Verona, Cangrande I della Scala, venne inviato a Vicenza come vicario imperiale e cinque anni dopo assunse il governo diretto della città.
Stava però per iniziare una devastante guerra tra Verona e Padova, che fu combattuta soprattutto nel vicentino, con enormi danni per la popolazione e l'economia del territorio. Essa fu originata da varie cause, come la volontà espansionistica di Cangrande e la ritrosia di Padova ad assoggettarsi al potere imperiale. Vicenza contribuì comunque a scatenarla, deviando per l'ennesima volta il corso del Bacchiglione per danneggiare gli odiati padovani.
Gli scontri si svolsero soprattutto nel Basso vicentino, ma i padovani arrivarono ad occupare il Borgo San Pietro, appena fuori le mura (altomedievali, non erano ancora state costruite quelle scaligere) di Vicenza. La guerra si concluse nel 1314 con la schiacciante vittoria di Cangrande che aveva occupato Padova stessa e accettò di stipulare la pace con la mediazione di Venezia.
Gli anni successivi videro scatenarsi altre due guerre - quelle del 1317-18 e del 1319-20 - tra Verona e Padova, che ebbero effetti più limitati sul territorio vicentino e si conclusero sempre con la vittoria di Cangrande.
Dopo la sua morte, il nipote Mastino II della Scala non seppe mantenere il dominio su tutto l'esteso territorio conquistato dal predecessore, ma ormai il futuro politico di Vicenza era legato a quello di Verona. Lo si sarebbe visto nel 1387, quando le due città insieme passarono ai Visconti.

#### La signoria scaligera
Con l'arrivo degli Scaligeri iniziava un'epoca nuova per le famiglie signorili di Vicenza. A parte due tentativi falliti di ribellione nel 1312 e nel 1317 da parte di pochi ancora filopadovani, non vi sarebbe più stata per secoli un'opposizione organizzata in città e l'obiettivo dei magnati, ormai rassegnati a convivere con un potere esterno, sarebbe stato solo quello di mantenere o consolidare il patrimonio familiare.
L'assoggettamento a una signoria esterna non significò l'annullamento delle istituzioni cittadine, che vennero in parte modificate ma anche potenziate per poter assolvere a compiti non più politici, ma amministrativi. Alla carica di podestà vennero chiamati uomini di prestigio, naturalmente appartenenti a famiglie gradite ai delle Scala; furono create le cariche di capitanio con competenze di tipo militare - figura che sarà mantenuta anche durante il periodo visconteo e veneziano - e di deputati ad utilia - una sorta di assessori, molto vicini al podestà, cui venivano delegate funzioni anche molto ampie.
Venne costituita la fattoria scaligera, un organismo nuovo che aveva il compito di amministrare il patrimonio fondiario pubblico, ma anche quello vescovile ancora molto consistente, e di sovrintendere all'esazione dei dazi che il Comune prelevava dal distretto.
La pressione fiscale continuò ad aumentare ma si scaricò sulla campagna: il Comune tutelava non solo gli interessi della signoria, ma anche quelli dei privati, propri cives.

#### Lo sviluppo della città e l'ampliamento delle mura

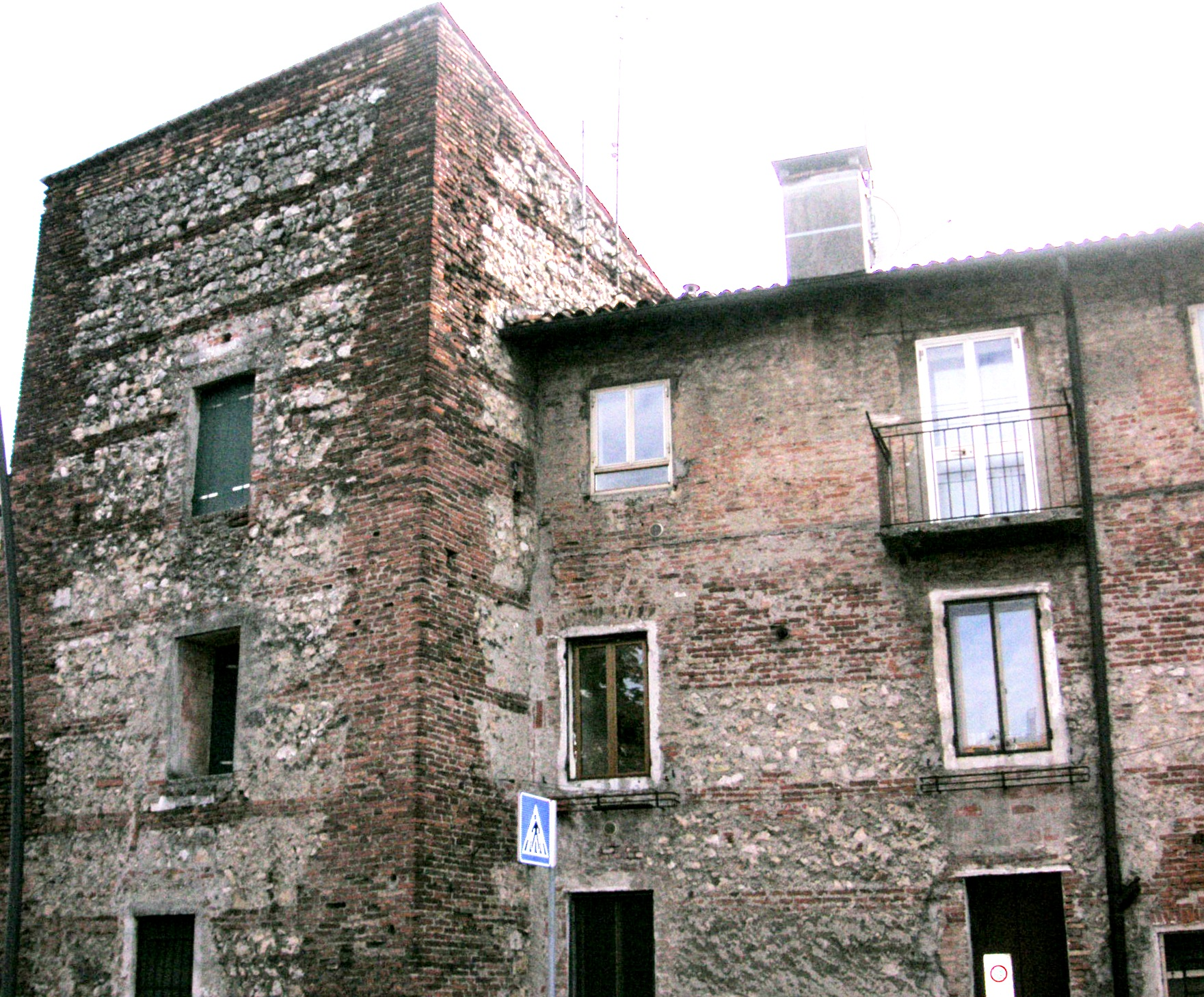
Case costruite nelle mura scaligere in Borgo Santa Lucia

La città in effetti si arricchiva e si espandeva. Nel corso del Trecento il numero degli abitanti aumentò notevolmente e si crearono borghi al di fuori dell'antica cinta muraria altomedioevale di cui, a partire dal 1365, Cansignorio della Scala dispose l'ampliamento, sia a est che a ovest del centro storico.
Il borgo orientale già densamente abitato, al di là del Bacchiglione, fu racchiuso dal nuovo tratto in cui si aprivano le porte di Santa Lucia, di Padova e di Camarzo - posta alla fine di contrà San Pietro e successivamente chiusa – che consentivano l'accesso alle strade provenienti rispettivamente da Treviso, Padova e Casale per confluire al ponte (ora degli Angeli), dall'epoca romana unico passaggio disponibile per valicare il fiume.

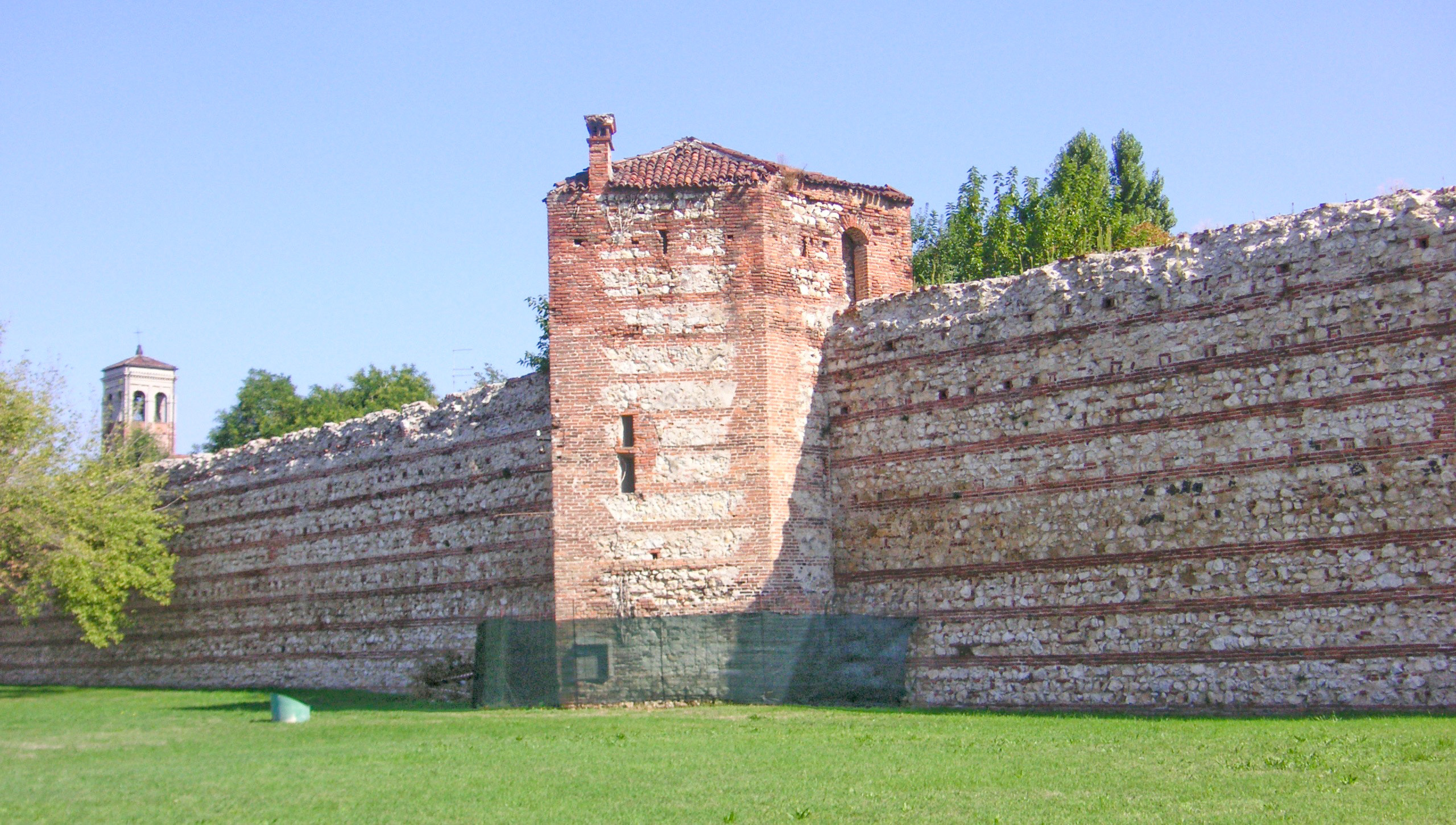
Le mura scaligere in viale Mazzini

A ovest, invece, la nuova cinta si inserì nella struttura fortificata di Porta Castello per dirigersi verso nord, creare l'avamposto della Rocchetta, aprirsi nelle porte Nuova e Santa Croce, per poi seguire il corso del Bacchiglione e innestarsi nuovamente nei pressi del ponte Pusterla. Il nuovo tratto racchiudeva così un'area non ancora abitata che, per volontà di Antonio della Scala, fu dotata di un tracciato viario ad assi ortogonali, con isolati regolari di notevoli dimensioni.
La costruzione delle mura, che comportò alcune modifiche al percorso del Bacchiglione e della roggia Seriola per diventare i fossati di completamento, rispettò l'integrità della vecchia cinta. Questo fatto mantenne integra l'identità del nucleo storico cittadino, al punto che le nuove inclusioni furono ancora sempre chiamate, dagli storici locali come nel linguaggio corrente, i "borghi" della città.
A differenza di altre città maggiori, come Padova e Verona, Vicenza non vide mai irrobustirsi il ceto dei commercianti o degli artigiani, che giocarono sempre un ruolo subordinato, anche nei secoli seguenti. Fino all'Ottocento l'economia della città e del suo territorio fu sempre essenzialmente legata alla terra.

#### L'economia rurale nel Trecento
Il quadro generale dell'economia rurale non è stato descritto dalla storiografia locale dell'epoca e si deve ricavare dagli statuti rurali e dagli innumerevoli atti notarili tra privati che sono stati ritrovati.
Data la scarsa numerosità della popolazione e la presenza importante sia di rilievi (Lessini, Altopiano, Berici) che di acque (i laghi di Pusterla e di Longara e i terreni paludosi presenti in tutti i fondovalle), fino agli inizi del Trecento la maggior parte del territorio doveva essere incolto e coperto da boschi. Anche nelle zone coltivate – come la coltura della città, cioè la fascia periferica fuori le mura - così come nei grandi patrimoni privati una parte era tenuta a bosco, per ricavarne legname e frutta e per cacciare cinghiali, caprioli e piccoli animali.
Il coltivo, che probabilmente si avvaleva delle nuove tecniche – l'aratro con vomere di ferro e la rotazione triennale – era comunque tenuto a coltura estensiva di miglio e sorgo e il rapporto tra semente e produzione era mediamente di 1:4. La parte di territorio coltivata si espanse nella prima metà del Trecento, risalendo anche le pendici dei colli e le vallate, fruendo dell'immigrazione di popolazioni tedesche provenienti dal Trentino.
Il territorio era fortemente frammentato e popolato da mansi a conduzione monofamiliare, che comprendevano una parte coltivata per la produzione di cereali, una parte a prato per l'allevamento del bestiame e un piccolo vigneto.
Nella seconda metà del secolo le conseguenze della peste - con la diminuzione della popolazione si ridusse il fabbisogno di cereali - portarono ad una riconversione agricola e a uno sviluppo dell'allevamento. Così nacque e si consolidò ulteriormente un altro fattore produttivo, dato dall'arte della lana: è documentata la sua presenza in alcuni monasteri situati nei borghi suburbani presso i corsi d'acqua. A metà del secolo era presente in città sia la fraglia dei lanarii che quella dei mercatores di panni, che possedevano botteghe nel peronio, la principale piazza della città. Lo statuto dell'arte del 1410 annovera circa 7.000 occupati in città.

#### La caduta degli Scaligeri e l'avvento dei Visconti

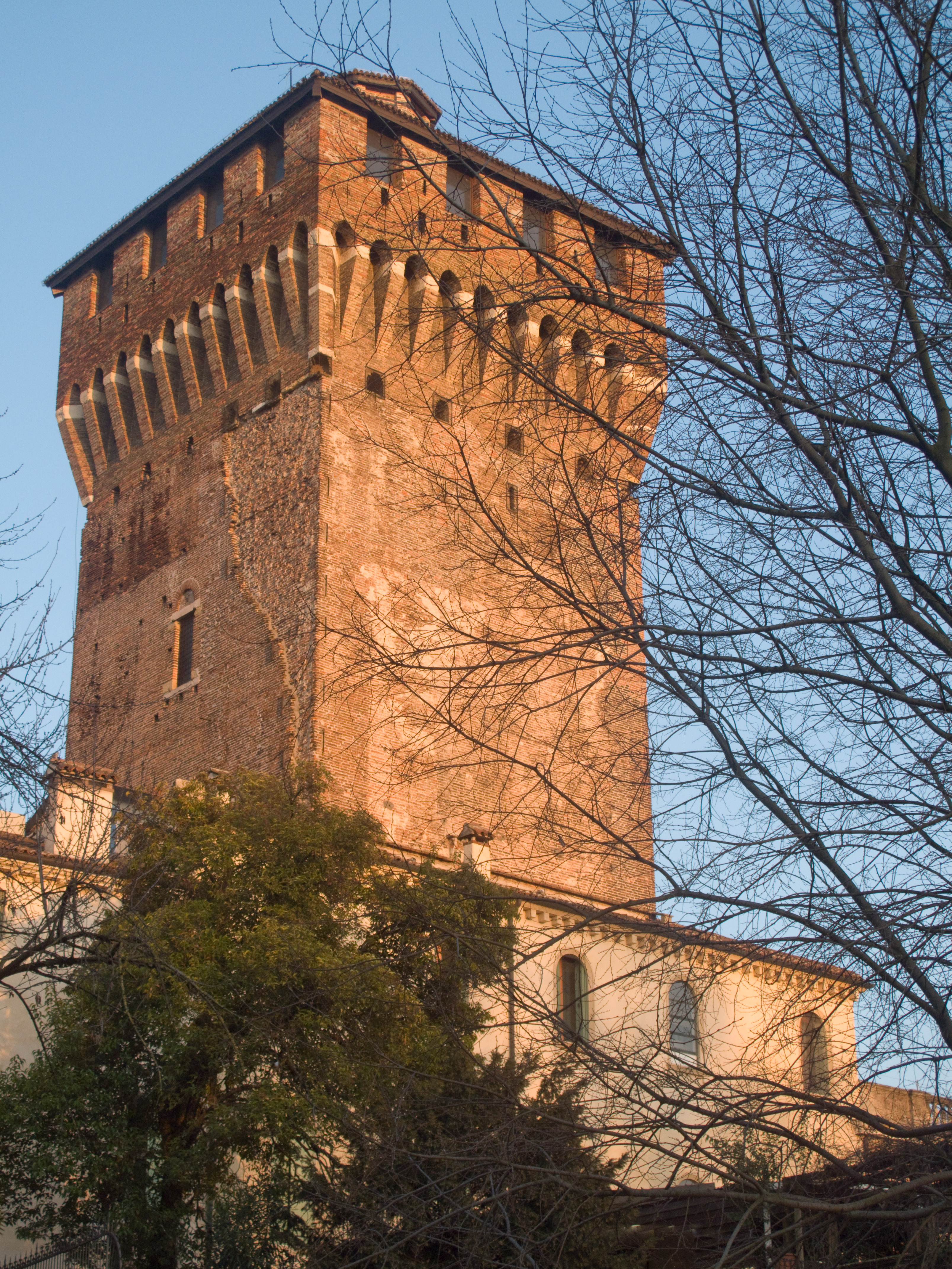
Torrione di Porta Castello. Il coronamento della merlatura, sostenuta dai beccatelli e la tipica lanterna lombarda risalgono al periodo visconteo.

Alla morte di Cansignorio della Scala nel 1375, alla guida della signoria – che ormai si era ridotta alle sole Verona e Vicenza - gli successero secondo l'uso scaligero entrambi i figli illegittimi, Bartolomeo e Antonio.
Durante i primi anni di governo essi si fecero benvolere dalla popolazione, perché attuarono una politica di riduzione delle imposte e di cancellazione dei debiti contratti dalle Comunità di Verona e di Vicenza.
Antonio però, sei anno dopo, fece assassinare il fratello per poter governare da solo e da quel momento la politica cambiò. Nel 1382 sposò Samaritana da Polenta e in seguito - sembra influenzato dalla moglie che pretendeva lussi eccessivi per le finanze della signoria - costretto ad enormi spese militari, depauperò le casse del dominio al punto da indebitarsi pesantemente e da alienarsi quindi il favore della popolazione.
Con questi presupposti la signoria veronese aveva i giorni contati. A Pavia nel 1385 tra i signori di Milano, Mantova, Padova e Ferrara si formò una coalizione in funzione antiscaligera e l'anno seguente Gian Galeazzo Visconti – che nel frattempo aveva deposto a Milano e probabilmente fatto uccidere lo zio Bernabò – strinse un nuovo patto con Francesco il Vecchio da Carrara, signore di Padova, con il quale concordò la spartizione del dominio scaligero: Verona sarebbe andata ai Visconti e Vicenza ai Carraresi.
Nel corso del 1386 egli tenne una posizione ambigua, trattando segretamente sia con Francesco da Carrara che con Antonio della Scala ma poi, l'anno seguente, quando vide che la situazione volgeva a favore del primo - che nel marzo aveva sconfitto i veronesi nella battaglia di Castagnaro - si schierò decisamente con lui. Francesco da Carrara nel maggio pose l'assedio a Vicenza e nei mesi seguenti saccheggiò continuamente il territorio circostante, ma i vicentini opposero un'accanita resistenza che non gli permise di penetrare in città.
Visconti e Carraresi insieme erano però troppo forti. Il 18 ottobre 1387 la città di Verona cadde, in parte sotto la pressione militare e in parte per tradimento, e Antonio dovette fuggire. Il 24 ottobre Gian Galeazzo prese anche Vicenza e qui trovò un ceto dirigente assolutamente contrario ad essere assoggettato a Padova.
Questo fatto gli diede un pretesto per non rispettare i patti e spartire i territori conquistati. Alle rimostranze di Francesco, Giangaleazzo volse le armi contro di lui, che dovette abdicare in favore del figlio Francesco Novello, riuscendo ad occupare anche Padova nel novembre 1388.
Per Vicenza iniziava il periodo del dominio visconteo, che sarebbe durato fino al 1404.

#### La Signoria dei Visconti
Avversi sia all'ultima gestione scaligera - Antonio della Scala aveva aumentato il peso fiscale - che ai padovani, di cui ricordavano i rapporti ostili degli ultimi due secoli, i vicentini collaborarono con l'avvento della nuova Signoria, confermando quello che era sempre stato lo stile della città fin dai tempi di Roma: non opporsi al più forte, ma trattare le condizioni della resa e poi rimanere fedeli al nuovo dominatore.
Così persone influenti che facevano parte del ceto dirigente, come Giacomo da Thiene e Giampietro de Proti, secondo quanto riferiscono le fonti locali, facilitarono il passaggio ai Visconti. Gli stessi, diciassette anni dopo, trattarono la dedizione a Venezia.
Nei confronti dei Veneti, e di Vicenza in particolare, Giangaleazzo attuò una politica che, pur mantenendo un rigido assoggettamento fiscale e militare, non sconvolgeva la precedente organizzazione scaligera. Egli anzi favorì le classi dirigenti cittadine, cui affidò l'amministrazione del territorio creando un apposito Consiglio, cui affidare la competenza sulla nomina dei vicari nel distretto.
Veniva così sperimentato un modello di governo e di assoggettamento del territorio da parte della città intermedia, relativamente autonoma per la presenza di propri statuti e di una propria classe dirigente, anche se a sua volta soggetta alla capitale dello Stato. Un modello paradigmatico che sarebbe stato applicato anche nei secoli seguenti sotto il dominio della Serenissima.

#### La dedizione a Venezia

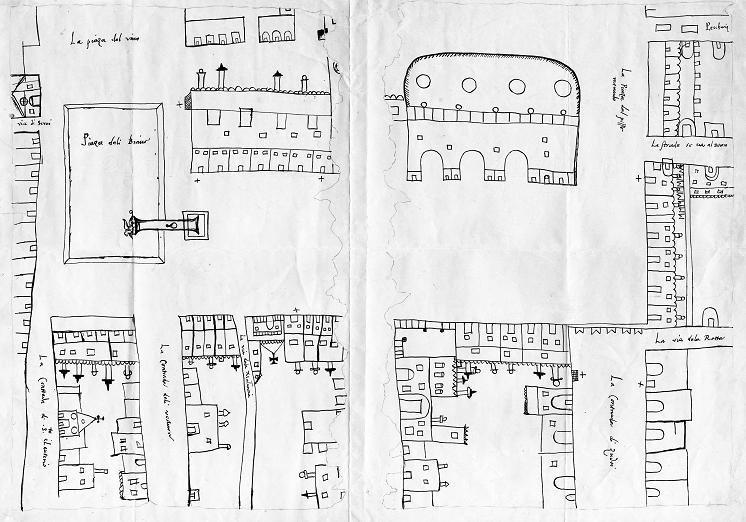
Peronio di Vicenza, disegno, 1480-1481. Vicenza, Biblioteca civica Bertoliana.

Il dominio visconteo fu rigido ma di breve durata: con la morte di Gian Galeazzo Visconti (1402) si scatenò nuovamente una guerra regionale e Vicenza si trovò al centro della contesa.
Prima di morire Giangaleazzo aveva spartito lo stato tra i figli Giovanni Maria e Filippo Maria, e a quest'ultimo erano state assegnate anche le città di Vicenza e di Bassano. Essendo minorenni, erano entrambi sotto la tutela della madre Caterina, nominata Reggente. Lo Stato così diviso però, insieme con la mancanza di una guida forte, divenne subito un obiettivo dell'espansionismo dei suoi tradizionali nemici, la Repubblica di Firenze e i Carraresi di Padova, che ne approfittarono per occupare città e castelli. Caterina allora, nel marzo 1404, chiese aiuto al doge di Venezia, promettendo in cambio dapprima i territori di Bassano, Feltre e Belluno; poi - vista la ritrosia dei veneziani che da bravi mercanti cercavano di alzare il prezzo - anche una tutela non meglio definita su Verona, già occupata dai Carraresi, e su Vicenza, in quel momento assediata.
Anche i vicentini però si mossero, con l'obiettivo prioritario di non ricadere sotto il dominio padovano, e inviarono dei legati a Venezia per trattare la dedizione, una forma di assoggettamento alla Serenissima, la quale in cambio si impegnava a rispettare e salvaguardare attraverso lo Statuto buona parte delle leggi e delle magistrature precedenti. Nella decisione ebbero un ruolo anche Taddeo Dal Verme – al servizio dei Visconti e in quel momento al comando della guarnigione di Vicenza - e Iacopo Thiene – che già nel 1387 aveva avuto un ruolo di rilievo nel passaggio della città dalla signoria scaligera a quella viscontea - insieme allo zio Giampietro Proti.
Il 15 aprile Iacopo Thiene partì per Venezia e ne ritornò il 25 accompagnato da Giacomo Surian, incaricato dal doge e da 250 balestrieri. Subito Venezia - nel suo nuovo ruolo di signora di quel territorio - pretese da Francesco Novello che togliesse l'assedio a Vicenza e che ponesse termine alle devastazioni delle terre beriche.
Poiché però questi persisteva nel mettere a ferro e fuoco il vicentino e poiché, inoltre, il 7 maggio anche Cologna Veneta si era data a Venezia ma era stata occupata dai Carraresi, per la Repubblica di Venezia la guerra contro Padova divenne inevitabile. Dopo che anche Verona si diede a Venezia, la guerra si concluse rapidamente con la sconfitta dei Carraresi, che furono condotti a Venezia e giustiziati.
Alla fine del conflitto, Venezia si trovò improvvisamente proiettata in un'ottica di potenza terrestre, padrona dell'intero Veneto. Era nato il Dominio di Terraferma della Serenissima.

## Età moderna

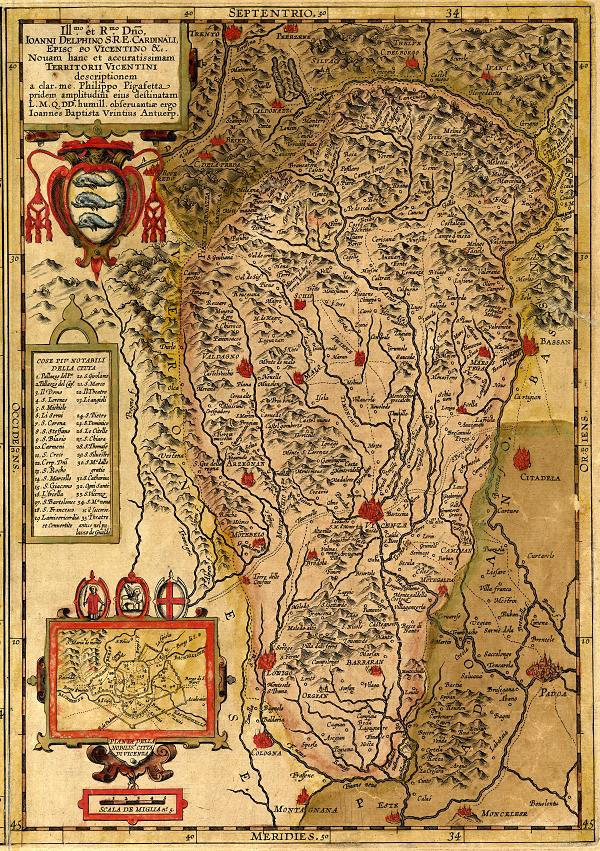
Carta del territorio vicentino. Da Filippo Pigafetta, Novam hanc et accuratissima Territorii Vicentini descriptionem, in Abramo Ortelio, Theatro del mondo, Anversa, 1608. Vicenza, Biblioteca civica Bertoliana.

Anche se la fine del Medioevo e la nascita dell'età moderna si pongono convenzionalmente nella seconda metà del Quattrocento (caduta di Costantinopoli o scoperta dell'America), per quanto riguarda la storia del Veneto - e di Vicenza in particolare - la cesura storica si può porre all'inizio del XV secolo: è il momento in cui Venezia diventa uno Stato che governa un importante dominio di terraferma che durerà quattro secoli. Uno Stato essenzialmente laico, cui l'autorità religiosa soggiace, uno Stato che non si riconosce come parte di un Impero e che governa con un sistema aristocratico ma non più feudale, articolato tra potere centrale e relative autonomie locali.
Con la sua dedizione del 1404 la classe dirigente vicentina sembra aver capito tutto questo e aver scelto di sottrarsi a signorie personali di stampo feudale per entrare a far parte di uno Stato, appunto, moderno.

### Secoli XV-XVIII

#### Popolazione ed economia in età moderna

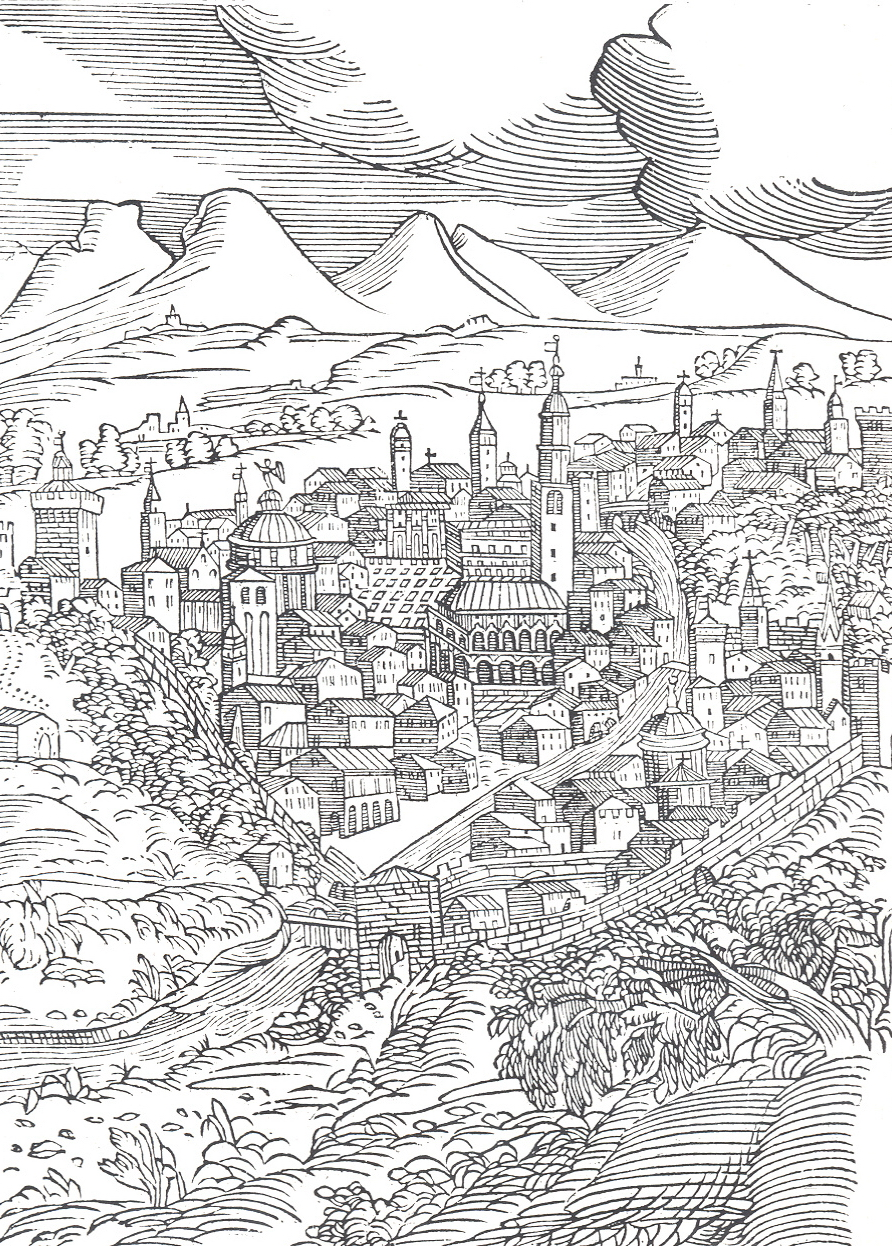
La città nel 1604

Pur non essendo in possesso di dati attendibili, si può pensare che, come in tutta Europa, a partire dal Mille fino alla metà del Trecento anche a Vicenza vi sia stato un costante aumento demografico. Ne sono attestazione la costruzione delle nuove mura, con le quali gli Scaligeri vollero nel 1365-70 racchiudere i borghi nei quali la città si era allargata al di fuori della cinta altomedievale.
La costruzione delle mura significa anche che in città, subito dopo la peste del 1348-50 che in Europa aveva falcidiato un terzo della popolazione, era iniziato quel ripopolamento, che sarebbe continuato in un lento sviluppo numerico fino alla fine del Settecento.
Gli equilibri demografici, così come quelli economico e sociale, furono in tutto il periodo estremamente fragili, con alternanza di momenti di lenta crescita ad altri di crisi determinata da carestie ed epidemie ad altri ancora di relativa stabilità.
È assodata la stretta correlazione tra questi tre fattori. Un'economia - come quella vicentina - totalmente basata su una produzione agricola poco diversificata e una con scarsa capacità di accumulo dipendeva dalle condizioni climatiche e meteorologiche. Si ricordano numerose annate di gelo o di troppo calore, di piogge incessanti e di arsura e, quando si succedevano più annate negative, la produzione era così scarsa che il prezzo dei cereali si alzava a livelli impraticabili per le classi più povere. Naturalmente questo incideva negativamente anche sulla crescita della popolazione: i dati demografici, seppur parziali e localizzati, indicano in corrispondenza delle crisi una riduzione dei matrimoni e della natalità e un aumento della mortalità.
L'impoverimento colpiva la campagna, dove i contadini non avevano i mezzi per riseminare i campi ad inizio stagione ed erano costretti a indebitarsi con i signori cittadini cui dovevano comunque il pagamento del canone di affitto e con gli usurai, spesso le medesime persone. La fame e l'insicurezza sociale erano anche la fonte di continue ruberie e di una criminalità diffusa.
La carestia colpiva anche la città, verso la quale si riversavano folle di affamati per mendicare e ricevere un aiuto dal Comune, che era più organizzato e disponeva di maggiori mezzi rispetto alle comunità rurali. Il Comune, da parte sua, preoccupato delle tensioni sociali che nascevano dal bisogno, reagiva con tutti i mezzi a sua disposizione: per erogare sussidi cercava denaro aumentando le imposte e chiedendo prestiti al Monte dei pegni, ma nello stesso tempo vietava ai poveri di chiedere l'elemosina ed espelleva coloro che non appartenevano alla comunità cittadina.
Le famiglie patrizie che governavano il Comune, d'altra parte, erano preoccupate per il fatto che le carestie minavano i loro interessi. Era il periodo in cui esse stavano costruendo i più grandi e sontuosi palazzi di Vicenza e il denaro necessario proveniva quasi esclusivamente dalle rendite fondiarie, cioè dai proventi della produzione agricola e dell'allevamento e dai canoni pagati dagli affittuari.
Così nel 1590 - uno dei momenti di maggiore difficoltà, durante un triennio terribile al punto che i lupi arrivarono fino alla città - il Podestà e il Consiglio deliberarono di estendere l'aiuto anche al contado, “non tanto per beneficio de infinite persone miserabile, la quale non avendo raccolto robba da per se stesse per la sterilità dell'anno andranno in pericolo, anzi quasi certezza, de morir de fame, quanto a beneficio de tutti i cittadini i quali mancando il territorio resteriano in conseguenza privi delle loro intrade”. Alla distribuzione dei sussidi era deputata una speciale magistratura, i Presidenti alle biade.
Un altro flagello, quasi sempre conseguente ai periodi di carestia, fu quello della peste, che faceva strage nella popolazione già debilitata per la mancanza di cibo. Essa si presentò nel territorio vicentino con episodi ricorrenti dall'inizio del Trecento al 1631, anno in cui la città adempì al voto fatto alla Madonna di Monte Berico.
Stanti le conoscenze del tempo, non è certo che si trattasse sempre di peste: le cronache di allora definivano con questo nome la morbilità che si diffondeva rapidamente per contagio e conduceva a morte. Ma, a parte questi episodi, in un ambiente con gravi carenze igieniche e di persone debilitate, il rischio di contrarre malattie infettive e di morirne era endemico.
Nella seconda metà del XVIII secolo anche a Vicenza, come in tutta Europa - si compì la cosiddetta transizione demografica, cioè la riduzione sia dei tassi di mortalità che di natalità. Nel contado a nord della città e specialmente nelle zone collinari - dove ancora esisteva la piccola proprietà contadina - questo portò ad un aumento della popolazione, mentre in pianura il saldo restò stazionario, ancora una volta a dimostrazione dell'incidenza dei fattori sociali su quelli demografici.

#### Figlia primogenita della Serenissima ...

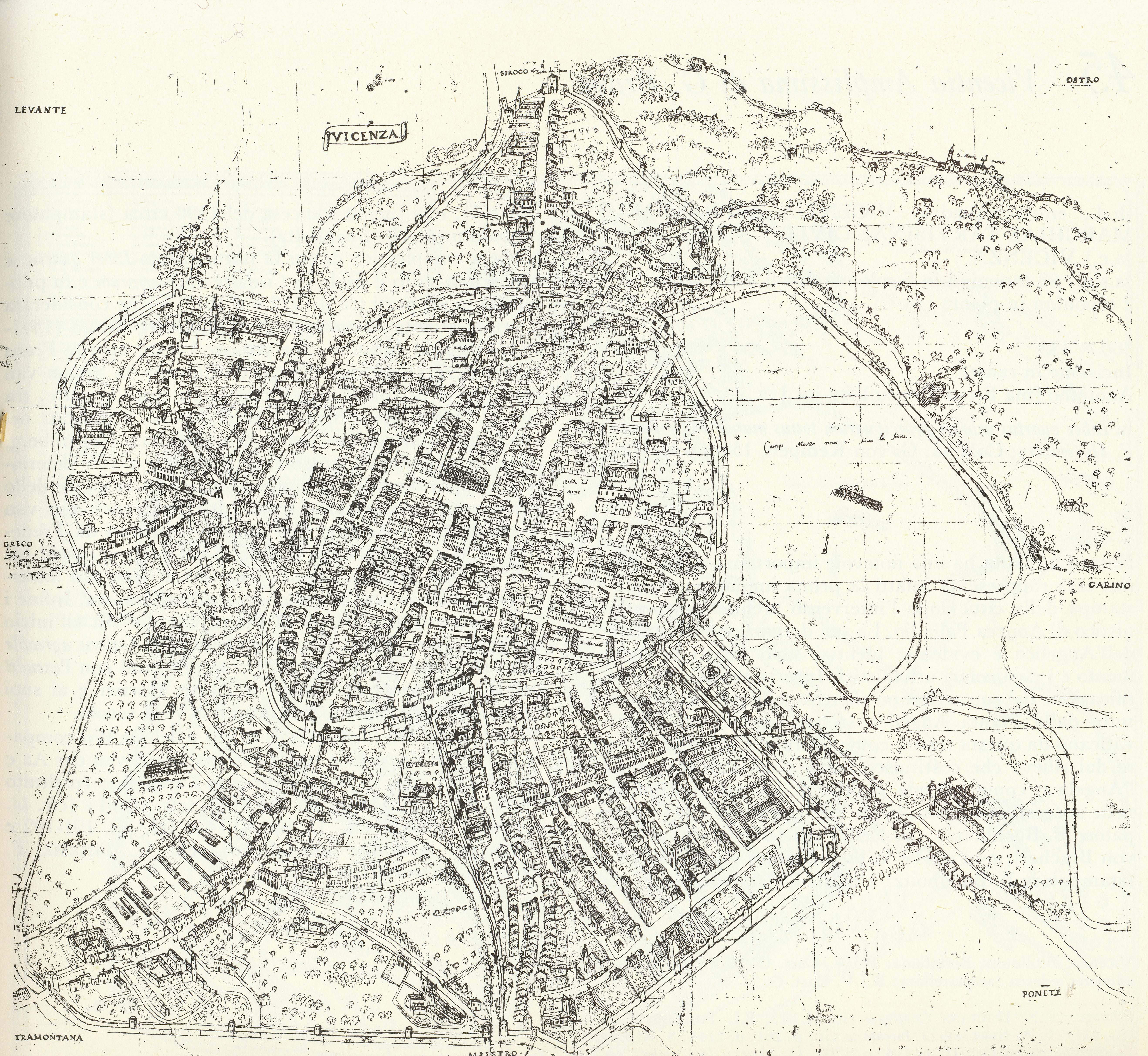
La città di Vicenza nella Pianta Angelica, 1580, disegnata da G.B. Pittoni

Dopo il breve periodo di libertà comunale (1259-1266), Vicenza fu sempre soggetta alle più potenti città vicine, anche se non fu mai conquistata da alcuna di esse con le armi, ma piuttosto si diede più o meno spontaneamente ad esse: in 'custodia' a Padova nel 1266, in riconoscimento dell'autorità imperiale rappresentata da Cangrande della Scala nel 1311, a Giangaleazzo Visconti nel 1387 e infine alla Serenissima Repubblica di Venezia nel 1404.
In ciascuna di queste circostanze pesarono sicuramente fattori contingenti, quali la prospettiva di non poter fare altrimenti e di evitare una sconfitta per l'incapacità di competere sul campo di battaglia. In genere però la decisione di consegnare la città all'una o all'altra potenza regionale fu presa dalla classe dirigente vicentina - formalmente dal Consiglio cittadino - con la convinzione che i propri interessi sarebbero stati meglio salvaguardati se fosse riuscita a prevedere, nel corso di un conflitto, quale parte ne sarebbe uscita vittoriosa e si fossero avviate subito trattative, invece di attendere il corso degli eventi.
Questa scelta fu particolarmente evidente e azzeccata nel 1404, in un momento in cui i Carraresi di Padova sembravano la potenza regionale emergente (avevano conquistato la città di Verona) e la Repubblica di Venezia, d'altro canto, non aveva ancora dichiarato espressamente la propria vocazione a diventare uno Stato di Terraferma. Con la dedizione a quest'ultima, l'aristocrazia vicentina conferiva una legittimazione al suo dominio e ne riceveva in cambio la garanzia di poter mantenere le proprie leggi, le magistrature e soprattutto il predominio delle famiglie che governavano la città.

#### ... e figlia fedele
La fedeltà alla Serenissima fu una caratteristica di Vicenza - e ancor più del territorio vicentino nel suo complesso - anche per tutto il periodo seguente, durante il quale Venezia, il più giovane tra gli Stati italiani di terraferma, si trovò a lottare per conservare ed anzi per ingrandire il proprio territorio, sia con le armi che con un abile gioco diplomatico in cui si stringevano e disfacevano alleanze.
Così, quando nel 1413 la Terraferma fu invasa dalle armate di Sigismondo re d'Ungheria e imperatore del Sacro Romano Impero, le città di Bassano, Marostica, Vicenza e Lonigo assediate si rinchiusero nelle loro mura e resistettero nel nome di Venezia. Quando nel 1414 Venezia ostile al papa volle disertare il Concilio di Costanza e, viceversa, quando nel 1434 favorì il papa al Concilio di Basilea il vescovo di Vicenza si schierò con tutti gli altri vescovi veneti nell'appoggiare Venezia. Quando gli eredi dei Carraresi e degli Scaligeri rivendicarono i diritti delle antiche Signorie, i vicentini non diedero loro ascolto. Così come si opposero ai Visconti in guerra con Venezia.
Un'infedeltà, seppur di breve durata, si ebbe solo nel 1509, quando tutto il mondo sembrò allearsi nella Lega di Cambrai, guidata dal papa Giulio II, contro la Serenissima. Subito dopo la sconfitta dei veneziani ad Agnadello gli aristocratici vicentini aprirono le porte della città ad un manipolo imperiale guidato da Leonardo Trissino, salvo pentirsi nel volgere di pochi mesi e salutare con sollievo il ritorno delle truppe veneziane. Anche in quell'occasione, però, il popolo minuto e la media borghesia, nonostante non fossero certo stati favoriti dalla Dominante, manifestarono invece la propria fedeltà a San Marco, pagando per questa fedeltà un caro prezzo, ben superiore a quello della città, per la brutalità delle truppe nemiche.

#### Privilegiati dal privilegio
Il fatto che Vicenza fosse stata la prima città della Terraferma che si era data a Venezia le assicurò un trattamento privilegiato anche nei secoli seguenti, decisamente più favorevole di quello riservato alle altre - come Verona e Padova - che invece erano state prese con la forza. L'insieme dei vantaggi fu ratificato nel Privilegium civitatis Vicentiae del 1404 e rinnovato nel 1406, una volta conclusa la guerra contro Padova. Le due versioni dell'accordo, pur con differenze, rappresentarono comunque un notevole successo per Vicenza perché ratificarono, in particolare, il suo predominio su quasi tutto il contado, dal quale l'aristocrazia cittadina traeva le risorse che le servivano per alimentare il proprio alto tenore di vita.
Questi patti, che si basavano sul mantenimento al potere della classe dirigente vicentina, convenivano ad entrambe le parti. In questo modo a Venezia l'esercizio della sovranità costava poco: il suo personale era costituito solo dal podestà che essa designava per Vicenza, da un capitano, tre giudici, due cancellieri e alcuni conestabili il cui costo era a carico della città.
A Venezia veniva riconosciuta la suprema autorità e il diritto di intervenire in tutti i casi di straordinaria amministrazione. Formalmente essa aveva l'arbitrium, cioè il potere di creare, interpretare, modificare e rendere esecutive le leggi, ma con il Privilegium si era impegnata a rispettare le leggi di Vicenza, sia quelle esistenti che quelle di nuova istituzione. Un impegno garantito dalla possibilità per i vicentini di ricorrere agli organi giurisdizionali veneziani e in più di un'occasione questi annullarono atti del podestà - e persino del doge - che andavano contro le norme della città.
Venezia aveva poi la suprema giurisdizione civile e criminale, ma i giudici veneziani dovevano rispettare le leggi vicentine e per conoscerle dovevano avvalersi di notai di Vicenza, che redigevano i documenti secondo le norme cittadine. Tali norme consistevano principalmente negli statuti, nelle leggi sull'amministrazione delle campagne e nelle consuetudini locali, ben consolidate anche se non scritte.

#### Le guerre del Cinquecento in Terraferma

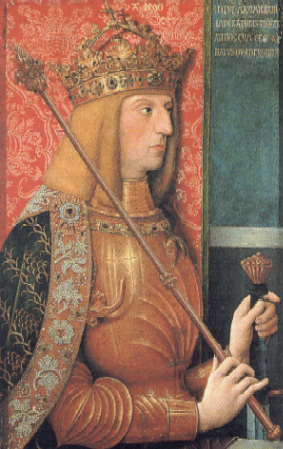
Ritratto ufficiale di Massimiliano I, primo Imperator Romanus Electus con gli attributi del potere imperiale

Il territorio vicentino fu invaso ancora una volta nel 1509 durante la guerra della Lega di Cambrai. In caso di vittoria gli stati che si erano alleati avevano stabilito di spartirsi la Terraferma: Vicenza insieme con tutto il Veneto avrebbe dovuto essere assorbita dal Sacro Romano Impero.
Le forze francesi della Lega sbaragliarono quelle veneziane nella battaglia di Agnadello, mentre la flotta ferrarese distrusse quella veneziana nella battaglia di Polesella. Di fronte alla sconfitta e all'impossibilità di fronteggiare le potenze avversarie, la Repubblica decise l'evacuazione dei suoi Domini di Terraferma per concentrarsi sulla difesa delle lagune, sciogliendo le città dall'obbligo di fedeltà.
Impauriti dall'avanzata dell'esercito nemico - o forse sperando di lucrare un maggior interesse - il 5 giugno gli aristocratici vicentini - in prima fila le potenti famiglie dei Trissino e dei Trento - aprirono le porte della città ad un manipolo di armati guidato dal fuoriuscito Leonardo Trissino, che fece il suo ingresso in nome dell'imperatore Massimiliano, anche se non aveva da lui ricevuto un esplicito mandato.
Le componenti popolari, invece, sia nella città che nel contado manifestarono la propria fedeltà a San Marco, inscenando tumulti nel Borgo San Pietro. I montanari dell'Altipiano attaccarono l'esercito imperiale mentre scendeva lungo la Valsugana, arrestando a Marostica la discesa di Massimiliano che dovette ritornarsene a Trento.
Mentre su Vicenza confluivano le truppe della Lega - che non rispettavano i patti stabiliti con le famiglie vicentine e si abbandonavano ad ogni sorta di vessazioni - a metà luglio del 1509 iniziò la controffensiva di Venezia per riconquistare i territori occupati. Il 17 ottobre giunse in città l'imperatore, accolto con sfarzo e manifestazioni di fedeltà, ma ormai l'aristocrazia vicentina si stava pentendo della scelta fatta quattro mesi prima. Così il 13 novembre il Consiglio cittadino deliberò di inviare al doge una delegazione, con il compito di riconfermare la fedeltà a Venezia e di trattare una nuova e immediata sottomissione; dieci giorni dopo la città apriva le porte alle truppe guidate dal Provveditore Andrea Gritti, che scacciò la guarnigione imperiale dopo una battaglia combattuta all'interno della cittadella.
Tre mesi dopo la Lega di Cambrai si sciolse, in seguito all'abbandono del suo principale fautore, il papa Giulio II che si rivoltò contro la Francia. Seguirono alcuni anni in cui le alleanze tra gli stati si fecero e si disfecero con grande disinvoltura e rapidità e il territorio vicentino fu ancora invaso molte volte. Solo i trattati di Noyon e di Bruxelles posero fine alla guerra nel 1517 e solo dopo il 1523 - con il trattato firmato tra Carlo V e Venezia - la pace fu definitivamente ristabilita. La Terraferma, fino a Bergamo compresa, restò alla Serenissima fino alla sua caduta nel 1797 e la Repubblica si tenne fuori dai conflitti che sconvolsero ancora l'Europa tra il XVI e il XVIII secolo.
Per il territorio vicentino la pace significò la stabilità politica e la continuazione della supremazia della città sul contado.

#### La minaccia ottomana e il declino di Venezia
Oltre all'intento di non farsi più coinvolgere nelle guerre continentali, una ben più importante ragione spinse la Serenissima ai margini della politica europea. Con il Cinquecento era iniziato il periodo che avrebbe visto Venezia perdere il primato dei mari e dei commerci con l'Oriente. Da una parte le scoperte e le imprese geografiche - la circumnavigazione dell'Africa e la Colonizzazione delle Americhe - spostavano l'asse europeo fuori dal Mediterraneo verso le potenze atlantiche: il Portogallo e la Spagna e più tardi l'Olanda, la Francia e l'Inghilterra. Dall'altra l'Impero ottomano, dopo la conquista di Costantinopoli, cercava di espandersi nelle isole del Mediterraneo orientale, nel Nordafrica e nei Balcani.
Nel corso di un secolo e mezzo La Repubblica perse la maggior parte dei propri Domini da Mar: Cipro, la Morea, Candia e tutte le piccole isole del Mediterraneo. Perse di conseguenza i redditi che le derivavano dai traffici, non più favoriti dal possesso dei porti e degli scali, e soprattutto ebbe bisogno di un continuo flusso di denaro per armare le flotte e consolidare le fortificazioni, talora per pagare riscatti e compensare tregue temporanee. Questo denaro veniva chiesto alla Terraferma e anche Vicenza sborsò periodicamente decine di migliaia di ducati per mantenere le guerre e le paci di Venezia. Ovviamente, a sua volta, la città si rifaceva sul contado.

#### Le idee protestanti e il Concilio di Vicenza
Durante la prima metà del Cinquecento le idee protestanti si stavano diffondendo in tutta Europa. Sottovalutate in un primo momento, divennero la preoccupazione del papa Paolo III che, come aveva chiesto fin dall'inizio Martin Lutero e molti altri in seguito avevano ribadito, indisse un Concilio ecumenico dapprima a Mantova e poi, nel 1537, a Vicenza.
Nonostante lo scarso entusiasmo con cui i vicentini accolsero questa decisione - alloggiare i prelati e il loro seguito avrebbe comportato difficoltà e spese, la sede designata era la cattedrale che però era ancora incompleta - la città si mise all'opera.
Diversi problemi - i contrasti tra Francia e Impero, la diversità di intenzioni sui contenuti dei lavori - fecero slittare l'apertura del concilio, finché la sede fu spostata a Trento, dove iniziò nel dicembre 1545. Il motivo principale dello spostamento fu però l'opposizione della Repubblica di Venezia: uno degli obiettivi del Concilio era quello di unire i principi cristiani contro l'Impero Ottomano, con il quale però la Serenissima in quel periodo stava trattando per una pace separata (che concluse nel 1540).

#### Una storia in tono minore

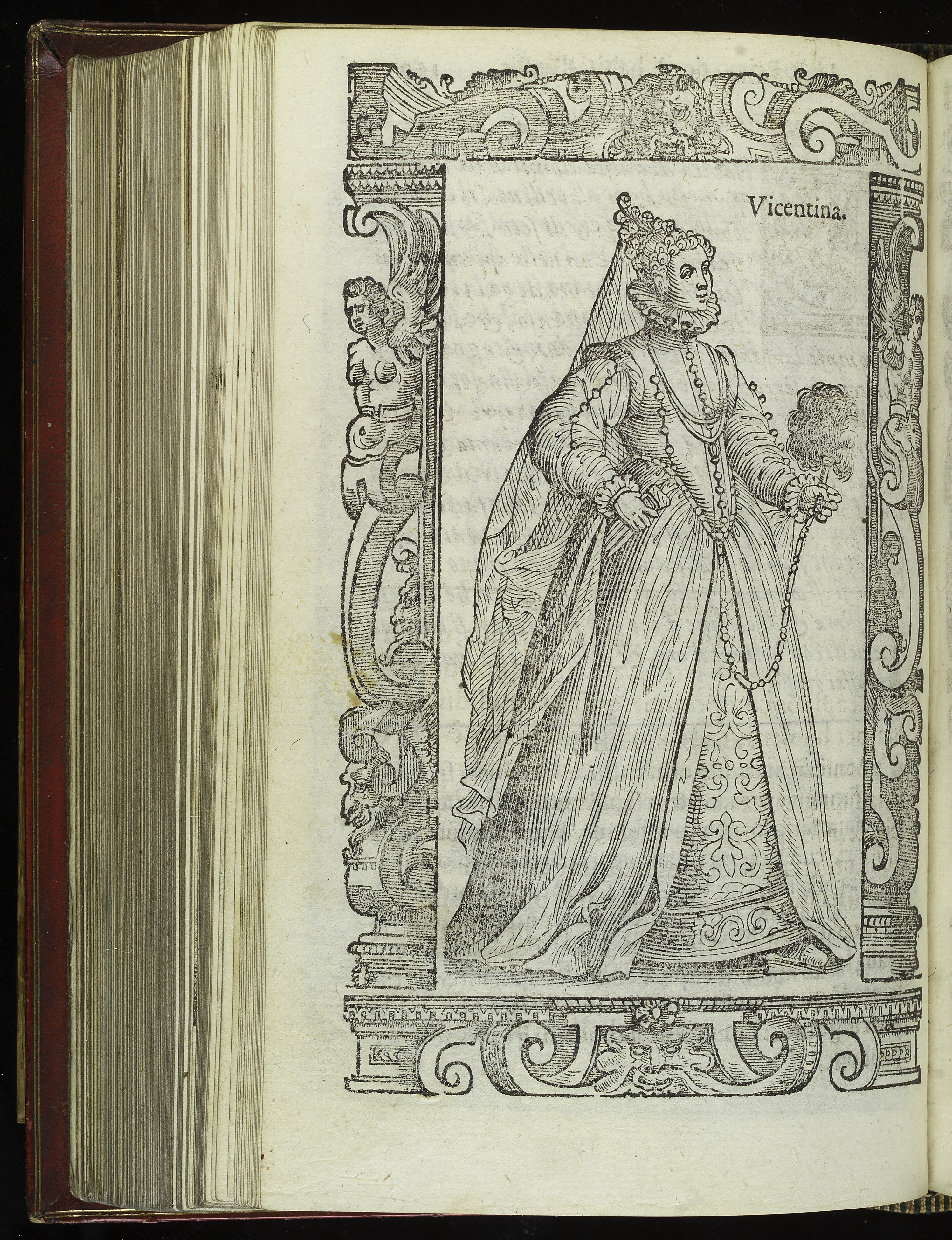
Abito di nobildonna vicentina nel periodo rinascimentale

Per il senso comune la storia è fatta da un susseguirsi di vicende politiche e militari, vissute da persone, popolazioni e istituzioni che vivono da protagoniste tali vicende e i cambiamenti che ne conseguono.
Intesa in tal senso, in età moderna Vicenza non ebbe una propria storia. Già soggetta ad altri nel Medioevo, durante i quattro secoli di dominio della Serenissima, Vicenza fu soltanto una città subordinata che subì le vicende di cui fu protagonista Venezia, senza alcuna possibilità né volontà di reagire a tale condizione.
L'aristocrazia cittadina, che aveva voluto questa soggezione, cercò di reagire all'inevitabile frustrazione inventando e coltivando i miti della nobiltà e traendo il massimo vantaggio dalla posizione che le veniva garantita rispetto al contado.
Così il Maccà definiva nel 1783 Vicenza città nobilissima et antichissima … più antica non solo di Roma, ma ancora di Padova stessa … una delle città più antiche e gloriose, che racchiude nel suo giro la Marca trevigiana, recuperando leggende delle origini e una tradizione ormai consolidata. Una tradizione che, dal Cinquecento in poi, si era sostanziata di storie leggendarie delle singole famiglie, tutte protese a ricercare nei tempi antichi il fondamento della propria nobiltà. Nel lungo periodo in cui, dopo la serrata del Trecento, il diritto a sedere nel Consiglio cittadino e a ricoprire cariche pubbliche era ereditario, anche se alienabile, l'antichità della stirpe e la purezza del sangue erano la base, accettata, su cui si reggeva la preminenza delle famiglie.
Un altro modo di reagire alla frustrazione di contare poco o nulla a livello della Repubblica, fu - per l'aristocrazia vicentina - quello di eguagliare il patriziato veneziano nello stile di vita, nello sfarzo e, in particolare, nella costruzione di palazzi e di ville di grande impatto visivo. Vicenza si riempì così di edifici monumentali imponenti, anche se spesso ridimensionati rispetto al grandioso progetto iniziale o completati con grande ritardo perché, nel frattempo, erano venuti a mancare i fondi per costruirli.
Nei secoli XVI e XVII, come in molte città d'Italia, la vita a Vicenza si svolgeva in un clima di tensione e di violenza, dominata da una rissosa aristocrazia spesso implicata in omicidi, risse, vendette, scandali (si pensi alle testimonianze storiche manzoniane nei Promessi Sposi riguardo alla Lombardia). Le violenze erano il segno e il frutto di un'inquietudine generalizzata a livello sociale, religioso e politico-economico: ne sono testimonianza le numerose lettere dei Rettori di Vicenza inviate ai capi del Consiglio dei Dieci a Venezia. Nobili con i loro bravi si fronteggiavano ed agivano al di sopra della legge: i Trissino, i Cordellina e i Cavalcabò, i Porto, i da Schio ed altri.

#### La grande architettura rinascimentale e classica

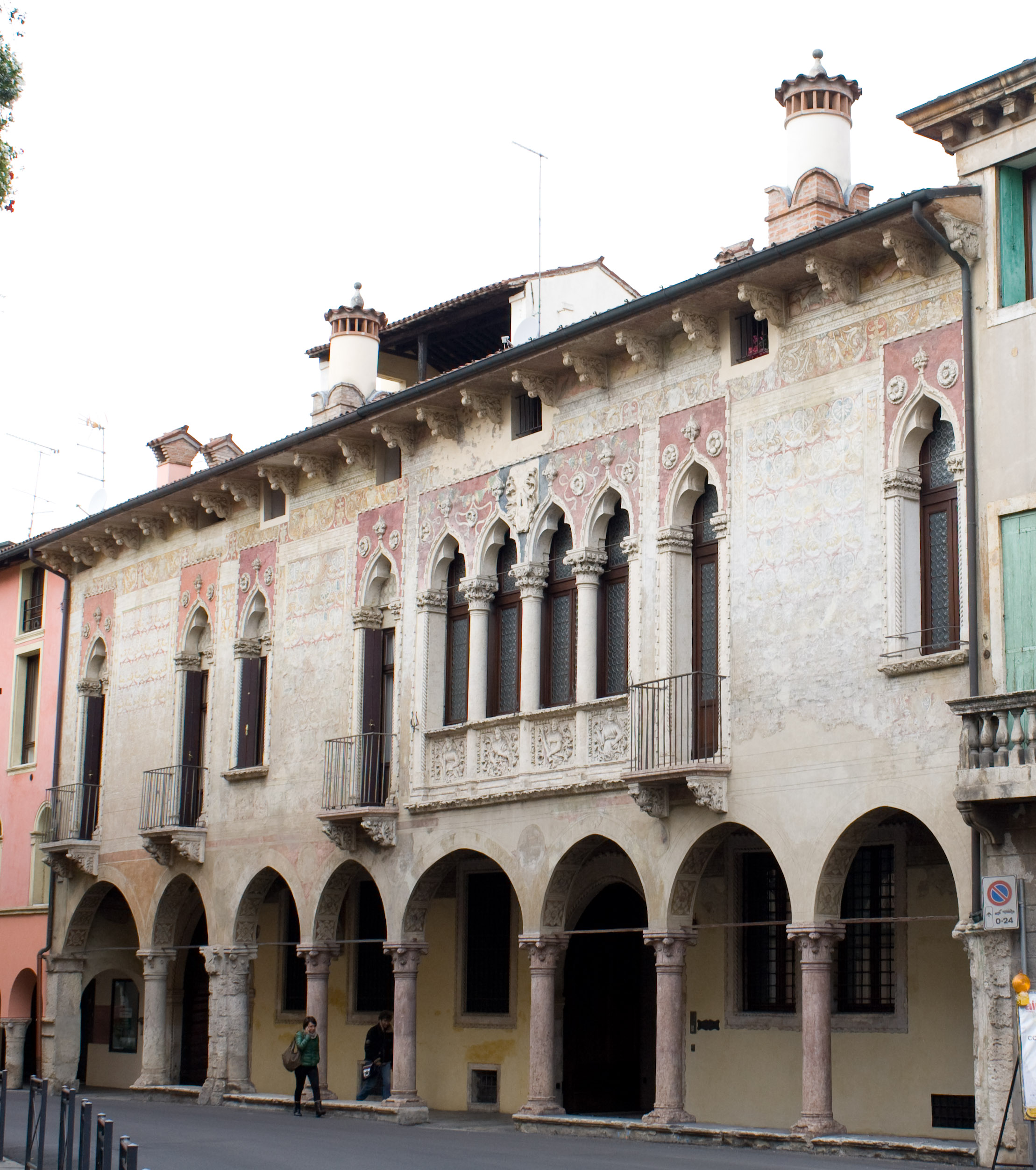
Palazzo Regaù, in Borgo San Pietro (ora Corso Padova), seconda metà del Quattrocento

Il Medioevo vicentino, attraversato da continui conflitti e mutamenti di potere, era stato piuttosto povero quanto ad architettura privata. Ma già nel XV secolo erano sorti in città palazzi raffinati e di grandi dimensioni - quelli dei Braschi e la Ca' d'Oro, quelli dei Sesso, dei Garzadori e dei Regaù per citarne solo alcuni - costruiti in stile gotico fiorito, che volevano rivaleggiare con i palazzi della Dominante.
L'originalità di Vicenza si ebbe però nel Cinquecento, quando in città emerse il grande architetto tardo-rinascimentale Andrea Palladio, che lasciò in eredità un insostituibile patrimonio di idee, concretizzate soprattutto nei palazzi che arricchirono il centro storico e nelle sontuose ville venete. Tra le opere principali la Basilica Palladiana, il Teatro Olimpico, il Palazzo Chiericati e la Villa Capra detta la Rotonda posta appena fuori dall'abitato.
La tradizione palladiana venne proseguita a Vicenza da Vincenzo Scamozzi e da altri architetti fino al XIX secolo, mentre il palladianesimo si propagò in tutta Europa.

#### La caduta della Repubblica di Venezia e la Municipalità provvisoria
Durante gli anni novanta del XVIII secolo le idee della Rivoluzione francese cominciarono a diffondersi anche nella società vicentina. Fu però l'avvio della campagna d'Italia che Napoleone intraprese nel 1796 a far emergere il dibattito sul possibile rovesciamento del sistema politico cui Vicenza era soggetta da quattro secoli.
Gli ideali della Rivoluzione furono condivisi da persone appartenenti a diversi strati sociali, che in seguito costituirono il nucleo della Municipalità democratica: rappresentanti di quella aristocrazia cittadina (come Antonio Trissino, Felice Piovene, Giacomo Breganze a Giovanni Scola) che non aveva mai digerito la subordinazione a Venezia, ma anche imprenditori, commercianti e professionisti della borghesia che negli ultimi decenni stava soppiantando il ceto nobiliare; non mancavano persone di umili condizioni e, seppur rari, esponenti del clero.
Nel giugno del 1796 la Repubblica di Venezia che, conscia della propria debolezza, voleva a tutti i costi mantenersi neutrale nel conflitto tra Napoleone e l'Impero asburgico, acconsentì al transito delle truppe sul territorio della Terraferma e così nel corso dell'anno anche il Vicentino vide francesi e austriaci spostarsi, insediarsi, requisire e svolgere operazioni militari, tra cui la sconfitta di questi ultimi nella battaglia di Bassano.
Nei primi mesi del 1797 l'esercito francese avanzò in Terraferma, occupando uno dopo l'altro i vari centri. Il 27 aprile 1797 trecento soldati francesi al comando del generale Giuseppe Lahoz Ortiz entrarono in Vicenza, dopo che il capitano veneziano Gerolamo Barbaro aveva abbandonato la città quasi di nascosto nella notte senza combattere. 
Immediatamente i giacobini, cioè gli esponenti filofrancesi, dichiararono decaduto il governo cittadino in carica e instaurarono una Municipalità provvisoria di 34 membri che giurò solennemente di "sostenere la Libertà, la Giustizia, l'Eguaglianza e la Virtù (mancava la Fraternità)", ma anche di rispettare la Religione cattolica. La Municipalità adottò subito anche vari provvedimenti per ingraziarsi il favore popolare, come la riduzione di prezzi, l'abolizione di dazi e l'abolizione dei titoli nobiliari.
Il centro della città si riempì di simboli rivoluzionari e filofrancesi: fu eretto in Piazza dei Signori l'albero della libertà, si tennero sfilate con bandiere tricolori e berretti frigi, la tradizionale Rua fu democratizzata. Nel mese successivo anche i centri minori del territorio seguirono l'esempio del capoluogo.
La Repubblica di Venezia cadde il 12 maggio 1797 e, al posto del doge, in Palazzo Ducale si insediò una Municipalità Provvisoria. Immediatamente, le città della Terraferma si ribellarono all'autorità di Venezia e istituirono proprie Municipalità. Per assicurare ordine al territorio, il 16 giugno 1797 Napoleone emanò un decreto che istituiva nell'ex-dominio veneto di Terraferma sette governi centrali, con il compito di coordinare le Municipalità sorte nei diversi Comuni.
Vicenza divenne così la sede del Governo centrale vicentino-bassanese che includeva, nonostante le loro proteste, anche Bassano e i Sette Comuni, che erano rimasti per quattro secoli autonomi da Vicenza, alle dirette dipendenze di Venezia. Questo Governo continuò la strada delle riforme che però, estranee al tessuto economico e sociale esistente, crearono molto scontento, peggiorarono la situazione di intere classi (ad esempio migliaia di domestici si trovarono improvvisamente senza lavoro) e fecero precipitare l'economia.
Si creò così una spirale perversa, che costrinse il governo centrale, per far fronte a costi rapidamente crescenti, ad adottare provvedimenti ancor più impopolari come requisizioni e prestiti forzosi (un'imposizione di 400.000 lire venete il 10 maggio 1797). Il governo si inimicò anche il clero, fino ad allora collaborativo, quando adottò misure che limitavano i suoi privilegi. Un ulteriore ostacolo venne dal comportamento dei francesi, sui quali si appoggiava il governo, che tentavano di arruolare i giovani nell'esercito per continuare la guerra in Germania e, soprattutto, requisivano l'argenteria delle chiese e saccheggiarono il Monte di Pietà.
La situazione si faceva sempre più critica sotto tutti gli aspetti e stava per precipitare quando, il 17 ottobre, fu improvvisamente risolta in un modo che quasi nessuno si aspettava: con il Trattato di Campoformio Napoleone cedette il Veneto agli austriaci. Questi entrarono in Vicenza il 19 gennaio 1798 tra ali di popolazione in festa. I maggiori esponenti della Municipalità furono arrestati, confinati o preferirono l'esilio al seguito delle armate napoleoniche.
Finì così il periodo di autogoverno durato pochi mesi e si smorzarono, più per la delusione che per le vicende politiche e militari, gli entusiasmi per gli ideali della Rivoluzione.

## Età contemporanea
Con l'arrivo dei francesi nel 1797 e la caduta della Repubblica di Venezia, nel Veneto si assistette ad un cambio epocale. Il sistema politico basato sull'oligarchia del patriziato veneziano era considerato talmente superato che, quando il Congresso di Vienna restaurò l'ordine precedente, neppure prese in considerazione la rinascita della Serenissima.
Tra le diverse teorie sulla periodizzazione delle epoche e la datazione della fine dell'età moderna e l'inizio di quella contemporanea, possiamo quindi scegliere la più classica, che fa riferimento al cambio di regime operato dalla Rivoluzione francese - nel nostro caso la Caduta della Repubblica di Venezia - ritenendola la più adeguata al Veneto e a Vicenza.

### Vicenza dalla caduta della Repubblica Veneta all'annessione all'Italia

#### Vicenza e l'Impero francese

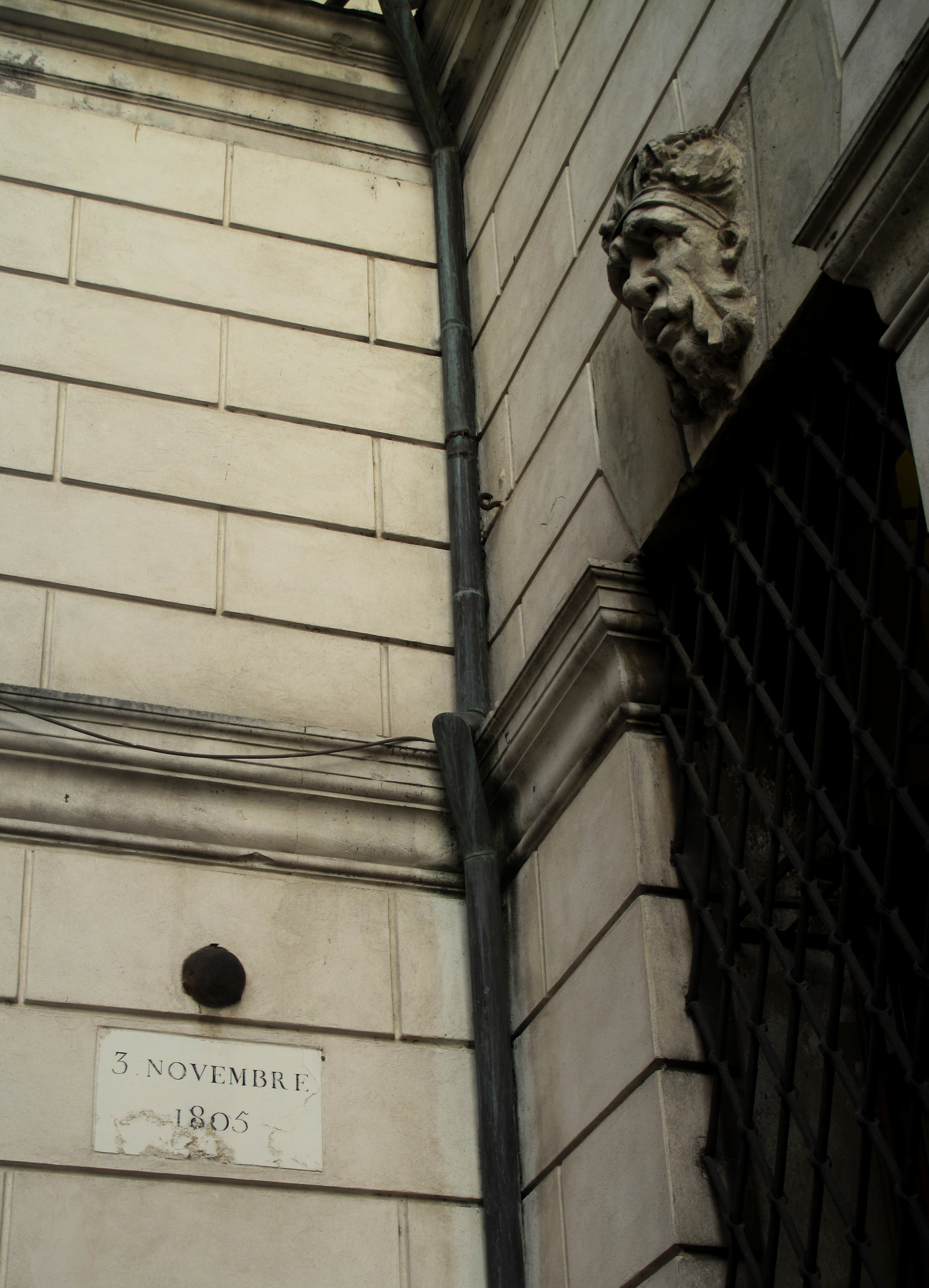
Vicenza, Palazzo Loschi Zileri Dal Verme in corso Palladio. Palla di cannone infissa nella facciata durante i combattimenti franco-austriaci, il 3 novembre 1805.

Dopo pochi mesi di occupazione (dall'aprile 1797 al gennaio 1798) a Vicenza e nel Veneto, in base agli accordi del Trattato di Campoformio, ai francesi subentrarono quindi gli austriaci, gioiosamente accolti dai vicentini. Il vescovo Peruzzi si schierò apertamente con gli austriaci, che intendevano portare il risorgimento della santa morale e il libero esercizio della religione cattolica - che abrogarono molte delle decisioni prese dalla Municipalità provvisoria e riportarono in vigore la situazione precedente all'invasione napoleonica.
I francesi ritornarono nuovamente in città per pochi mesi tra il 1800 e il 1801, ma la pace di Lunéville ridiede Vicenza e il Veneto agli austriaci. Nell'autunno del 1805, dopo aver sconfitto le truppe imperiali nella battaglia di Caldiero il 30 ottobre, i francesi si diressero verso la città di Vicenza, dove entrarono senza quasi colpo ferire il 4 novembre 1805, per la terza volta. In seguito alla pace di Presburgo che ridiede il Veneto, l'Istria e la Dalmazia alla Francia, Vicenza venne annessa al Regno d'Italia - parte dell'Impero francese - e vi rimase fino al novembre 1813.
Otto anni che permisero di attuare varie riforme. L'organizzazione amministrativa si articolò in Dipartimenti e Vicenza con il suo territorio fece parte del Dipartimento del Bacchiglione. Fu introdotto il Codice napoleonico ispirato ai principi della Rivoluzione francese, furono istituite l'anagrafe (fino ad allora il registro dello stato civile era tenuto dalle parrocchie) e la gendarmeria, soppressi gli ordini religiosi e chiusi molti conventi. La città divenne sede di nuove istituzioni: la Camera di commercio, il Ginnasio e il Liceo, il Giudice di pace, il Monte Napoleone che incamerava molti beni ecclesiastici e doveva gestire la pubblica assistenza.
Alla base del nuovo regime, subordinato alle autorità francesi, vi era un nuovo ceto di notabili possidenti, una nuova classe dirigente che nacque dalla fusione tra la vecchia nobiltà e la borghesia in ascesa.
Queste riforme, ma soprattutto l'aumento delle tasse e l'imposizione della leva militare obbligatoria crearono molto scontento: esso si espresse in tumulti - nel 1809 ci furono rivolte che vennero soffocate nel sangue in tutto il Veneto - che però vennero duramente repressi dai francesi. La repressione portò ad una calma apparente, ma portò pure ad una massiccia renitenza alla leva con numerose diserzioni e di riflesso ad un aumento del brigantaggio.

#### Vicenza e il Regno Lombardo-Veneto
Dopo le sconfitte francesi, prima in Russia e poi nella battaglia di Lipsia, vi furono manifestazioni di giubilo popolare nella speranza che un nuovo governo portasse ad una vita migliore, a un ritorno dei molti che erano dovuti andare in esilio e alla riduzione dell'oppressione fiscale.
Il 5 novembre 1813 gli austriaci rientrarono a Vicenza e questa volta vi si insediarono stabilmente. L'occupazione fu ratificata dal Congresso di Vienna e nel 1815 tutta la regione - e con essa Vicenza - fu inclusa nel nuovo stato, il Regno Lombardo-Veneto, facente parte dell'Impero austriaco. Le leggi francesi furono sostituite da quelle austriache, ma non tutto venne cambiato: ad esempio la normativa sulle sepolture rimase quella francese e altre istituzioni cambiarono nome ma mantennero la struttura già operante; anche l'organizzazione amministrativa rimase simile.
Nel 1816 l'imperatore Francesco I d'Austria giunse in visita a Vicenza e in quest’occasione nacquero il rettilineo di Campo Marzo e il ponte di Santa Libera. Quest’ultimo ospitava una targa che ne spiegava le ragioni di costruzione, oggi esposta ai giardini del Teatro Olimpico.
Il periodo di guerra non era trascorso invano, per quanto riguarda la coscienza politica maturata soprattutto nelle classi più elevate della popolazione, in particolare la borghesia cittadina. Rispetto ad altre città, però, Vicenza fu abbastanza tranquilla: anche qui si costituì una loggia massonica e qualche movimento carbonaro, come quello dei masenini, che aveva il suo centro a Verona. La polizia austriaca riuscì sempre a reprimere i tentativi di insurrezione.

#### Il Quarantotto a Vicenza

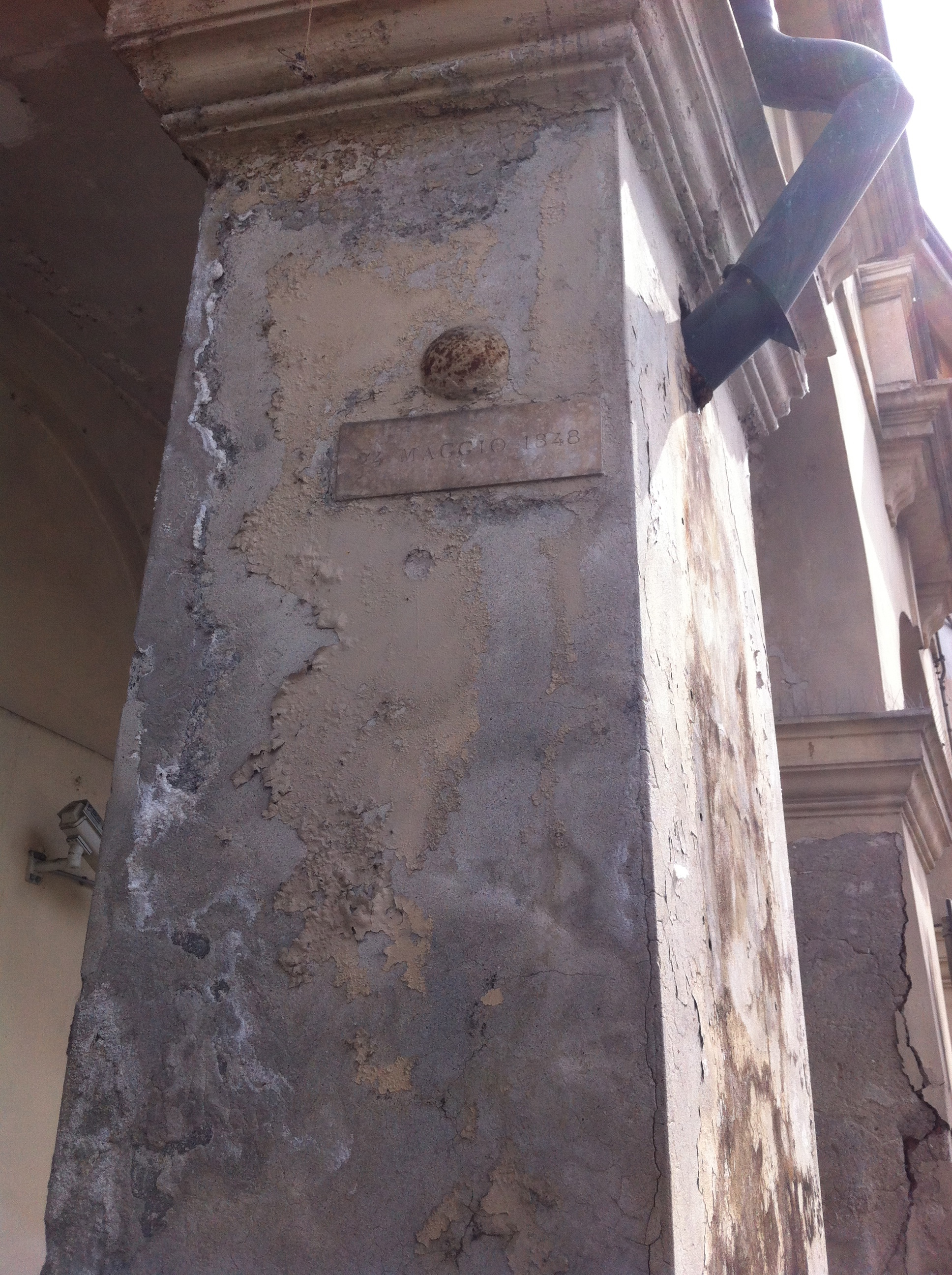
Palla di cannone austriaca sparata il 24 maggio 1848 durante l'assalto alla città, infissa in uno dei pilastri in Piazza Castello

Nel 1848 scoppiò in tutta Europa una serie di moti rivoluzionari. Da marzo le rivolte divamparono anche nel Lombardo Veneto, dove insorsero Milano e Venezia. Il 23 marzo il Regno di Sardegna attaccò l'esercito asburgico, il quale dovette ritirarsi nelle Fortezze del Quadrilatero. Anche Vicenza fu sgombrata il 24 marzo e immediatamente si costituì un governo provvisorio formato da una ventina di persone appartenenti a tutte le classi sociali, tra le quali Valentino Pasini, don Giuseppe Fogazzaro e Sebastiano Tecchio.
Sicché i colori Austriaci (oh dolore!) sventolano a scherno o a spavento su quelle nobili Torri e le lastre Vicentine risuonano sotto il piè ferrato de' fuggitivi di Goito
[…]
Quando le Città italiane conte per gentilezza di costumi, per ricchezza di tesori artistici, per invidiati monumenti, combattono a modo Milanese e Vicentino, la Causa Nazionale non può soccombere - deve trionfare - ha già trionfato! - Imitiamo i Fratelli!.
VIVA L'ITALIA. BENEDETTA IN ETERNO VICENZA.»
(Manifesto del Governo Provvisorio di Modena, Reggio, Guastalla ec., 14 giugno 1848)
In un primo momento questo gruppo, influenzato dal Pasini, aderì al governo veneziano di Daniele Manin, tanto che il 1º aprile si trasformò in Comitato provvisorio dipartimentale alle dipendenze di Venezia. Dopo la sconfitta nella battaglia di Sorio, però, prevalse la componente filosabauda del Tecchio, che mandò una delegazione al re Carlo Alberto. Un plebiscito del 16 maggio ebbe il risultato di 56.328 voti in favore dell'immediata adesione al Regno di Sardegna (contro 520 per un'adesione dilazionata). Al nuovo corso politico fu moderatamente favorevole anche una parte del clero - il papa Pio IX in un primo momento aveva inviato truppe pontificie sotto il comando del generale Giovanni Durando - al punto che il vescovo Giuseppe Cappellari affermava "abbiamo benedetto, benediciamo e benediremo sempre alle vostre spade e alle vostre bandiere".
Il 23 e 24 maggio, il feldmaresciallo Josef Radetzky attaccò la città per reprimere l'insurrezione. I volontari vicentini e le truppe pontificie giunte in loro soccorso, guidati dal comandante Giovanni Durando, riuscirono a bloccare gli austriaci facendoli ritirare a Verona. La notizia dell'eroica impresa fece il giro delle città insorte.
Il 10 giugno Radetzky attaccò nuovamente la città con 30.000 soldati e 50 cannoni. La sproporzione era enorme (a difendere la città erano in 11.000 tra volontari e soldati con due soli cannoni) e gli austriaci riuscirono a posizionare i cannoni su Monte Berico, minacciando il bombardamento della città: Vicenza era ormai indifendibile. Radetzky però rimase impressionato dal coraggio e dalla caparbietà dei difensori berici e venne accordata loro la resa con l'onore delle armi, consentendo ai combattenti di lasciare la città senza essere presi prigionieri.

#### Dal Quarantotto all'annessione al Regno d'Italia
Con l'11 giugno iniziava l'occupazione militare austriaca di Vicenza. Già lo stesso giorno i conventi della città furono trasformati in ospedali militari mentre le ville dei dintorni divennero luoghi di convalescenza per i reduci delle battaglie combattute tra la Lombardia ed il Veneto. 
Il primo periodo fu il più duro. Il governo civile della città venne restaurato solamente alla fine dell'estate e nel frattempo ogni potere venne mantenuto dalle autorità militare che, preoccupata della sicurezza, emanava proclami a getto continuo rendendo difficile la vita ai cittadini. Poi il ferreo controllo si fece un po' meno duro anche se imposizioni, tassazioni e balzelli vari continuarono a pesare sulla popolazione (per fare un esempio, Monte Berico rimase interdetto ai civili sino al 1857).
Nel 1857 la giovane coppia imperiale, composta da Francesco Giuseppe I d'Austria e dalla famosa Elisabetta (Sissi), che allora aveva vent'anni, fece un tour propagandistico nel Lombardo-Veneto, partendo da Venezia e proseguendo per Padova, Vicenza, Verona, Brescia e Milano, sperando di attirare simpatie. Tutte le città italiane accolsero i sovrani asburgici con tributi modesti e formali, con scarso calore. A Vicenza Francesco Giuseppe fece restaurare la tela con la "Cena di san Gregorio Magno" di Paolo Veronese, danneggiata dai soldati austriaci durante i moti a Monte Berico, mentre Sissi visitò l'odierno istituto Farina, che allora accoglieva 300 bambine, accolta dal vescovo e dalla superiora delle suore dorotee, Redenta Olivieri; la nobiltà vicentina però disertò gli spettacoli organizzati per l'occasione al Teatro Olimpico.
La maggior parte dei membri del Comitato vicentino aveva preso la strada dell'esilio e da lì svolgeva un'attiva propaganda in favore dell'annessione all'Italia sotto casa Savoia. Si trattava soprattutto di appartenenti alla classe media liberal-moderata - tra cui Alberto Cavalletto e Sebastiano Tecchio - riuniti nel Comitato centrale dell'emigrazione veneta a Torino, che si mostravano diffidenti nei confronti dei mazziniani del Partito d'azione che avevano un qualche seguito a Vicenza. Andarono invece esuli a Firenze i professori del Seminario vescovile don Giovanni Rossi e don Giuseppe Fogazzaro.
Frequenti furono le manifestazioni anti-austriache in città e nel territorio, sempre prevenute o represse dall'efficiente polizia asburgica, favorita spesso da delatori, che procedeva all'arresto dei patrioti. Tra gli arrestati vi furono anche Giovanni Lucchini e G. Bacco, coinvolti nel processo di Belfiore, condannati alla pena di morte ma poi amnistiati.
La Terza guerra di indipendenza del 1866 "passò quasi inosservata a Vicenza, pur trovandosi la città relativamente vicina alla zona delle operazioni militari". Nella notte tra il 12 e il 13 luglio le truppe austriache abbandonarono la città e il mattino entrarono quelle italiane del generale Cialdini. Dieci giorni dopo arrivava il commissario del re Antonio Mordini, dotato di pieni poteri. Il 21 e 22 ottobre 1866 si svolse il plebiscito che decretò il passaggio del Veneto al Regno d'Italia.
Nello stesso ottobre il Re Vittorio Emanuele II, giunse a Vicenza per consegnare la Medaglia d'oro al valor militare per l'eroismo dimostrato dai patrioti nel difendere la città.

#### Il nuovo ruolo della città nell'Ottocento
Fin dall'arrivo dei francesi, nel 1797, il rapporto tra Vicenza e il suo territorio era radicalmente cambiato.
Il Codice napoleonico prima e il Codice austriaco poi avevano introdotto il principio dell'eguaglianza di tutti i cittadini di fronte alla legge, senza più distinzione tra gli abitanti della città e quelli del contado. La città di Vicenza era quindi divenuta il capoluogo amministrativo del territorio, senza più le caratteristiche di predominio sulla campagna e sulle comunità rurali che, con il Privilegio del 1404, era riuscita a conservare durante tutto il periodo di soggezione alla Serenissima. Al momento dell'annessione al Regno d'Italia, fu eletta una Giunta amministrativa provinciale, nettamente distinta dalla Giunta municipale della città, tanto che i membri dell'una non potevano partecipare all'altra.
Il principio di eguaglianza, che pure non aveva eliminato le disparità di ordine politico e sociale tra i cittadini, pose le basi per un ricambio della classe dirigente. Con la fine del sistema oligarchico, che riservava i posti di governo al ristretto numero delle famiglie patrizie, la nuova modalità per accedere alle cariche politiche e amministrative fu la presentazione della candidatura alle elezioni, supportata da un partito politico.

### Dall'annessione all'Italia alla prima guerra mondiale

#### Vicenza e la politica italiana

Il deputato, poi senatore vicentino Fedele Lampertico

Il deputato vicentino Paolo Lioy

Già nel novembre del 1866, subito dopo l'annessione del Veneto all'Italia, i vicentini parteciparono alle elezioni politiche generali per la formazione della Camera dei Deputati. Poiché la provincia era suddivisa in sette circoscrizioni elettorali, anche i centri minori acquisirono la possibilità di designare propri rappresentanti. Il primo deputato eletto nel collegio di Vicenza fu Fedele Lampertico, il più autorevole tra i moderati vicentini, che rimase in carica fino al 1870 e dal 1873 fu nominato Senatore del Regno.
Nel 1867 l'approvazione della legge sulla liquidazione dell'asse ecclesiastico e sulla soppressione degli ordini religiosi mise in difficoltà le coscienze dei vicentini più legati alla Chiesa e lo stesso Lampertico - che pure l'anno prima era stato favorevole alla legge - votò contro.
Ma fu la presa di Roma nel 1870 ad infiammare gli animi e a dividere in fazioni i vicentini. Da una parte il Consiglio comunale all'unanimità applaudiva per il raggiungimento dell'unità nazionale e i giornali locali El Visentin, Il Brenta, Il Giornale della provincia di Vicenza descrivevano l'evento con toni trionfali, dall'altra i clericali si rinchiudevano in un silenzio che preludeva a una più o meno sotterranea opposizione - che si fece sentire soprattutto nei centri minori - al governo centrale.
Il 1876 vide, a livello nazionale, la caduta della Destra storica ed anche i collegi elettorali vicentini - a parte quello di Valdagno - elessero deputati della Sinistra storica. A Vicenza fu eletto Giuseppe Bacco, che però morì un anno dopo: nuove elezioni parziali riportarono in Parlamento un moderato come Paolo Lioy, già deputato dal 1870 al 1876. Con il supporto dell'elettorato cattolico, che temeva l'avvento dei socialisti, la città elesse deputati liberal-moderati (come Felice Piovene e Antonio Teso) che rimasero in carica fino alla prima guerra mondiale.

#### Il governo della città dall'annessione alla prima guerra mondiale
Le prime elezioni amministrative, tenute secondo l'ordinamento giuridico italiano per la costituzione del Consiglio comunale di Vicenza, si tennero il 29/30 settembre 1866 ed espressero una maggioranza moderato-conservatrice che non fu scalzata fino agli inizi del XX secolo.
Durante gli anni settanta si organizzò gradualmente - in città come in provincia - una forza cattolica molto intransigente nella sua opposizione allo Stato borghese, laicista e sordo ai bisogni dei ceti meno abbienti, che ebbe come propri organi di stampa Il Berico e, nella zona di Breganze, La Riscossa, diretta dai fratelli Scotton. Dal punto di vista sociale essa era molto attiva nella creazione di tutta una serie di Società cattoliche operaie e contadine, a carattere prevalentemente assistenziale e con un'impostazione mutualistico-cooperativa.
Questa forza, che tentò più volte di eleggere propri rappresentanti nel Consiglio comunale cittadino, non riuscì però mai a creare una consistente rappresentanza autonoma e dovette rassegnarsi a supportare le liste liberal-moderate. Soltanto nel 1896 venne formata la prima giunta comunale cattolica, esperimento unico in Italia. Questo evento diede però luogo a disordini - nel clima ancora infuocato per il dissidio tra la monarchia sabauda e il papato - che la Giunta non riuscì a gestire, così che fu sciolta dal governo centrale pochi mesi dopo e nuovamente sostituita da una Giunta moderata.
Nel 1891 fu fondato in Vicenza il primo Circolo socialista, la cui azione decollò molto lentamente, in parte per contrasti interni ma soprattutto perché vivacemente ostacolata dal più robusto movimento cattolico (rinvigorito dal punto di vista sociale dalla recente enciclica di papa Leone XIII Rerum Novarum).
Il connubio con i moderati trascinò i cattolici all'opposizione quando, nel 1909, cadde la Giunta conservatrice di Angelo Valmarana e il Consiglio comunale fu conquistato dall'Unione dei partiti popolari, che aggregava radicali, socialisti e repubblicani. Quattro anni dopo le elezioni furono nuovamente vinte dai liberali, ma questa volta senza l'apporto dei cattolici, che si ritrovarono tra loro divisi e confusi, nonostante la mano ferma dimostrata dal nuovo Vescovo di Vicenza, Ferdinando Rodolfi.

### Dalla prima alla seconda guerra mondiale

#### Vicenza e la Grande Guerra
1915
- 14 settembre ore 7,50: 10 bombe, 10 feriti; colpiti l'Osteria in via Forti S.Lucia (oggi via Zambeccari) che da quel giorno è chiamata Alla Bomba, il Cimitero Maggiore con pochi danni, l'Educandato Istituto Farina con pochi danni
- 18 settembre ore 8,00: 8 bombe, 5 delle quali ai lavatoi di ponte degli Angeli, morta causa ferite riportate Maria Alberti e 5 feriti
- 22 settembre: una bomba colpisce la Prefettura nella Loggetta dell’appartamento del Prefetto
- 18 novembre ore 10,00: incursione nel giorno di mercato, le bombe cadute non esplodono

1916
In primavera durante un attacco a Padova rimangono uccisi 2 vicentini; Bassano subisce un attacco in cui vengono uccisi 2 bambini
- 18 maggio: 2 incursioni, 10 bombe, 6 feriti
- 19 maggio: 2 incursioni; la prima colpisce il cornicione di Casa Zambelli a San Marco esplodendo poi nel cortile con danni lievi, la seconda presso l’Arsenale Ferroviario a Sant'Agostino e in un prato in località Gogna
- 20 maggio, sabato: attacco di 3 aerei dalle 6,17 alle 9,10, 1 bomba colpisce 3 soldati della 5 Compagnia Sussistenza all’Arsenale Ferroviario in via Cesare Lombroso, due muoiono sul colpo e la domenica successiva, vengono commemorati dalla cittadinanza con funerale solenne
- 21 maggio: 2 attacchi senza danni
- 22 maggio: 1 attacco con 2 bombe alla Stazione Ferroviaria gremita di soldati, non ci sono vittime o feriti
- 25 maggio: 2 incursioni senza danni
- 2 giugno: un'incursione dalle 6,00 alle 8,55 con 10 bombe; 1 ferito, colpiti il palazzo Chiaradia (ora Bonazzi) in piazza Castello con danni considerevoli e casa Belli in corso Principe Umberto, di fronte a palazzo Trissino
- 11 giugno: 2 incursioni dalle 8,30 alle 9,50 pochi danni, dalle 11,49 alle 12,06 con 5 morti. Nel primo attacco colpito Ospedale Militare della Riserva al Seminario Vescovile nel lato nord sopra il Reparto Chirurgico, qualche danno al tetto, un’altra bomba cadde in P.zza G. Garibaldi, causando 5 morti. 2 R.R. Carabinieri e 3 Civili, i feriti furono visitati dal Vescovo e dal Sindaco che abitavano nelle vicinanze
- 16 giugno: un'incursione con 3 bombe senza danni
- 25 giugno: 2 incursioni senza danni
- 27 giugno: 2 incursioni senza danni
- 6-7-8-9-11-16-17-22-23-25-27-30 luglio: 12 incursioni con pochi danni
- 4 agosto: nella Stazione Ferroviaria di Bassano, un aereo nemico colpisce con una bomba un treno di munizioni che esplode causando la morte di un soldato
- 22 settembre: 2 incursioni con pochi danni
- 23 settembre: 2 incursioni con pochi danni
- 24 settembre: 2 incursioni con pochi danni
- 13 ottobre: 2 incursioni con pochi danni
- 1º dicembre venerdì: un attacco aereo dalle 11,40 alle 12,16, sganciate 7 bombe, una cade vicino a Porta S. Lucia, una in Borgo Scroffa, un’altra vicino al Panificio Militare a S. Felice, una scoppia nel sottotetto di S. Corona, un’altra colpisce il carcere di S.Biagio che al momento aveva solamente 19 detenuti e 5 guardie carcerarie; non ci furono feriti e i detenuti vengono trasferiti nelle carceri di Lonigo

1917
- Nella notte tra il 18 e 19 febbraio, passa su Vicenza il dirigibile “M3” per bombardare il nodo ferroviario di Calliano, fra Trento e Rovereto
- Nella notte tra il 31 dicembre 1917 e il 1º gennaio 1918 2 incursioni dalle 22,30 alle 0,30; nella prima vengono sganciate 15 bombe, con danni materiali, 4 morti (2 militari e 2 civili), 15 feriti (12 militari e 1 civile) a Campo Marzo e in via Pedemuro S.Biagio; nella seconda altri 10 feriti di cui 3 gravi e viene colpito l’Ospedale Militare della Riservain via Riale

1918
- 18 febbraio: incursione dalle 19,00 alle 20,08 con 18 bombe, 7 morti, 26 feriti. I morti sono tutti soldati, 4 in via Carmini e 3 in via del Quartiere, 1 bomba esplode vicino all’Ospedale a S. Felice, una a casa Viola a S. Agostino di fronte all'ex pellagrosario, altre all’Istituto degli Esposti a S. Rocco e all'Orfanotrofio Femminile della Misericordia
- 20 febbraio 1918: 2 attacchi, il primo viene arrestato a Povolaro grazie alla contraerea, l’altro riesce ad aggirare le difese e a gettare 8 bombe sulla città. Una bomba colpisce palazzo Scroffa, uccidendo 3 ragazzi che stanno facendo musica e non fanno in tempo a scendere nel rifugio

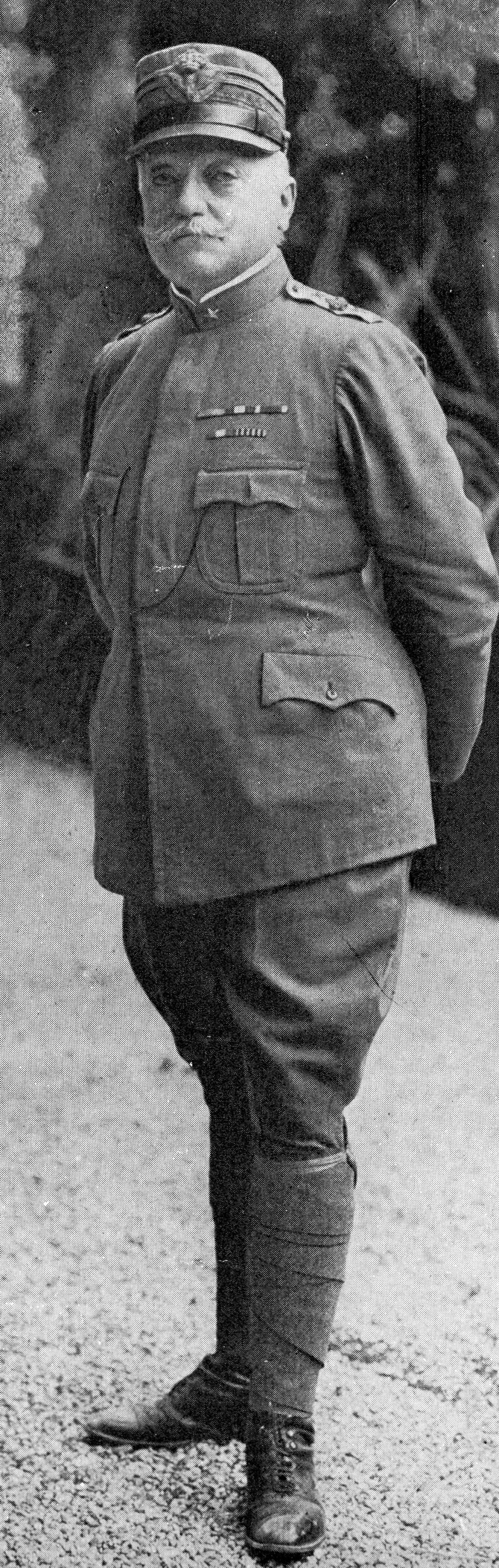
Il generale Guglielmo Pecori Giraldi, capo della I Armata, stanziata sugli altopiani vicentini. Risiedeva a Palazzo Trissino Baston.

Il 23 maggio 1915, quando fu annunciata l'entrata in guerra dell'Italia, la città e la provincia di Vicenza furono dichiarate "Zona di guerra" e si trovarono immediatamente coinvolte nelle operazioni. Nei giorni precedenti contingenti militari si erano acquartierati in alcuni collegi della città e il Seminario vescovile era stato destinato ad ospedale militare e lo sarebbe stato per tutta la durata della guerra, accogliendo quasi 150.000 feriti. Scattò l'obbligo dell'oscuramento e 4.000 abitanti dell'alta Valle dell'Astico furono evacuati dai loro paesi e spostati nella parte occidentale della provincia. Il giorno dell'annuncio Piazza dei Signori si riempì di folla eccitata, che il sindaco Luciano Muzani arringò dalla Loggia del Capitaniato.
I primi mesi di guerra furono abbastanza tranquilli - a parte alcune incursioni aeree, di cui una in città nel mese di settembre - ma il 15 maggio 1916 ebbe inizio la Strafexpedition: le truppe asburgiche sfondarono il fronte italiano, dilagarono sugli altopiani di Tonezza e di Asiago e calarono in pianura fino ad occupare Arsiero. L'ordine di evacuazione interessò decine di migliaia di persone della montagna e della fascia pedemontana e per qualche giorno sembrò dovesse essere applicato anche al capoluogo.
Nel mese seguente il tempestivo afflusso di rinforzi italiani riuscì a bloccare l'avanzata degli austriaci, che si attestarono su posizioni più arretrate e la situazione rimase in stallo per un altro anno, con battaglie cruente che però cambiavano di poco le rispettive posizioni. Vicenza viveva però la sensazione di pericolo incombente, rammentato quasi quotidianamente dalle incursioni aeree che martellavano la città e la pianura.
La vita in città era molto pesante: il centro storico e i sobborghi erano sovraffollati per la presenza sia dei profughi che dei militari, la legna e il carbone coke per il riscaldamento e per la cucina (l'inverno 1916-17 fu uno dei più nevosi e gelidi del secolo) erano razionati, così come i viveri e il petrolio per l'illuminazione. Disagi e sacrifici che, insieme con la stanchezza per il protrarsi del conflitto, provocavano un crescente distacco tra i combattenti e la maggior parte della popolazione. Nello stesso tempo le autorità esercitavano una pressione forte e spesso ingiustificata contro le lagnanze, che venivano interpretate come disfattismo.
La rotta di Caporetto peggiorò ulteriormente la situazione alla fine di ottobre 1917. Il timore dell'avanzata austriaca provocò un nuovo esodo della popolazione vicentina - una consistente parte della borghesia cittadina se ne andò - facendo così spazio a folle di profughi e di militari che provenivano dal fronte. Il problema degli approvvigionamenti si aggravò, anche perché il Supremo Comando ordinò la requisizione dei depositi di viveri e la distruzione degli impianti industriali, per evitare che cadessero in mano nemica. Il capo della I Armata dislocata sugli altopiani, il generale Pecori Giraldi - che risiedeva stabilmente a Palazzo Trissino - concordò con l'Armata francese, arrivata come rinforzo, un piano per trincerare i dintorni della città, che divennero così durante l'inverno 1917-18 un enorme cantiere.
Nel 1918 la situazione volse nuovamente in favore degli italiani. Alla fine di gennaio con la battaglia "dei tre monti" ricominciò la controffensiva italiana e la vittoria ridiede vigore alle truppe, che sfilarono a Vicenza il 3 febbraio in un'imponente manifestazione. Il 15 maggio al generale Pecori Giraldi venne conferita la cittadinanza onoraria della città nelle trincee del Monte Cengio. Poi, a poco a poco e nonostante l'ancor vigorosa resistenza austriaca, tutto il territorio fu riconquistato. Il 4 novembre entrò in vigore l'armistizio e Vicenza festeggiò l'evento con manifestazioni imponenti.
Con il Decreto Sovrano del 28 marzo 1920, in riconoscimento del valore dimostrato da Vicenza durante il periodo bellico, la bandiera della città fu insignita della Croce al merito di guerra. Per ricordare i 743 caduti della città, fu realizzato a Monte Berico il Piazzale della Vittoria, dal quale lo sguardo spazia su tutte le montagne, dalle Piccole Dolomiti al Monte Grappa, che furono teatro della Grande Guerra.

#### Il primo dopoguerra e la nascita del fascismo a Vicenza
Alla fine della guerra, Vicenza e il suo territorio dovevano far fronte agli enormi problemi comuni a tutt'Italia - la scarsità di generi di prima necessità, l'inflazione e l'aumento del costo della vita - ai quali si aggiungevano i problemi derivanti dalle estese distruzioni, specialmente nelle zone di montagna, dalla necessità di ricostruire, di veder risarciti i danni di guerra. Ancora più gravi, i problemi sociali: l'impoverimento della maggior parte della popolazione di fronte all'arricchimento di alcuni, che dalla guerra avevano tratto profitto. Questo malessere si espresse sul piano politico nel 1919, al momento delle prime elezioni generali del dopoguerra, le prime tenute a suffragio universale maschile e che videro come protagonisti non più singoli notabili, ma i partiti di massa.
Nella provincia di Vicenza esse furono vinte dal Partito popolare - che era stato fondato nello stesso anno e raccoglieva i voti dei cattolici - che ottenne il 50% circa dei voti, grazie alla sua grande capacità di penetrazione, veicolata attraverso le organizzazioni parrocchiali, così numerose, efficienti ed amate nel Vicentino, che svolgevano un'azione allo stesso tempo religiosa, sociale e politica. In città questa percentuale fu un po' minore, qui era forte anche il Partito socialista, che raccoglieva una parte dei ceti medi di tradizione anarchica e del proletariato urbano. Le elezioni del 1921 confermarono sostanzialmente i due partiti maggiori, ma espressero anche un deputato vicentino fascista.
Il primo Fascio di combattimento nacque a Vicenza nel novembre 1920, trovando aderenti - oltre che tra gli studenti, in particolare quelli dell'Istituto Rossi - in quella parte della borghesia che non si riconosceva né nei partiti di massa né nella vecchia classe dirigente, considerata incapace di garantire l'ordine sociale. Nell'insieme il fascismo si sviluppò nel 1921, quando questo Fascio si alleò con i Fasci agrari del Basso Vicentino, fornendo ad essi il supporto squadrista. Fu favorito dall'inerzia dell'esercito, dei carabinieri e delle autorità civili. Sempre nello stesso anno, fu lacerato al suo interno tra l'ala moderata, sostanzialmente concorde con la svolta di Mussolini - intesa a far cessare le violenze e le spedizioni punitive - e l'anima squadrista del movimento.
Nel 1922 i fascisti misero a segno a Vicenza alcune azioni violente. In luglio e in agosto assaltarono l'Unione del Lavoro e la Camera del Lavoro, rispettivamente le sedi dei sindacati cattolico e socialista, e in settembre sfilarono per le vie della città. Il 14 ottobre occuparono il municipio di Vicenza ottenendo le dimissioni dell'amministrazione socialista; nella notte tra il 27 e il 28 ottobre occuparono la stazione ferroviaria, il palazzo delle poste e la centrale telefonica; la mattina seguente anche la prefettura, la questura, le caserme e le aziende municipalizzate. Tutte queste azioni, svolte in coincidenza con la marcia su Roma, ebbero un enorme impatto psicologico in città, dando l'impressione di un totale disfacimento del potere statale e favorendo l'ascesa di Mussolini.

#### Il ventennio fascista a Vicenza

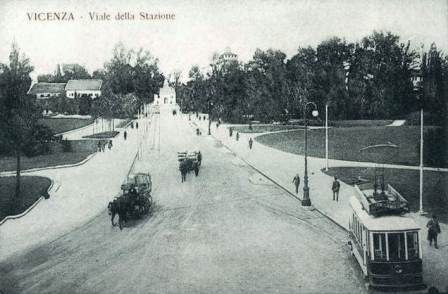
Il Viale della stazione negli anni venti, in una cartolina d'epoca

Allo scioglimento del consiglio comunale di Vicenza fece seguito nel 1923 l'indizione di nuove elezioni amministrative. Furono presentate due liste, una di fascisti e liberali e l'altra concordata con alcuni commercianti. La vittoria della prima dipese anche dal fatto che popolari, socialisti, demosociali e repubblicani non presentarono liste locali, più per contrasti interni che per una reale pressione dei fascisti, che invece si faceva sentire nei centri minori e nelle campagne. La percentuale dei votanti non raggiunse il 30%.
Nell'aprile 1924 invece, quando in Italia si svolsero le ultime elezioni generali prima di quelle del 1948, in città le due liste socialiste conseguirono la maggioranza relativa.

### La seconda guerra mondiale
La seconda guerra mondiale invece colpì duramente la città, che fu gravemente danneggiata da 12 bombardamenti angloamericani succedutisi dal 25 dicembre 1943 al 28 aprile 1945, aventi come obiettivo il suo scalo ferroviario e il suo aeroporto. Il 2 aprile 1944 in particolare fu colpito il sud del centro storico, con la distruzione di numerosi palazzi, come il palazzo Civena palladiano, e dei due principali teatri della città, il Verdi e l'Eretenio. Il 17 e 18 novembre 1944, in due giorni, furono scaricate sul quadrante nord della città 25 000 devastanti "bombe a spillo" (bombe dirompenti antiuomo) che provocarono oltre 500 morti. Molti vicentini ricordano molto bene la sera del 18 marzo 1945, quando un'incursione aerea martellò a lungo la città con spezzoni incendiari e fu più intensa nel centro storico. In quel bombardamento fu colpito il cuore di Vicenza: la torre Bissara e la Basilica Palladiana, la cui copertura arse tutta la notte e crollò rovinosamente; fu una grave ferita per l'orgoglio vicentino.
Il patrimonio urbano di Vicenza subì ingenti danni in conseguenza dei bombardamenti. Tra i monumenti e gli edifici storici, subirono gravi danni il Duomo, la basilica dei Santi Felice e Fortunato, le chiese di San Gaetano, Santa Corona e San Filippo Neri, la Basilica Palladiana, l'Arco delle Scalette, la Ca’ d’Oro, il Palazzo Vescovile, il Palazzo Valmarana, il Palazzo Trissino, il Palazzo del Monte di Pietà e numerosi altri palazzi storici. I teatri Verdi ed Eretenio furono distrutti e mai più ricostruiti.
Le vittime tra la popolazione civile furono un migliaio (altre fonti parlano di 2000 vittime)

#### La Resistenza vicentina
La Resistenza vicentina, parte integrante del movimento resistenziale italiano, ha come inizio storico i giorni che vanno da metà giugno 1943 al 25 luglio 1945, con la formazione del "Comitato interpartitico antifascista", con esponenti del Partito d'Azione, del Partito Comunista Italiano, del Partito Socialista Italiano.
In seguito all'Armistizio di Cassibile, nei tre giorni successivi all'8 settembre 1943 i tedeschi occuparono con l'Italia centro-settentrionale anche il Vicentino, nel più totale sconcerto della popolazione locale. Ai primi di ottobre si costituì in clandestinità la locale sezione del Comitato di Liberazione Nazionale. L'avvio della resistenza armata fu però molto lento, per le difficoltà organizzative, i primi rastrellamenti, l'inclemenza del tempo in montagna. Alla fine del 1943 erano presenti nella fascia pedemontana e sull'altopiano alcune formazioni, formate da vecchi antifascisti, da renitenti alla leva, da militari rientrati nelle loro case dopo l'8 settembre e da quadri politici di varia estrazione. Alcune di esse ebbero vita breve, perché furono distrutte o disperse.
Il vero decollo del movimento resistenziale nel Vicentino si colloca nella primavera del 1944, quando le istanze della società civile formarono la base della rivolta armata.
Gli scioperi - che si susseguirono dal dicembre 1943 all'aprile 1944 in tutti i centri industriali, da Vicenza a Bassano, da Arzignano a Piovene Rocchette - innescarono la miccia. Talora autogestiti, talora influenzati dal PCI o dal CLN, essi portarono a una maggiore consapevolezza politica coincidendo con l'inizio della grande stagione partigiana.
Queste formazioni trovarono appoggio da parte della popolazione soprattutto nelle zone di montagna, in particolare sull'altopiano dei Sette Comuni. Gli interventi da parte delle forze della Repubblica Sociale Italiana ottennero l'effetto contrario, infatti molti furono i giovani che si aggregarono a quelle che inizialmente erano poco più di bande armate e che diventarono prima brigate e poi divisioni.

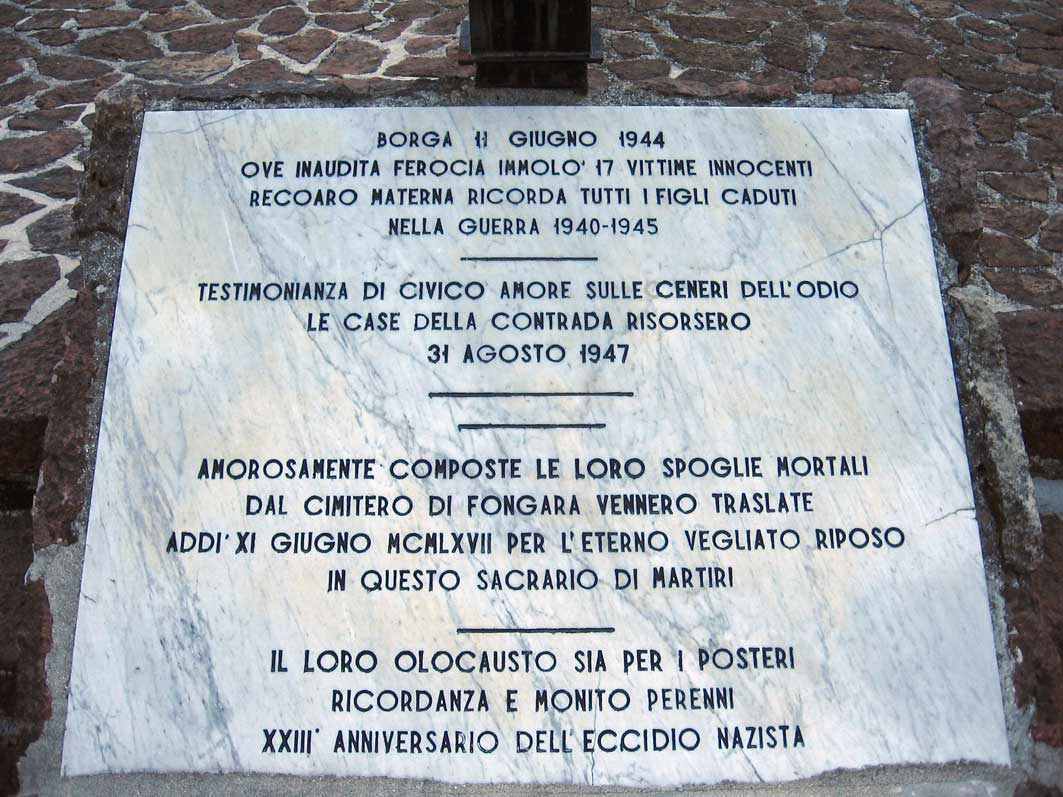
Lapide a ricordo dell'eccidio di Borga, 11 giugno 1944, nel quale furono fucilati 17 civili

Galvanizzate dalle prospettive di vittoria imminente, dovute alla liberazione di Roma, allo sbarco in Normandia e all'avanzare dell'Armata Rossa, le formazioni partigiane nell'estate del 1944 passarono all'attacco, sostenute dalla popolazione.
I nazifascisti risposero con rastrellamenti ed esecuzioni sommarie: tra queste l'eccidio di Borga l'11 giugno 1944, l'eccidio di Valdagno il 3 luglio 1944 e l'eccidio di Malga Zonta il 12 agosto 1944. Nel suo complesso però l'offensiva partigiana fu così intensa e diffusa da limitare molto i movimenti di tedeschi e fascisti, costringendoli a restare nelle città e nei paesi della pianura
Nell'autunno del 1944 - quando venne meno la speranza di un rapido sfondamento della Linea Gotica - si invertì la tendenza e i nazi-fascisti passarono alla controffensiva con pesanti rastrellamenti delle forze partigiane e rappresaglie sulle popolazioni. Molte Brigate partigiane furono disorganizzate o disperse; la maggior parte dei capi dei movimenti resistenziali del capoluogo e dei centri di pianura furono arrestati. Si salvarono le formazioni di montagna, seppur costrette ad interrompere le azioni di guerriglia. In questo periodo si rafforzò anche l'aspetto politico della resistenza. Il PCI curò il coordinamento di tutte le forze garibaldine; a sua volta la Democrazia Cristiana, spalleggiata dalla Chiesa locale, capillarmente presenti in tutti i paesi, passò all'attività armata, ponendosi come punto di riferimento per tutte le formazioni, non solo cattoliche, ma che non si riconoscevano in quelle affiliate ai garibaldini. Le valli e le montagne di Valdagno e di Schio furono di competenza ai garibaldini della Garemi, l'altopiano, il Grappa e Bassano ai cattolici della Monte Ortigara, mentre la pianura alla Vicenza.
Il 23 e il 24 aprile 1945 tutte le formazioni passarono all'attacco, con una serie di battaglie sanguinose che durarono fino al 4 maggio (il 2 maggio l'Armata tedesca aveva firmato la resa a Caserta) e che comportarono la morte di molti combattenti da ambo le parti. Durante la ritirata, le colonne tedesche e fasciste attaccate dai partigiani compirono ancora rappresaglie ed eccidi, come la strage di Pedescala
La guerra si concluse quindi nel Vicentino con l'insurrezione generale, anche se spesso l'azione dei gruppi politicizzati fu più aspra di quanto la popolazione, che desiderava soprattutto il ritorno della pace, avrebbe voluto. La provincia di Vicenza fu, nel Veneto, quella in cui furono uccisi più fascisti, la maggior parte nei giorni successivi alla liberazione; emblematico, a questo proposito, l'eccidio di Schio.
A guerra finita, Vicenza ricevette la medaglia d'oro per la Resistenza e intraprese senza indugio l'opera di ricostruzione per ridare alla città il volto che ancor oggi ha.

### Il secondo dopoguerra e la ricostruzione
Nel dopoguerra, a partire dagli anni cinquanta, un forte sviluppo economico ed industriale ne ha fatto una delle città più ricche d'Italia.

#### Vicenza patrimonio dell'umanità
Vicenza Città del Palladio è stata nominata dall'UNESCO patrimonio dell'umanità il 15 dicembre 1994. Il Comitato per il patrimonio mondiale UNESCO, riunito a Phuket, in Thailandia, ha inserito la città nella lista sulla base di due criteri:
1. Vicenza costituisce una realizzazione artistica eccezionale per i numerosi contributi architettonici di Andrea Palladio, che, integrati in un tessuto storico, ne determina il carattere d'insieme.
2. Grazie alla sua tipica struttura architettonica, la città ha esercitato una forte influenza sulla storia dell'Architettura, dettando le regole dell'urbanesimo nella maggior parte dei paesi europei e del mondo intero.

### Fonti primarie
- Francesco Barbarano de' Mironi, Historia ecclesiastica della città, territorio e diocese di Vicenza, Libro V, nel quale si descrivono le fondazioni delle Chiese, Oratori, Hospitali ed altri edifici della Città, Opera postuma, Vicenza, Stamperia C. Bressan, 1649-61.
- Conforto da Costozza, Frammenti di storia vicentina (aa.1371-1387), in C. Steiner (a cura di), RIS, 2, XIII/1, Città di Castello, 1915.
- Ferreto de' Ferreti, Historia rerum in Italia gestarum ab anno MCCL ad annum usque MCCCXVIII, in C. Cipolla (a cura di), Le opere di Ferreto de' Ferreti vicentino, Roma, 1908.
- Antonio Godi, Cronaca dall'anno 1194 all'anno 1260, a cura di Giovanni Soranzo, in RIS, 2, VIII/2, Città di Castello, 1909.
- Gerardo Maurisio, Chronica dominorum Ecelini et Alberici fratrum de Romano, a cura di Giovanni Soranzo, in RIS, 2, VIII/4, Città di Castello, 1914.
- Nicolai Smeregli Vicentini, Annales Civitatis Vicentiae (anni 1200-1312), a cura di Giovanni Soranzo, in RIS, 2, VIII/5, Bologna, 1921.

### Storiografia classica

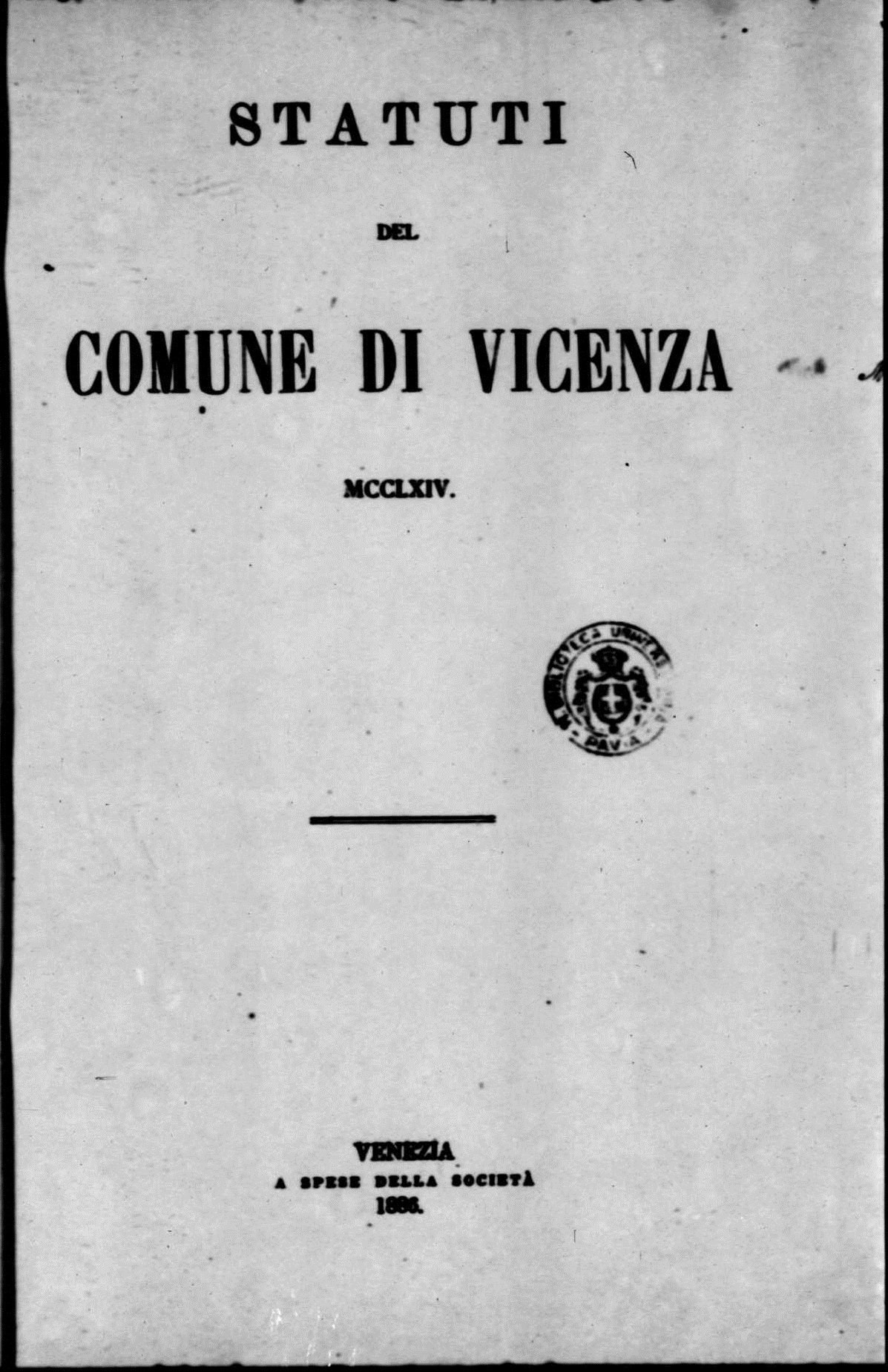
Fedele Lampertico, Statuti del Comune di Vicenza, 1886

- Silvestro Castellini, Storia della città di Vicenza, ove si vedono i fatti e le guerre de' vicentini così esterne come civili, dall'origine di essa città sino all'anno 1630, 1822.
- Fedele Lampertico, I podestà di Vicenza. Anni 1200-1311, in Scritti storici e letterari, II, Firenze, 1883.
- Fedele Lampertico (a cura di), Statuti del Comune di Vicenza, Venezia, Regia Deputazione veneta di storia patria, 1886.
- Gaetano Maccà, Storia del Territorio Vicentino, 1815.
- Giambattista Pagliarino, Croniche di Vicenza, 1663.
- Ignazio Savi, Memorie antiche e moderne intorno alle pubbliche scuole in Vicenza, Vicenza, 1815.

### Storiografia recente
- La Basilica dei Santi Felice e Fortunato in Vicenza, Vicenza, ed. Banca Popolare, 1979.
- Franco Barbieri e Renato Cevese, Vicenza, ritratto di una città, Vicenza, Angelo Colla editore, 2004, ISBN 88-900990-7-0.
- Franco Barbieri, Vicenza: la cinta murata, 'Forma urbis', Vicenza, Ufficio Unesco del Comune di Vicenza, 2011.
- Ernesto Brunetta, La Resistenza, in Storia di Vicenza, IV/1, L'Età contemporanea, Vicenza, Neri Pozza editore, 1991.
- Andrea Castagnetti, Vicenza nell'età del particolarismo: da Comitato a Comune, in Storia di Vicenza, II, L'Età Medievale, Vicenza, Neri Pozza editore, 1988.
- Gianni A. Cisotto, Dall'età napoleonica all'annessione all'Italia, in Storia di Vicenza, IV/1, L'Età contemporanea, Vicenza, Neri Pozza editore, 1991.
- Giorgio Cracco, Tra Venezia e terraferma, Roma, Viella editore, 2009.
- Lelia Cracco Ruggini, Storia totale di una piccola città: Vicenza romana, in Storia di Vicenza, Vol. I, Vicenza, Neri Pozza editore, 1988.
- Gabriele De Rosa, 1915-18. II. La guerra nel Vicentino nelle lettere dei vescovi Ferdinando Rodolfi e Luigi Pellizzo, in Storia di Vicenza, IV/1, L'Età contemporanea, Vicenza, Neri Pozza editore, 1991.
- Piero Del Negro, 1915-18. III. Partecipazione dei vicentini allo sforzo comune, in Storia di Vicenza, IV/1, L'Età contemporanea, Vicenza, Neri Pozza editore, 1991.
- Emilio Franzina, Vicenza, Storia di una città, Vicenza, Neri Pozza editore, 1980.
- C.Fumian e A.Ventura (a cura di), Storia del Veneto, Laterza, 2004.
- Francesca Ghedini, Una regione dell'Italia romana attraverso i suoi monumenti, in Storia del Veneto, I, Laterza, 2004, pp. 41–55.
- James S. Grubb, Comune privilegiato e Comune dei privilegiati, in Storia di Vicenza, III/1, L'Età della Repubblica Veneta, Vicenza, Neri Pozza editore, 1989.
- Maddalena Guiotto, Dal primo dopoguerra al 1943, in Storia di Vicenza, IV/1, L'Età contemporanea, Vicenza, Neri Pozza editore, 1991.
- Giuseppe Gullino (a cura di), Storia di Vicenza, dalla preistoria all'età contemporanea, Vicenza, Cierre edizioni Istrevi, 2014).
- Francesca Lomastro Tognato, Spazio urbano e potere politico a Vicenza nel XIII secolo. Dal «Regestum possessionum» del 1262, Vicenza, Accademia Olimpica, 1981.
- Giovanni Mantese, Memorie storiche della Chiesa vicentina I, Dalle origini al Mille, Vicenza, Accademia Olimpica, 1952.
- Giovanni Mantese, Memorie storiche della Chiesa vicentina, II, Dal Mille al Milletrecento, Vicenza, Accademia Olimpica, 1954.
- Giovanni Mantese, Memorie storiche della Chiesa vicentina, III/1, Il Trecento Vicenza, Accademia Olimpica, 1958.
- Giovanni Mantese, Memorie storiche della Chiesa vicentina, III/2, Dal 1404 al 1563, Vicenza, Neri Pozza editore, 1964.
- Gian Paolo Marchini e altri, Vicenza, Aspetti di una città attraverso i secoli, Vicenza, 1983.
- Laura Megna, Storie patrizie. Note sulla nobiltà vicentina nel Seicento, in Storia di Vicenza, III/I, L'Età della Repubblica Veneta, Vicenza, Neri Pozza editore, 1988.
- Antonio Menniti Ippolito, La fedeltà vicentina e Venezia. La dedizione del 1404, in Storia di Vicenza, III/I, L'Età della Repubblica Veneta, Vicenza, Neri Pozza editore, 1988.
- Giovanni Mometto, Per una storia della popolazione in età moderna, in Storia di Vicenza, III/1, L'Età della Repubblica Veneta, Vicenza, Neri Pozza editore, 1989.
- Mariano Nardello, La società vicentina dall'annessione del Veneto alla prima guerra mondiale, in Storia di Vicenza, IV/1, L'Età contemporanea, Vicenza, Neri Pozza editore, 1991.
- Gianni Pieropan, 1915-18. I. La grande guerra nel Vicentino, in Storia di Vicenza, IV/1, L'Età contemporanea, Vicenza, Neri Pozza editore, 1991.
- Paolo Preto, La caduta della Repubblica di Venezia e la municipalità democratica, in Storia di Vicenza, III/2, L'Età della Repubblica Veneta, Vicenza, Neri Pozza editore, 1989.
- Paolo Preto, Il Veneto francese e austriaco, in Storia del Veneto, Laterza, 2004.
- Ermenegildo Reato, La liquidazione dell'asse ecclesiastico a Vicenza (1866-1968), in Storia di Vicenza, IV/1, L'Età contemporanea, Vicenza, Neri Pozza editore, 1991.
- Ermenegildo Reato, I cattolici vicentini dall'opposizione al governo (1866-67), in Storia di Vicenza, IV/1, L'Età contemporanea, Vicenza, Neri Pozza editore, 1991.
- Aldo A. Settia, Vicenza di fronte ai Longobardi e ai Franchi, in Storia di Vicenza, Vol. II, L'Età Medievale, Vicenza, Neri Pozza editore, 1988.
- Natalino Sottani, Antica idrografia vicentina. Storia, evidenze, ipotesi, Vicenza, Accademia Olimpicae, 2012.
- Gian Maria Varanini, Vicenza nel Trecento: Istituzioni, classe dirigente, economia, in Storia di Vicenza, II, L'Età Medievale, Vicenza, Neri Pozza editore, 1988.
- Sergio Zamperetti, Poteri locali e governo centrale in una città suddita d'antico regime dal dopo Cambrai ai primo Seicento, in Storia di Vicenza, III/1, L'Età della Repubblica Veneta, Vicenza, Neri Pozza editore, 1989.